# Performance

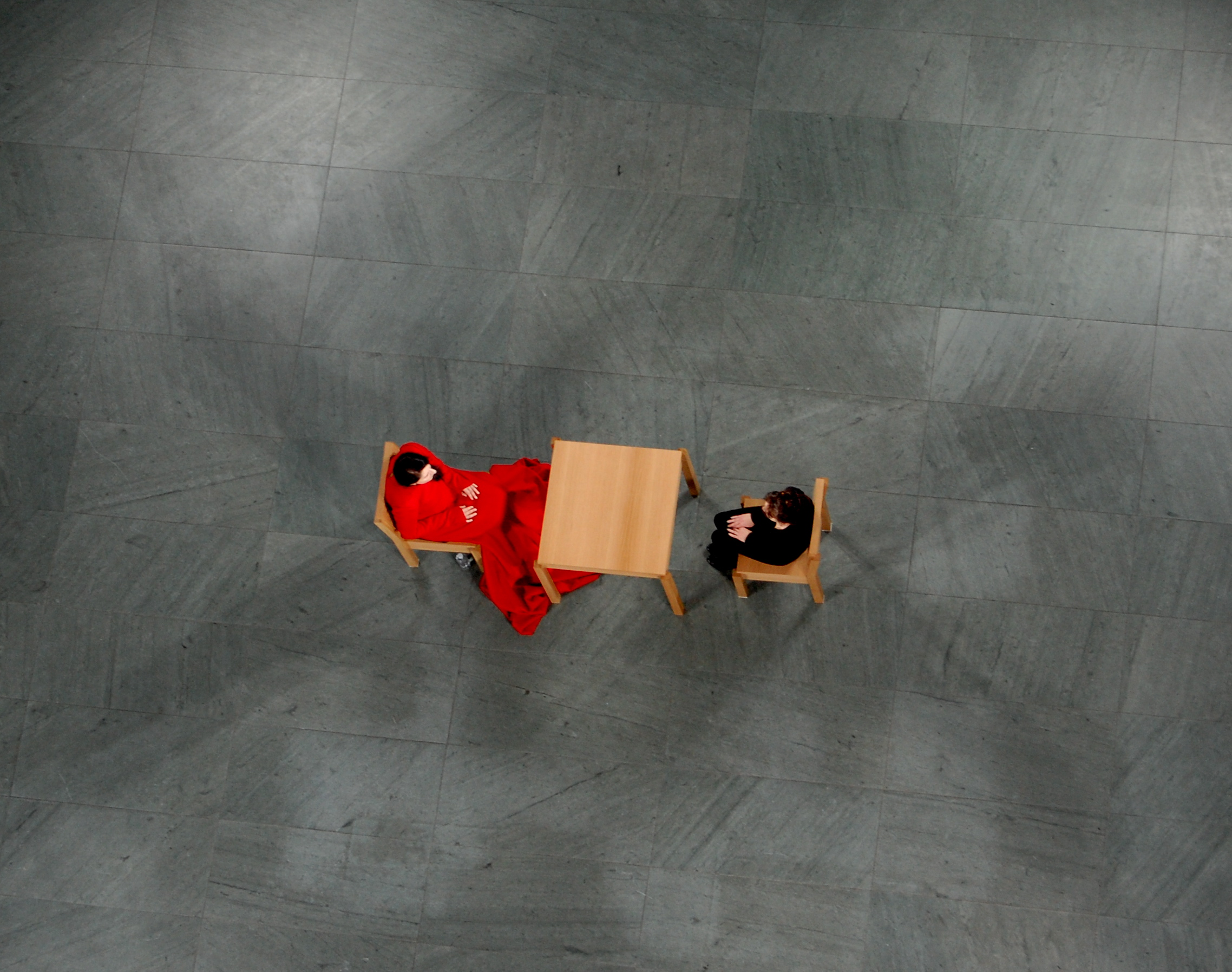
Plano cenital de la performance La artista está presente en el Museo de Arte Moderno de Nueva York

La performance (también denominada arte de acción) es una disciplina artística creada a través de acciones realizadas por el artista u otros participantes, pudiendo ser en vivo, documentadas, espontáneas o escritas, presentada a un público dentro de un contexto expositivo, tradicionalmente interdisciplinario. La performance se ha desarrollado a lo largo de los años como un género propio, cuya obra necesita la presencia y ejecución de propio artista. Esta disciplina juega un papel importante y fundamental en el arte de vanguardia a lo largo del siglo XX.
Tradicionalmente involucra cuatro elementos básicos: el tiempo, el espacio, el cuerpo o la presencia del artista en un medio, y la relación entre el creador y el público. Las acciones, generalmente desarrolladas en galerías de arte y museos, pueden tener lugar en la calle, cualquier tipo de escenario o espacio y durante cualquier período de tiempo. Su objetivo es generar una reacción, en ocasiones con la ayuda de la improvisación y el sentido de la estética. La temática suele estar ligada a procesos vitales del propio artista, a la necesidad de denuncia o crítica social y con un espíritu de transformación.
El término performance procede de la expresión inglesa performance art, con el significado de 'arte en vivo'; si bien los términos performance y performance art solo se usaron ampliamente en la década de 1970, la historia de la performance en las artes visuales se remonta a producciones futuristas y cabarets datados en la década de 1910. Los principales precursores y pioneros del arte de la performance son artistas como Carolee Schneemann, Marina Abramovic, Ana Mendieta, Chris Burden, Hermann Nitsch, David Bowie, Joseph Beuys, Peter Gabriel, Nam June Paik o Vito Acconci, y los máximos exponentes en la actualidad, artistas como Tania Bruguera, Abel Azcona, Regina José Galindo, Tehching Hsieh, Marta Minujín o Piotr Pavlenski. Disciplina claramente ligada al happening, al movimiento Fluxus, al arte corporal y, en general, al arte conceptual.

## Definición
La performance es una disciplina artística controvertida en cuanto a definición, contextualización histórica y pedagógica. Una de las dificultades surge desde la definición exacta del término, palabra con origen anglosajón que en su definición literal supone la idea contraria de lo que performance es. En una traducción literal encontraríamos términos símiles a actuación o representación, ambos contrarios a la esencia del arte de la performance, nacida desde una postura antagónica a las artes escénicas, casi crítica. Por lo que no debe entenderse desde su literalidad, ya que únicamente colinda con lo escénico, en algunos códigos como la audiencia o el cuerpo presente, y no siempre es así.
El origen del término, en sentido estricto, está relacionado con las tradiciones posmodernistas de la cultura occidental. Según los críticos los orígenes deben datarse a principios del siglo XX, pero el uso del término no es empleado hasta mediados de los años sesenta a los setenta. Vinculado y derivado en torno a conceptos de arte visual, en lo que respecta al Dadaísmo, los situacionistas, Fluxus, el arte de la instalación y el arte conceptual, el arte de la performance tendía a definirse inicialmente como una antítesis del teatro, desafiando las formas de arte ortodoxo y las normas culturales. Artistas como Regina José Galindo o Piotr Pavlenski reivindican la potencialidad política y discursiva de la performance, evolucionado la idea inicial en torno a una imagen visual meramente rupturista. El ideal de una obra performativa es crear una experiencia efímera y auténtica para el artista y para el público en un evento sin posibilidad de repetición, capturar o coleccionar.

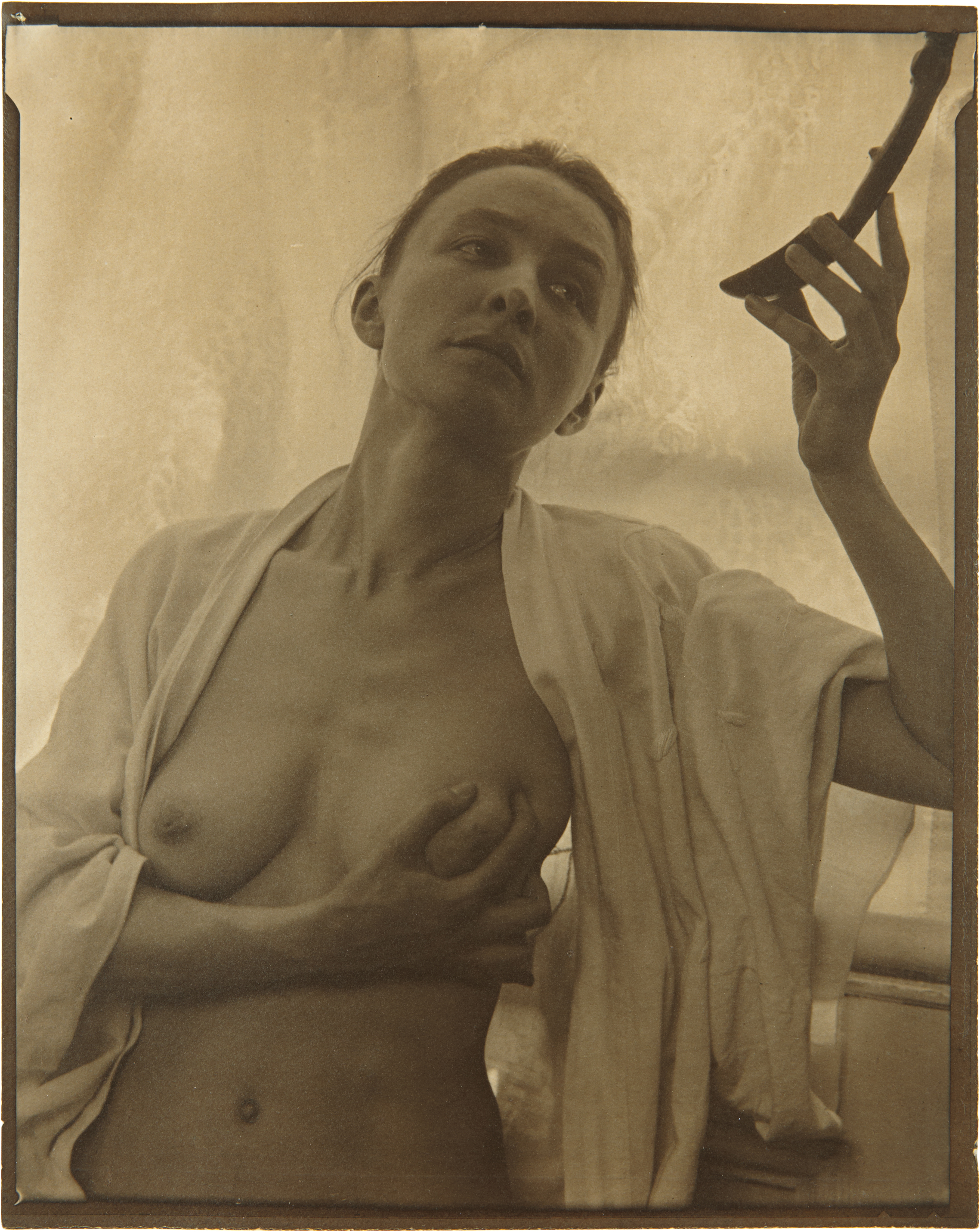
Georgia O'Keeffe fotografiada durante un proceso performativo

Son muchos los teóricos que han vinculado y desvinculado el arte del performance de las artes escénicas, afirmando que, en su relación con lo escénico, al ser arte muy cercano y que potencia el proceso, sería más cercano a la idea de dramaturgia, que a la de teatro representado. La performance difiere completamente de la idea narrativa, lineal o formal que otras artes escénicas poseen, y no pretende ni surge desde un fin de entretenimiento, más bien de ruptura, interrupción o distorsión.
Todas las definiciones y acercamientos a la performance la tratan como una experiencia visual y conceptual, donde el artista desafía a menudo al público a pensar en formas nuevas y no convencionales, a romper las convenciones de las artes tradicionales y a transformar la idea tradicional y académica definitoria del arte, meramente como una experiencia estética. A lo largo de las décadas, surgen movimientos, ideas y discursos dentro del campo de la performance, como por ejemplo los accionistas vieneses y los neodadaístas, que prefieren emplear términos como «arte vivo», «arte de acción», «accionismo», «intervención artística» o «maniobra» para describir sus obras performativas. Como géneros propios dentro del arte de la performance aparecen el arte corporal, el movimiento Fluxus, el happening o el arte intermedia.

## Historia

### Orígenes
La performance es una forma de expresión libre surgida para ser una alternativa de manifestación artística. La disciplina surgió en 1916 de forma paralela al movimiento dadaísta, acogida bajo el paraguas y el nombre de arte conceptual, y fue un movimiento capitaneado por Tristan Tzara, uno de los pioneros de la corriente Dada. Han sido los teóricos de la cultura occidental los que han ubicado los orígenes de la performance a principios del siglo XX, en los constructivistas rusos, futuristas y dadaístas. Dada fue un importante inspirador gracias a actuaciones poéticas lejanas a convencionalismos y los artistas futuristas, especialmente algunos futuristas rusos, podrían identificarse dentro del proceso iniciático de la performance.

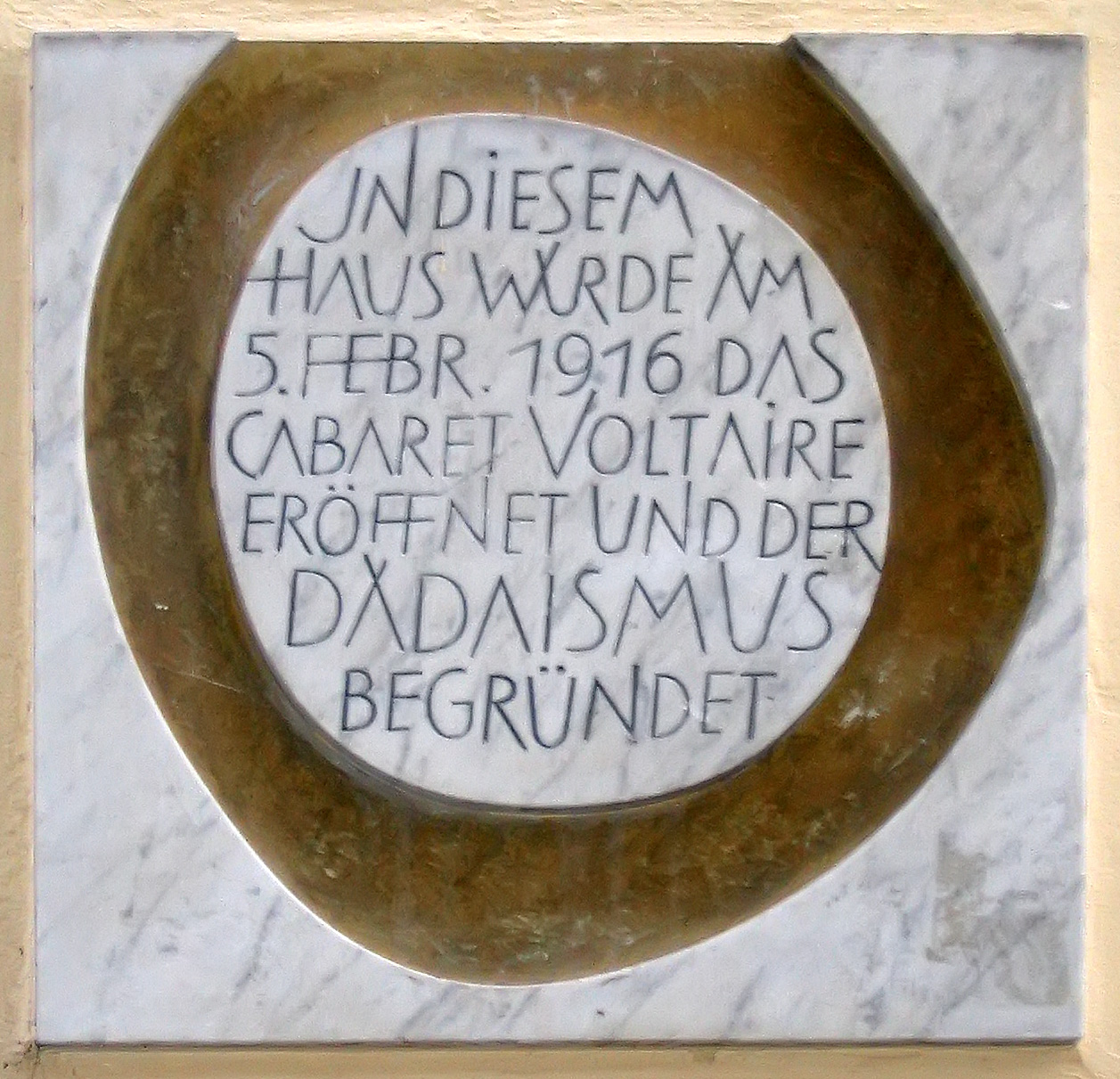
Placa original del Cabaret Voltaire en Zúrich

#### Cabaret Voltaire

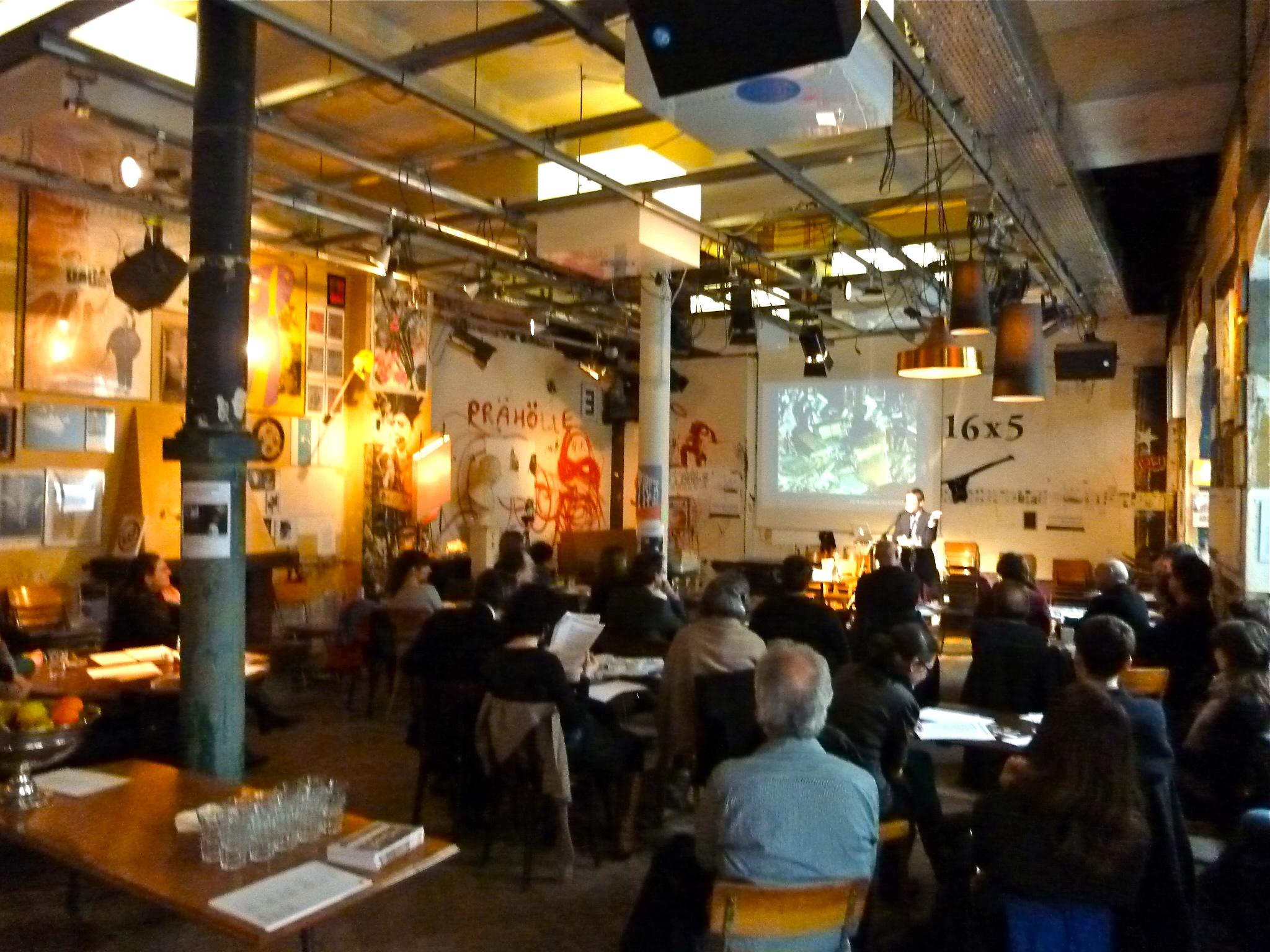
El Cabaret Voltaire en la actualidad en la calle Spiegelgasse 1 de Zúrich

El Cabaret Voltaire fue fundado en 1916 en Zúrich (Suiza) por la pareja Hugo Ball y Emmy Hennings. Respondió a fines artísticos y políticos y fue un lugar donde se experimentaron nuevas tendencias. Ubicado en la planta superior de un teatro, de cuyas serias exhibiciones se burlaban en sus espectáculos, las obras interpretadas en el cabaré tenían un perfil claramente vanguardista y experimental. Fue en los diez metros cuadrados que ocupaba el local donde algunos piensan que se fundó el Movimiento Dadá. Además, los surrealistas, corriente que descendía directamente del dadaísmo, solían usarlo como lugar de encuentro. Tras una breve existencia, de apenas seis meses, su clausura fue en el verano de 1916, en la cual se leyó el Manifiesto dadaísta, y albergó las primeras acciones y performances de los dadaístas, presentaciones híbridas en torno a la poesía, el arte plástico, la música y acciones repetitivas, que en una visión global conformaban un concepto. Contaban con la participación además de miembros fundadores como Richard Huelsenbeck, Marcel Janco, Tristan Tzara y Sophie Taeuber-Arp y Jean Arp en eventos no pocas veces provocadores y escandalosos que resultaron fundamentales y base para la fundación del movimiento de arte anárquico conocido como dadaísmo.

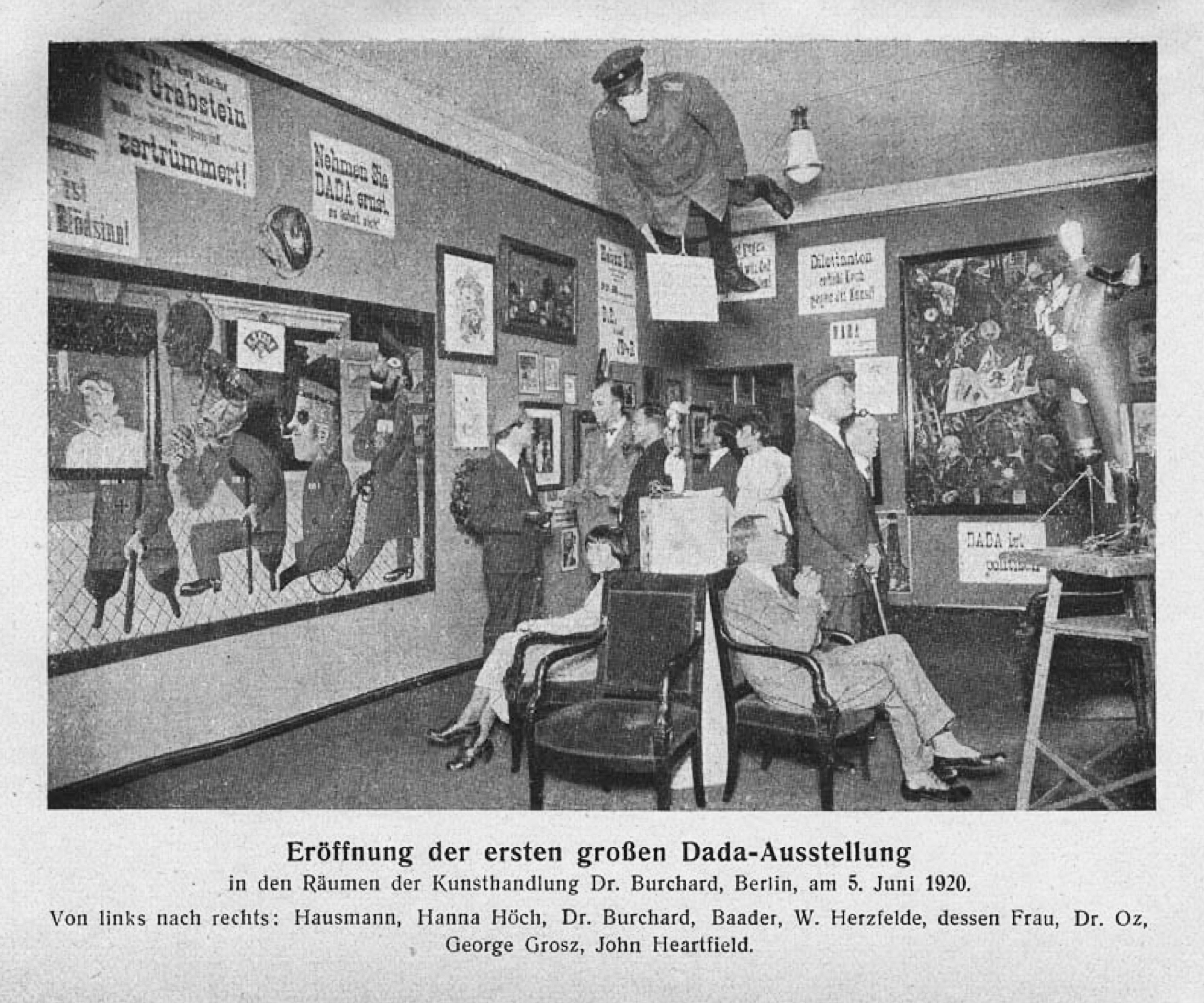
Inauguración de la primera exposición Dadá el 5 de junio de 1920 en Berlín.

El Dadaísmo nació con la clara intencionalidad de destruir cualquier sistema o código establecido, hasta el momento, en el mundo del arte. Es un pronunciamiento antiartístico, antiliterario y antipoético, cuestionador de la propia existencia del arte, la literatura y la poesía, no siendo únicamente una forma de crear, sino de vivir, una ideología total. Se posiciona en contra de la belleza eterna, la eternidad de los principios, leyes de la lógica y la inmovilidad del pensamiento y claramente en contra de lo universal. Promueve un cambio, espontaneidad, inmediatez, contradicción, lo aleatorio, y en defensa del caos frente al orden y la imperfección frente a la perfección, posicionamientos comunes a la idea de performance. Enarbolan la provocación, el anti-arte de protesta y el escándalo, a través de medios de expresión, muchas veces irónicos o satíricos. Lo absurdo o carente de valor y el caos protagonizan sus acciones rupturistas con la forma artística tradicional.

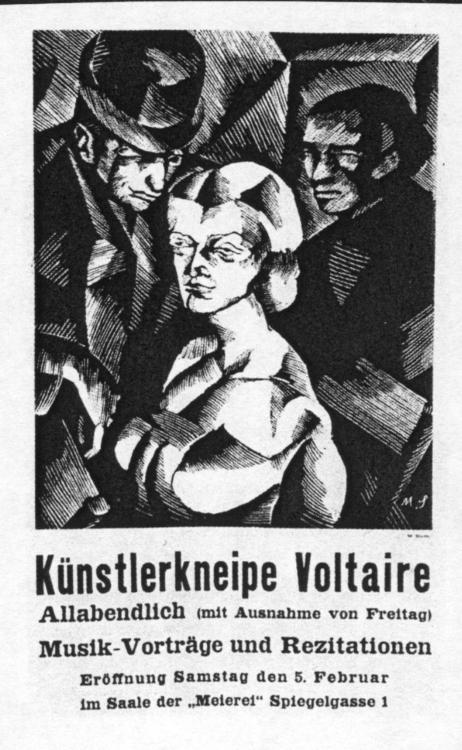
Cartel original de la primera función de Cabaret Voltaire creado por Marcel Slodki (1916)

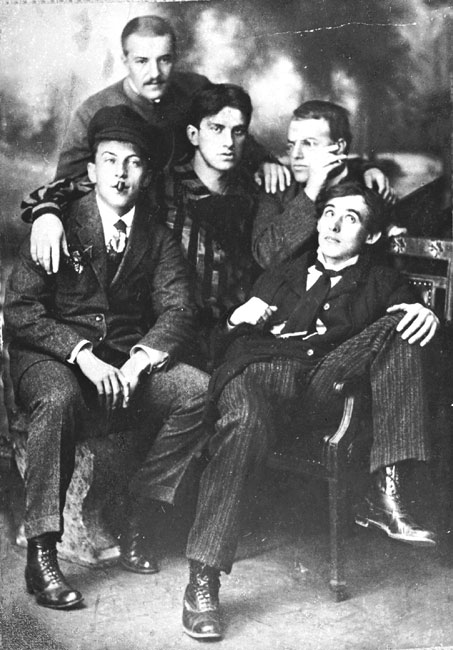
De izda. a dcha., los futuristas Benedikt Lifshits, Nikolái Burluik, Vladímir Mayakovski, David Burliuk y Alekséi Kruchónyj. Entre 1912 y 1913.

#### Futurismo
El futurismo fue un movimiento artístico de vanguardia aparecido en 1909, originado como movimiento literario, aunque la mayor parte de sus exponentes fueron pintores. En sus comienzos también abarcaba el campo de la escultura, fotografía, música y cine. La Primera Guerra Mundial puso fin al movimiento, aunque en Italia se prolongó hasta los años 30. Uno de los países donde tuvo más influencia fue Rusia. En 1912 surgieron manifiestos como el Manifiesto de la Escultura Futurista y de la Arquitectura Futurista, y en 1913 el Manifiesto de la Lujuria Futurista ideado por Valentine de Saint-Point, bailarina, escritora y artista francesa. Así, los futuristas difundían sus teorías mediante encuentros, reuniones y charlas en espacio públicos, que se acercaban a la idea de una concentración política, poesía, teatro de variedades anticipándose a la idea de la performance.

#### Bauhaus

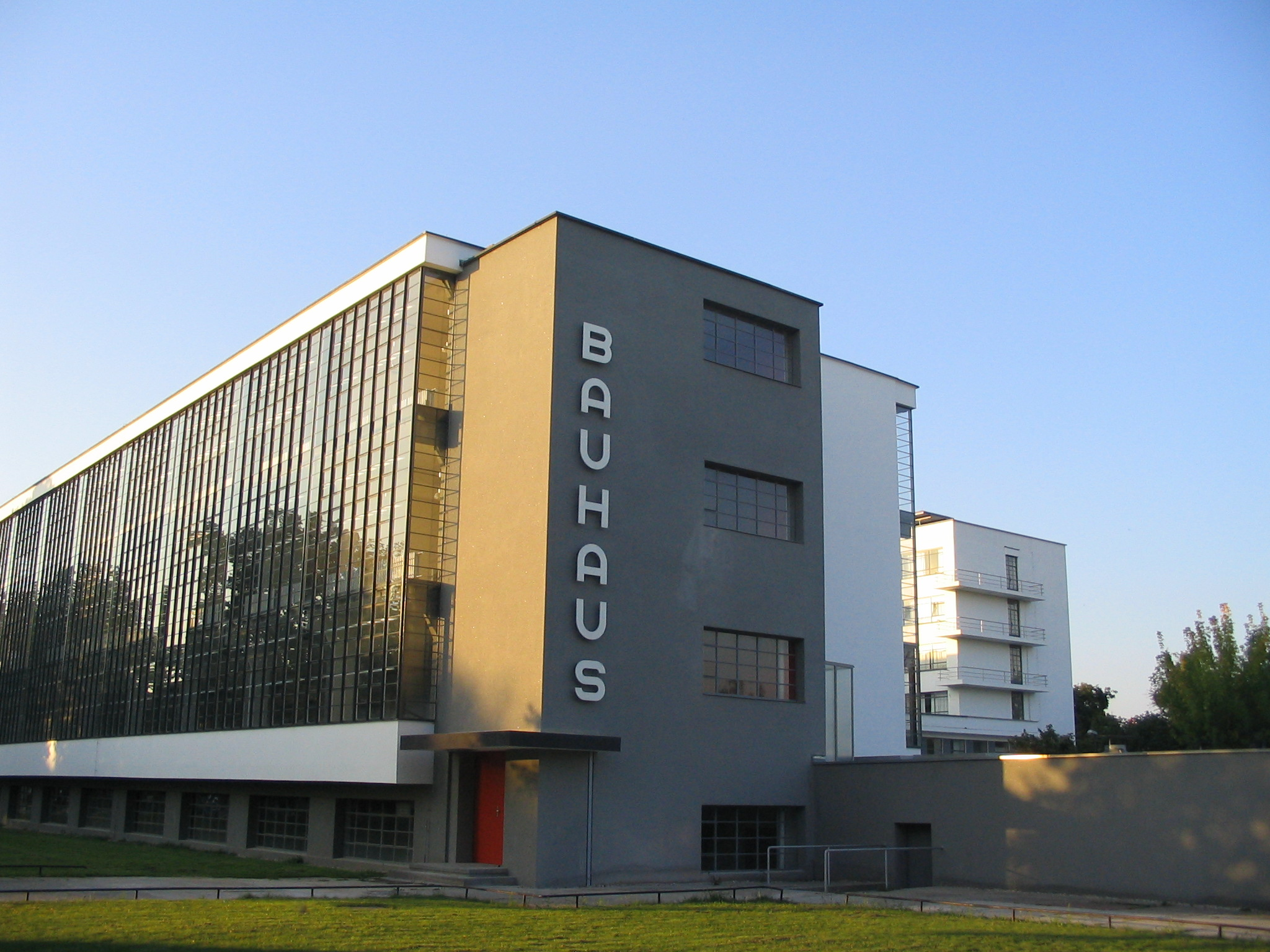
Escuela Bauhaus en la actualidad

La Bauhaus, fundada en Weimar en 1919, incluyó un taller de escénicas experimentales con el fin de explorar las relaciones entre el cuerpo, el espacio, el sonido y la luz. El Black Mountain College, fundado en Estados Unidos por instructores de la Bauhaus original en el exilio, exiliados por el Partido Nazi, continuó incorporando estudios escénicos experimentales dentro de la formación de las artes visuales. Veinte años antes de los acontecimientos relacionados con la historia de la performance en los años sesenta. El nombre Bauhaus deriva de la unión de las palabras en alemán Bau, construcción, y Haus, casa; irónicamente, a pesar de su nombre y del hecho de que su fundador fue un arquitecto, la Bauhaus no tuvo un departamento de arquitectura en los primeros años de su existencia.

#### Action painting
En las décadas de 1940 y 1950, la técnica o movimiento del action painting posibilitó a los artistas la libertad de interpretar el lienzo como un espacio en el que actuar, convirtiendo así las pinturas en rastros del proceso de creación del artista en su estudio. Según el crítico de arte Harold Rosenberg, fue uno de los movimientos iniciáticos de la performance junto al expresionismo abstracto. El action painter por antonomasia es Jackson Pollock, realizando muchas de sus acciones en vivo. A destacar nombres como Willem de Kooning y Franz Kline, con pinturas abstractas y acción.

#### Nuevo realismo
El Nuevo realismo es otro de los movimientos artísticos citados en los inicios de la performance. Movimiento de pintura fundado en 1960 por el crítico de arte Pierre Restany y el pintor Yves Klein, durante la primera exposición colectiva en la galería Apollinaire de Milán. El Nuevo realismo fue, junto con Fluxus y otros grupos, una de las numerosas tendencias de la vanguardia de los años 1960. Pierre Restany creó varios montajes de performance en la Tate Modern entre otros espacios. Uno de los máximos exponentes del movimiento es Yves Klein siendo claro precursor de la performance con piezas conceptuales como Zone de Sensibilité Picturale Immatérielle (1959-62), Anthropométries (1960), y obras como el fotomontaje Saut dans le vide. Todas sus obras tienen conexión con la performance al ser creadas desde una acción en vivo, siendo conocidas sus obras pintadas a partir de cuerpos de mujeres. Los miembros del grupo veían el mundo como una imagen, de la que ellos tomarían partes y las incorporarían a su obra. Buscaban unir lo más posible la vida y el arte.

#### Gutai
Otro de los movimientos anticipadores de la performance, si no formulado explícitamente, fue el grupo japonés Gutai que realizaban arte de acción o happening. Nació en 1955 en el entorno de la región de Kansai (Kyōto, Ōsaka, Kōbe). Sus principales miembros fueron Jirō Yoshihara, Sadamasa Motonaga, Shozo Shimamoto, Saburō Murakami, Katsuō Shiraga, Seichi Sato, Akira Ganayama y Atsuko Tanaka. El grupo Gutai nace de la terrible experiencia de la Segunda Guerra Mundial. Rechazan el consumismo capitalista, realizando acciones irónicas, con un sentimiento de crispación, con una agresividad latente (ruptura de objetos, acciones con humo). Influenciaron a grupos como Fluxus y artistas como Joseph Beuys y Wolf Vostell.

#### Land Art y performance
A finales de la década de 1960, artistas de Land Art tan diversos como Robert Smithson o Dennis Oppenheim crearon piezas ambientales que predicen el arte performance de la década de 1970. Obras de artistas conceptuales de principios de los años ochenta, como Sol LeWitt, que convirtió el dibujo mural en un acto de performance, fueron influenciadas por Yves Klein y también por los artistas de Land Art. El Land art es una corriente del arte contemporáneo en la que el paisaje y la obra de arte están estrechamente enlazados. Utiliza a la naturaleza como material (madera, tierra, piedras, arena, viento, rocas, fuego, agua etc.) para intervenir en sí misma. La obra generada es a partir del lugar en el que se interviene, que algunas veces parece un cruce entre escultura y arquitectura, en otras un híbrido entre escultura y arquitectura de paisaje en donde juega un papel cada vez más determinante en el espacio público contemporáneo. Al incorporar el cuerpo del artista en proceso de creación de la obra, se relaciona con códigos similes al inicio de la performance.

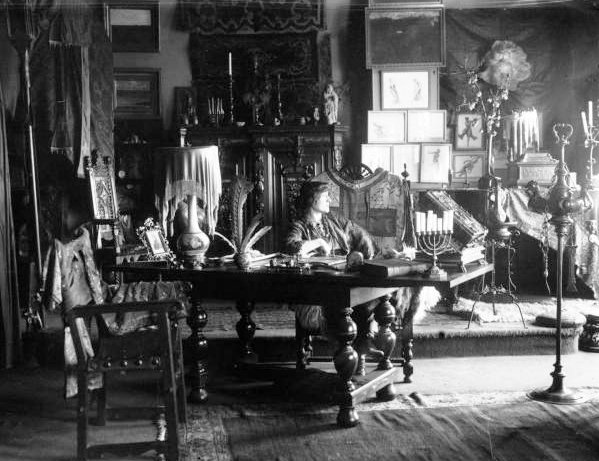
Retrato a Valentine de Saint-Point en su espacio de creación
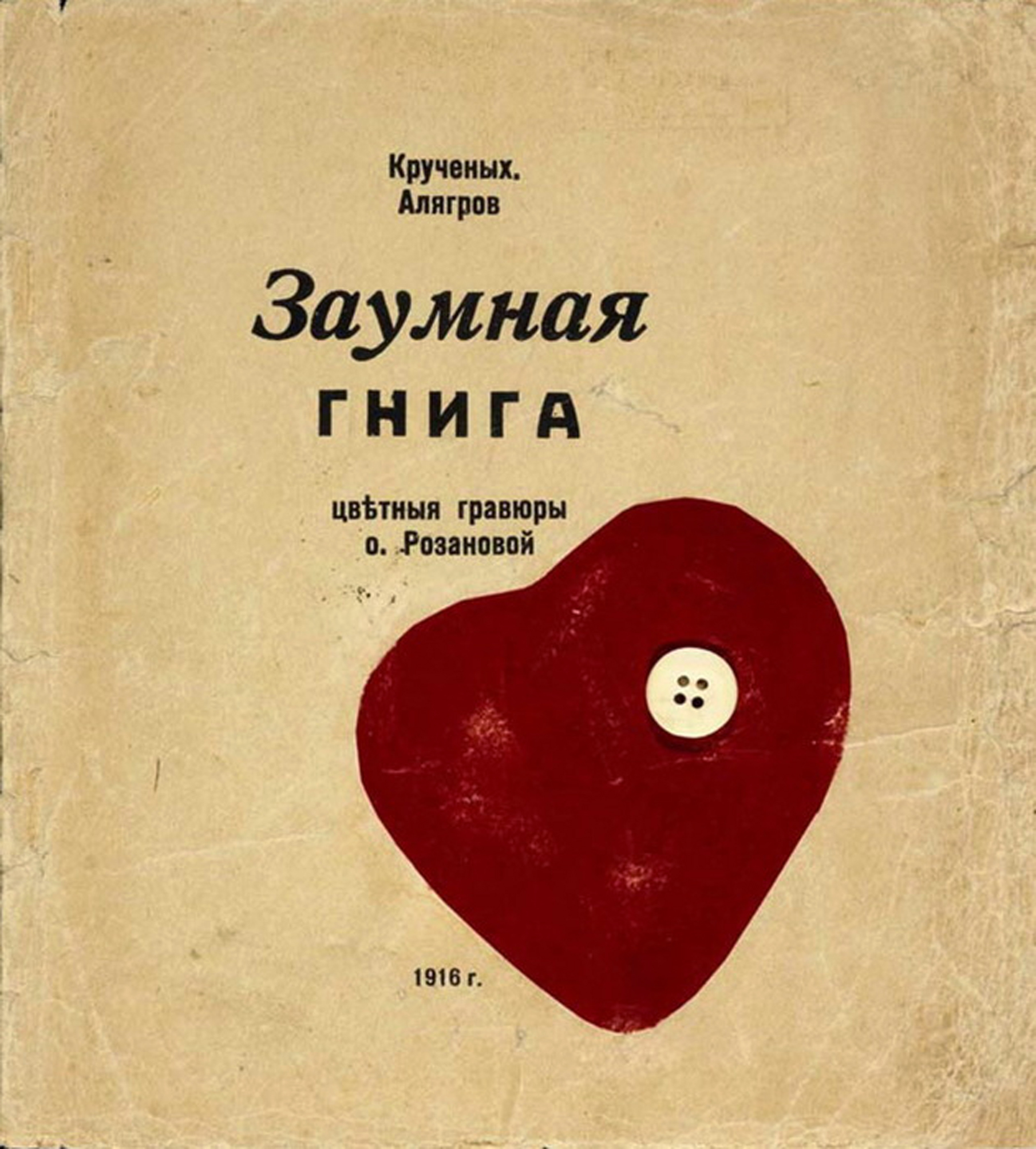
Portada intervenida de la futurista rusa Olga Rozanova (1912)
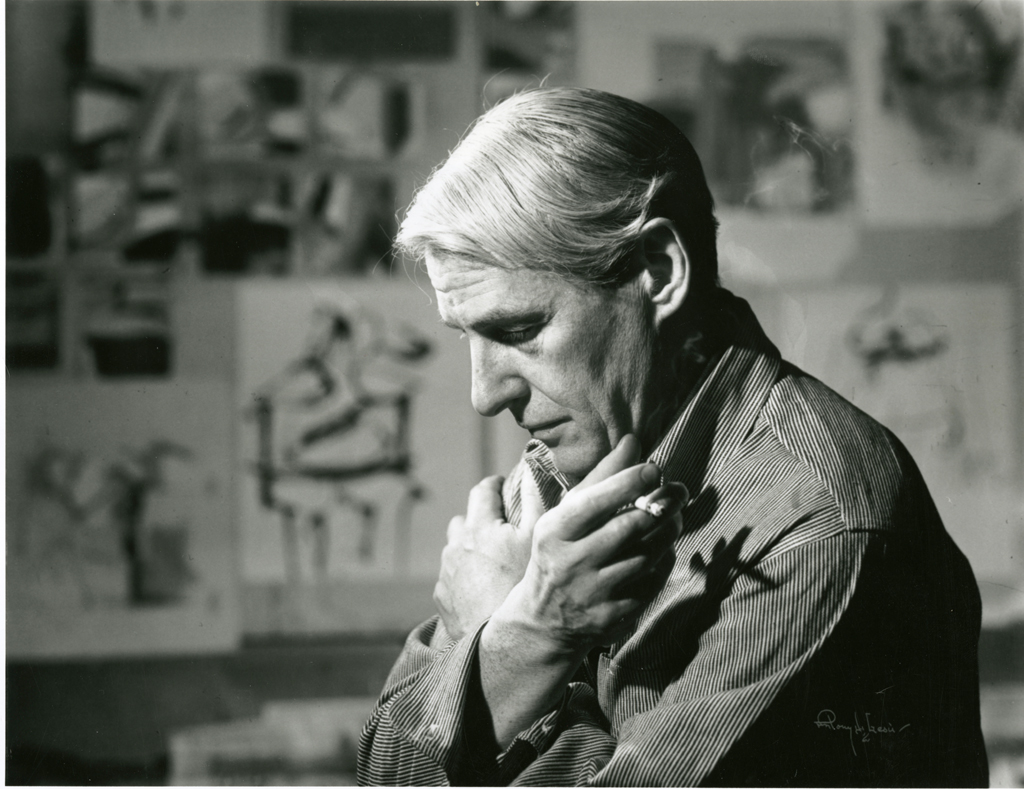
Retrato a Willem de Kooning, pintor de action painting en su estudio
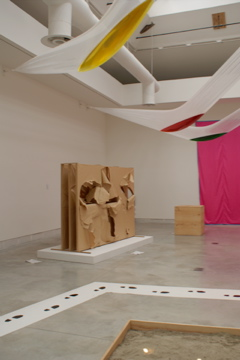
Instalación del grupo Gutai, en la Bienal de Venecia de 2009
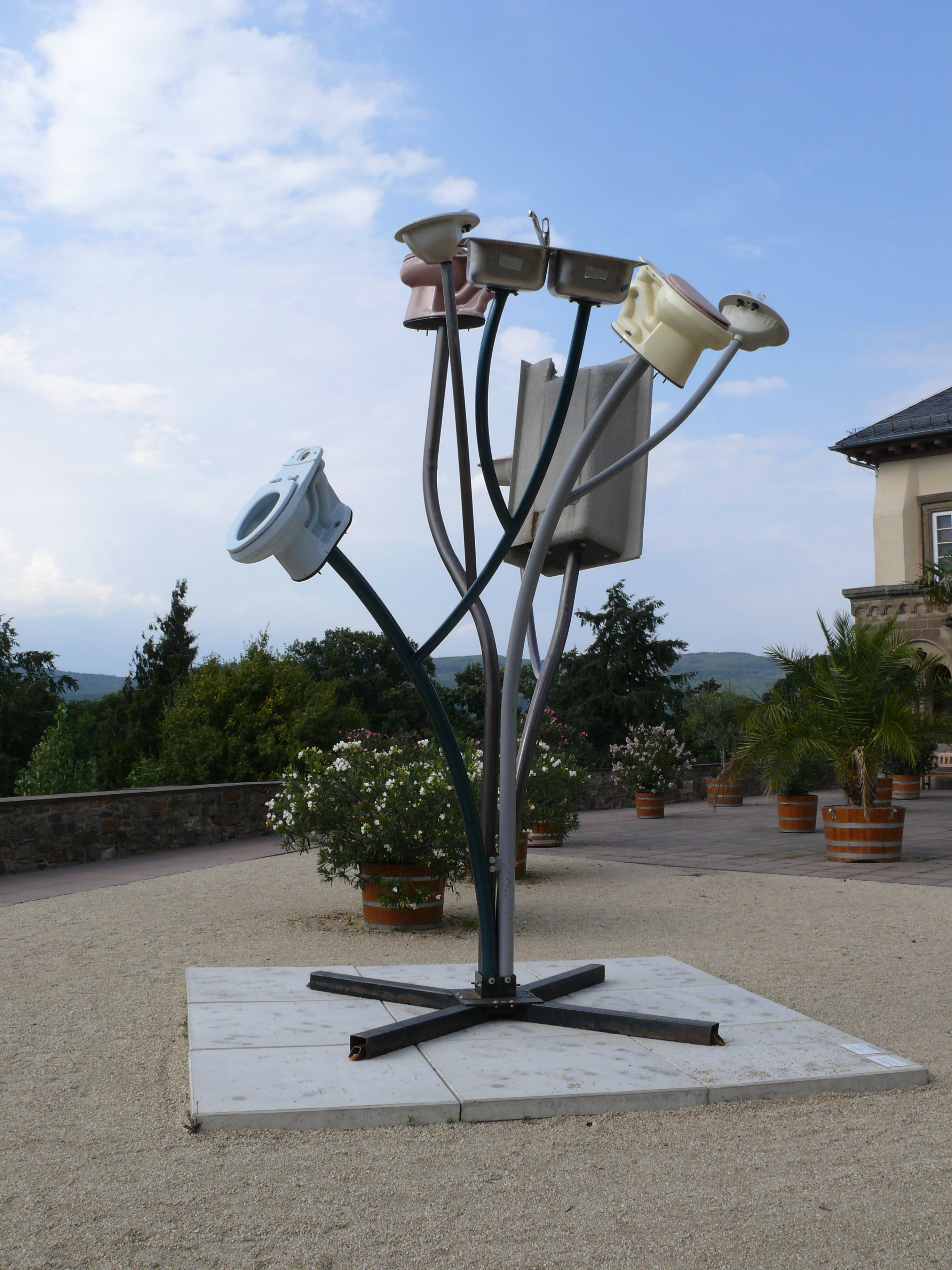
Instalación de Dennis Oppenheim en Hesse, Alemania
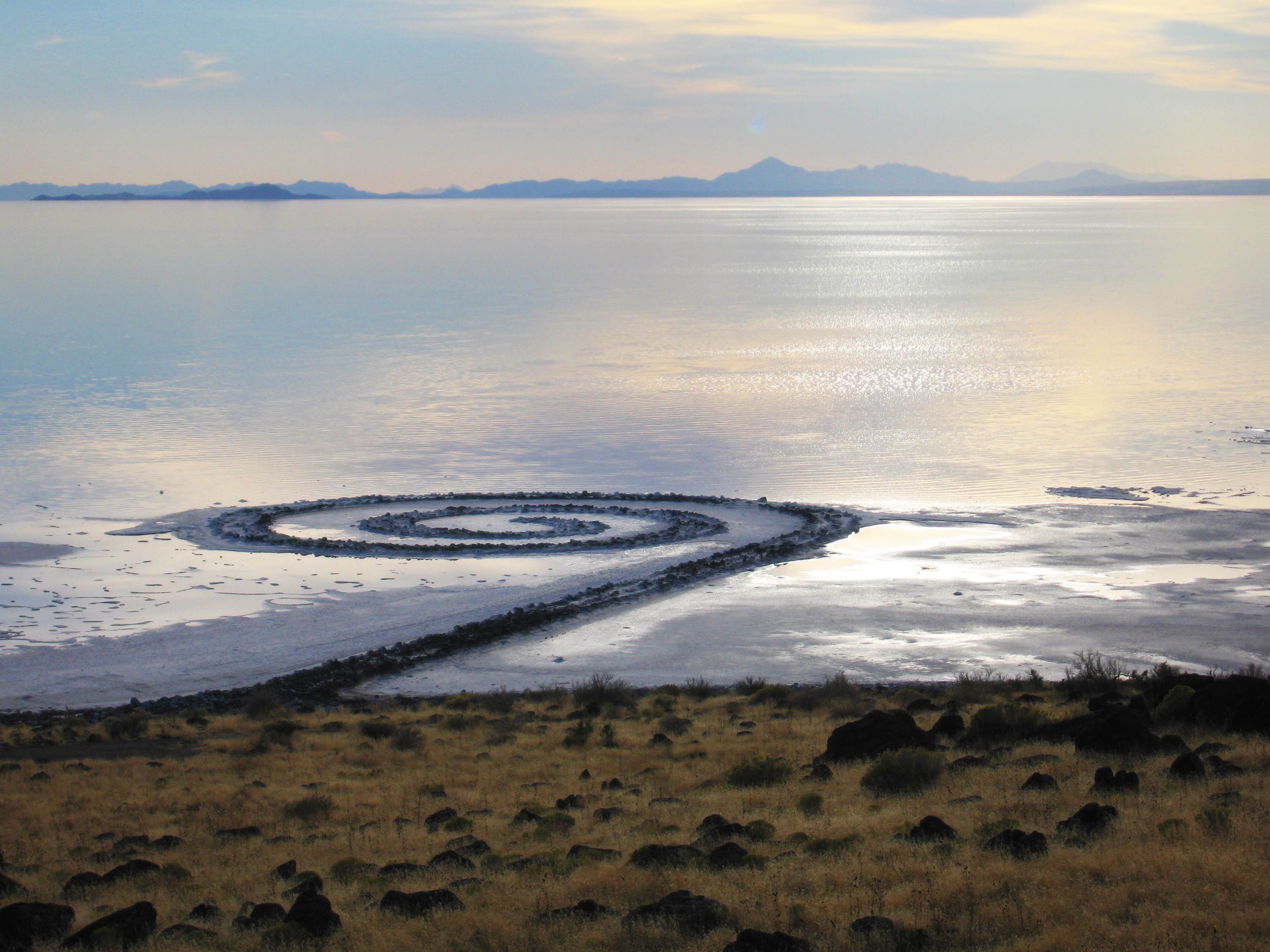
Obra de land art de Robert Smithson
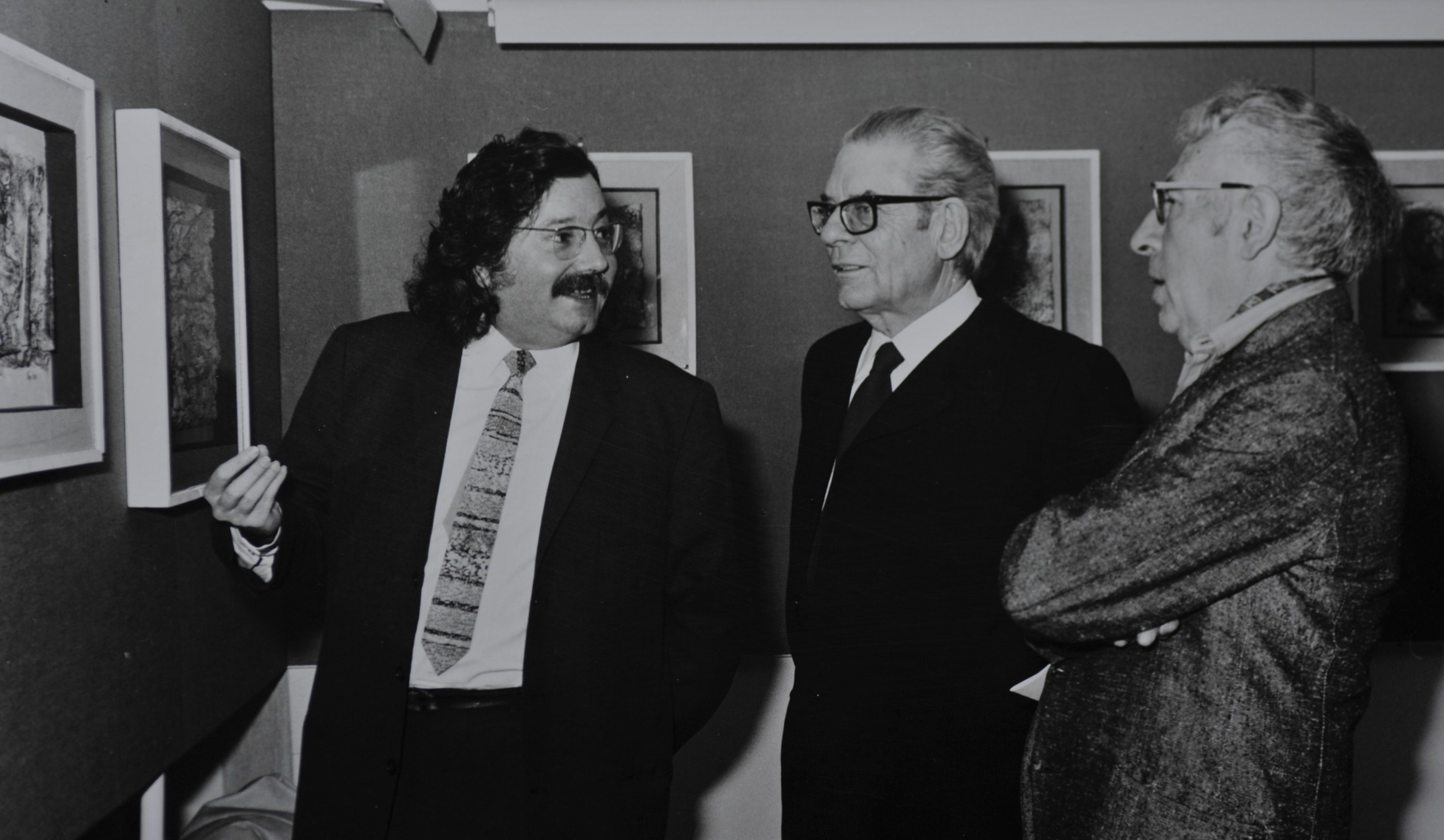
Retrato a Pierre Restany en una de sus inauguraciones
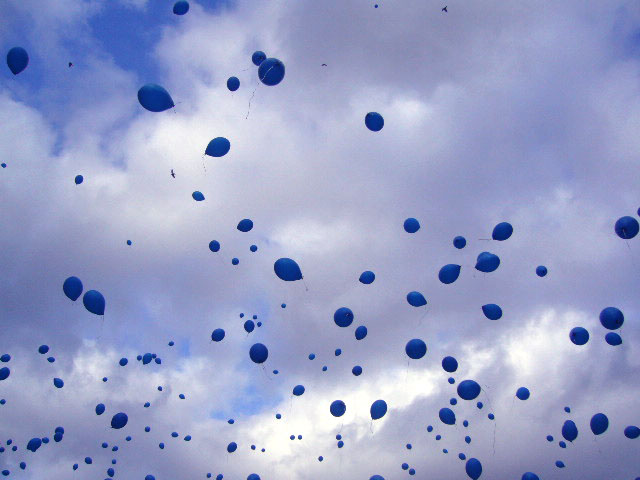
Suelta de 1001 globos azules, la "sculpture aérostatique" de Yves Klein.

### Años 1960

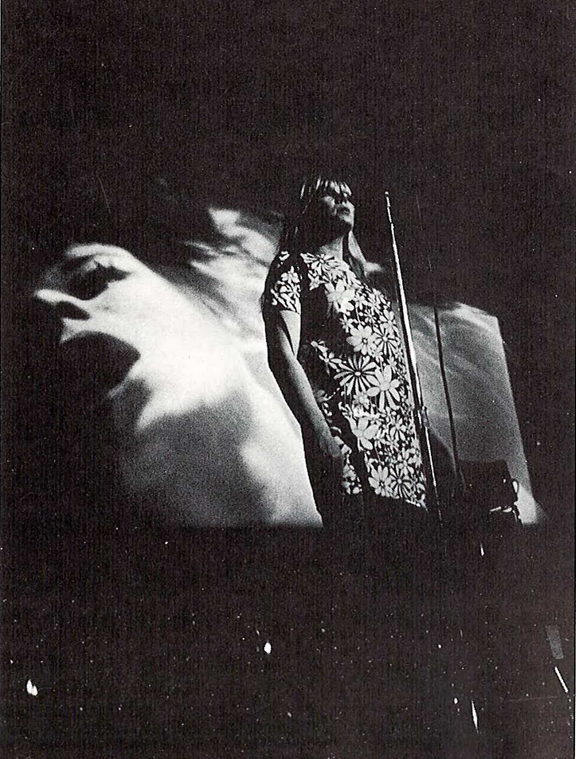
Performance de Exploding Plastic Inevitable de Ann Arbor

En los años sesenta, desde la idea de evolucionar la idea generalizada del arte, con principios similares a los originarios en el Cabaret Voltaire o en el Futurismo, una variedad de nuevas obras, conceptos y un creciente número de artistas dieron lugar a nuevos tipos de performance. Surgieron movimientos claramente diferenciados como el Accionismo vienés, performance de vanguardia en Nueva York, arte procesual, la evolución del Living Theatre o los happening, pero sobre todo la consolidación de los nombres propios precursores de la performance.

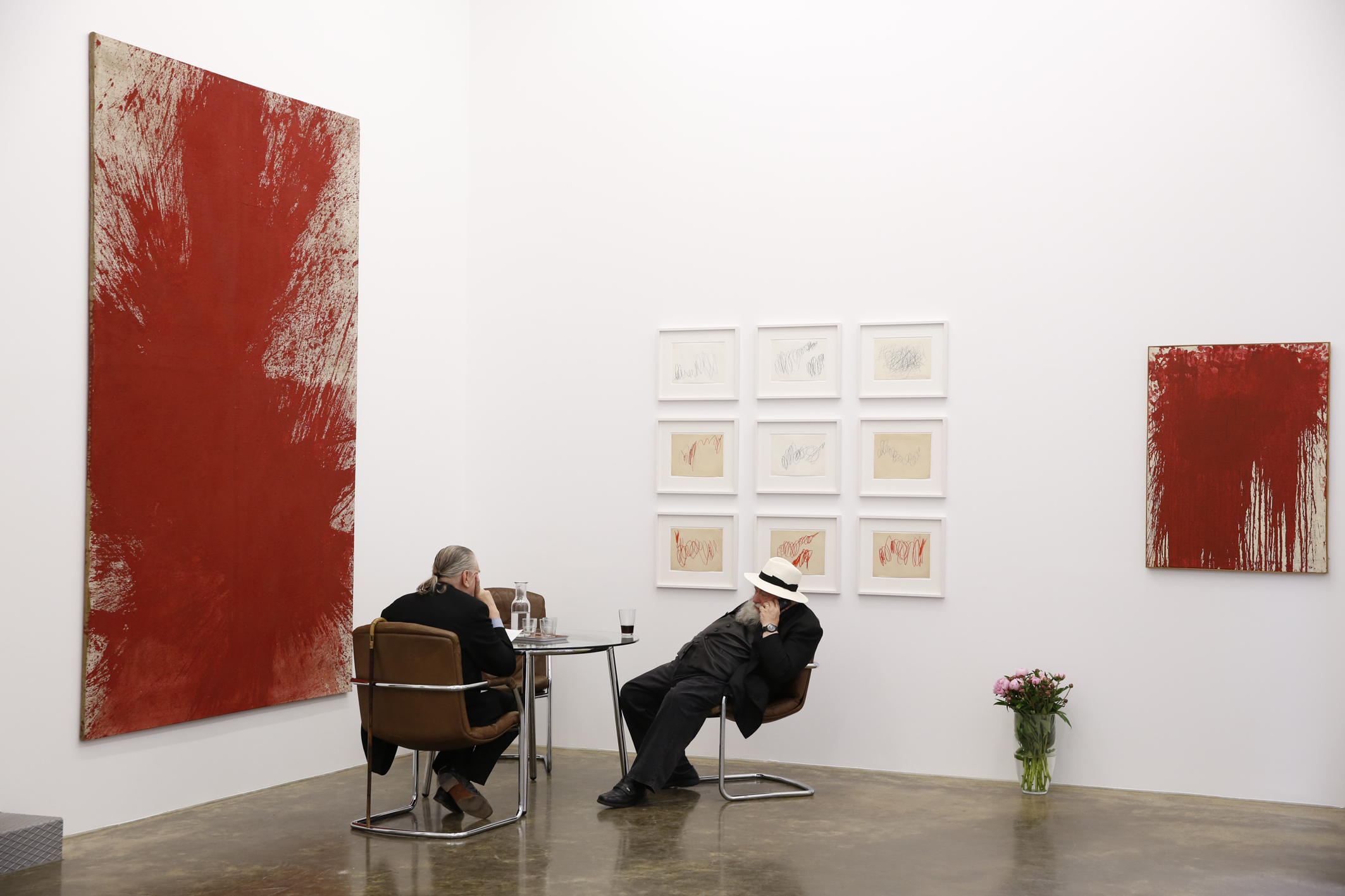
Precursores del Accionismo Vienés en conversación durante una exposición en la Fundación Hermann Nitsch

#### Accionismo Vienés
El término Accionismo Vienés (Wiener Aktionismus) comprende un controvertido y breve movimiento artístico del siglo XX recordado por lo violento, grotesco y visual de sus obras. Se enmarca dentro de la vanguardia austriaca de la década de 1960, con el fin de llevar el arte al terreno de la performance, y está relacionado con el Fluxus y Body Art. Entre sus máximos representantes se encuentran Günter Brus, Otto Muehl y Hermann Nitsch, que desarrollaron la mayor parte de sus actividades accionistas entre 1960 y 1971. Hermann Nitsch presentó en 1962 su Theatre of Orgies and Mysteries (Orgien und Mysterien Theater), precursor del arte performance, cercano a las artes escénicas.

#### Nueva York y la performance de vanguardia

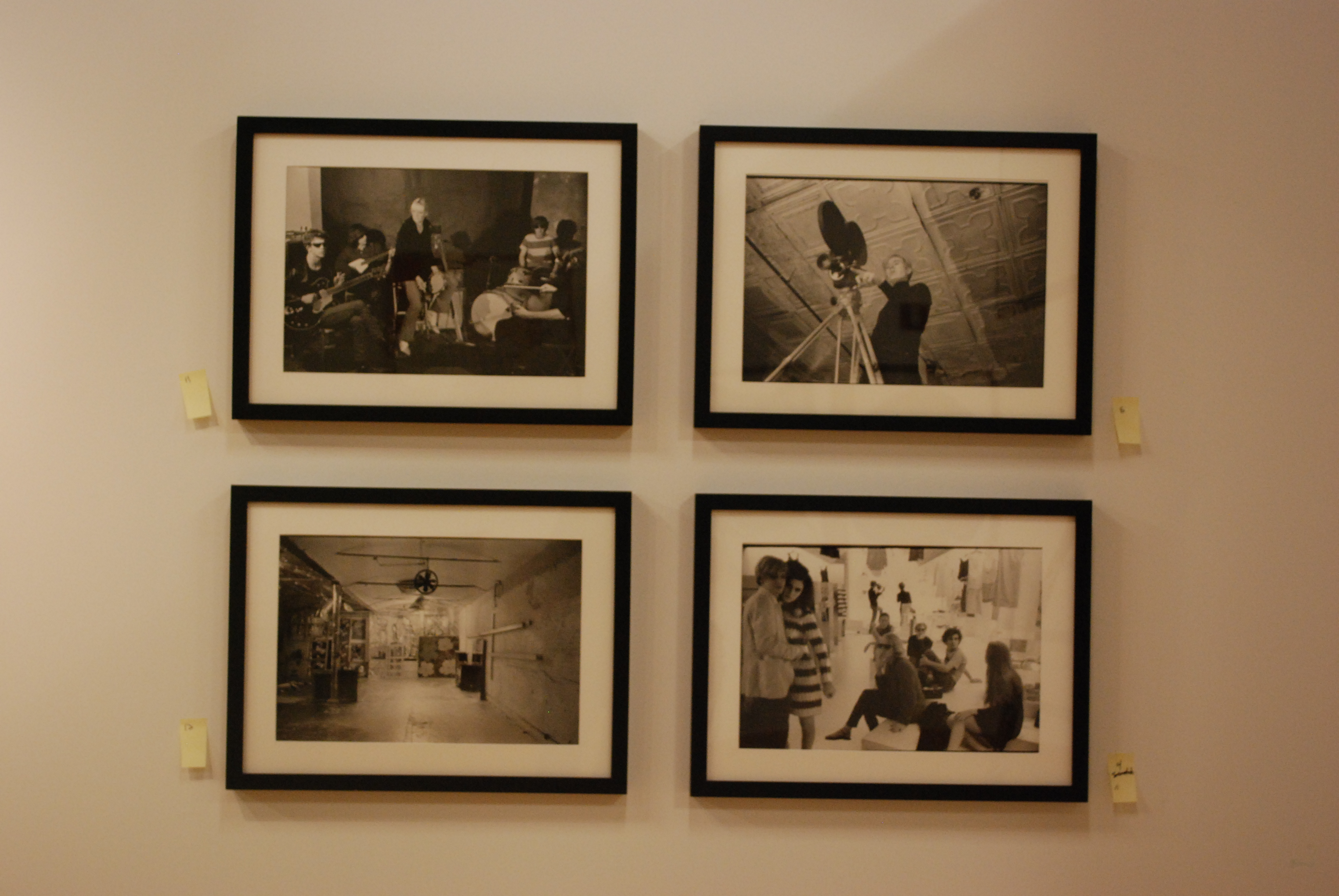
Exposición con fotografías de The Velvet Underground y Andy Warhol Factory

Durante los primeros años de la década de 1960, la ciudad de Nueva York acogió muchos movimientos, eventos e interés en torno al arte performance. Entre otros, Andy Warhol comenzó a crear películas y videos, y a mediados de dicha década patrocinó The Velvet Underground y escenificó eventos y actuaciones performativas en Nueva York, como el Exploding Plastic Inevitable (1966), que incluía música rock en vivo, luces explosivas y películas.

#### The Living Theatre

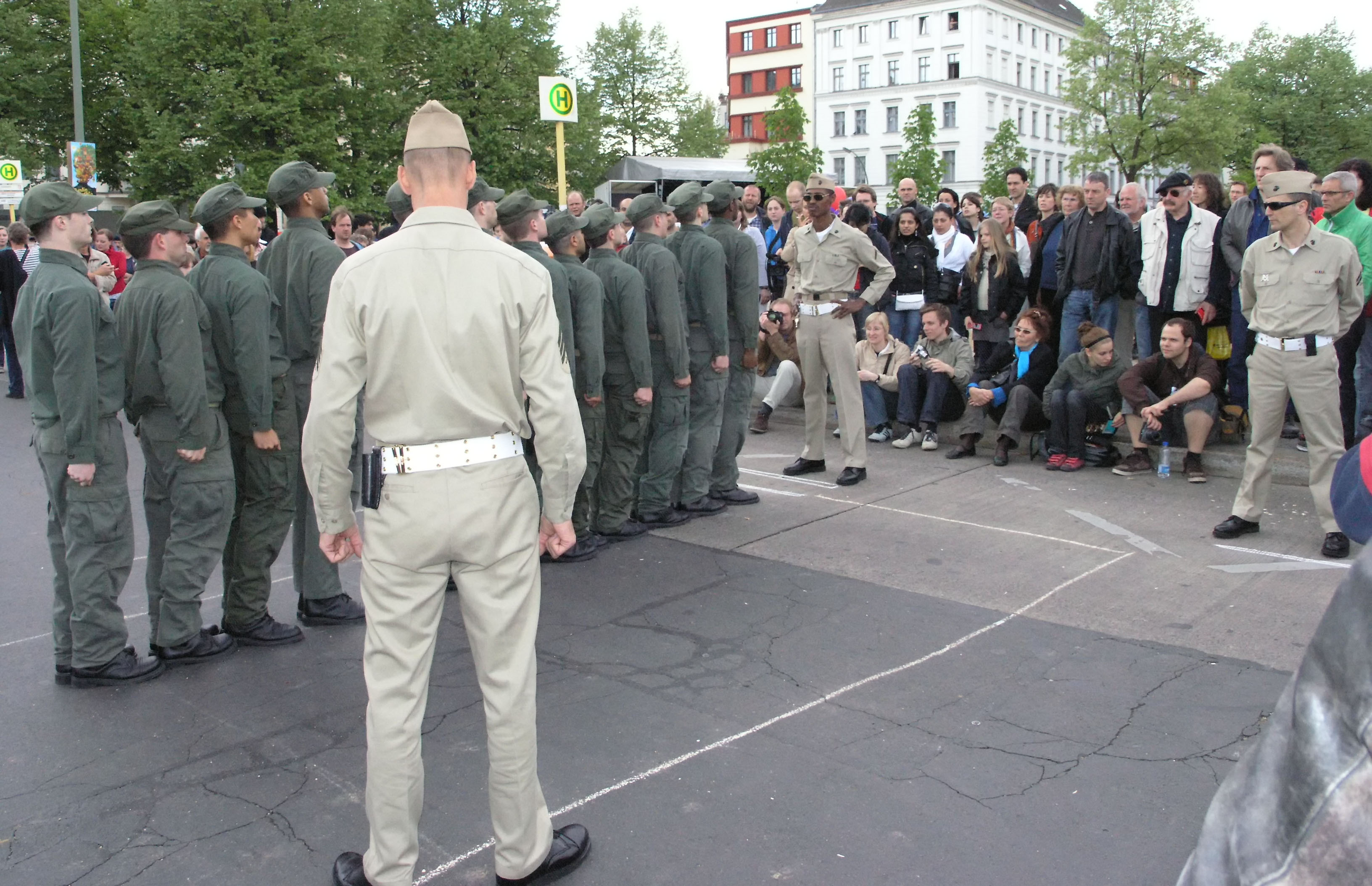
The Living Theatre presentando su obra The Brig en Myfest 2008 en Berlin-Kreuzberg.

Indirectamente influyentes para el ámbito de la performance, particularmente en Estados Unidos, fueron las nuevas formas de teatro, encarnadas por San Francisco Mime Troupe y The Living Theatre y exhibidas en los teatros Off-Off Broadway en el SoHO y en La MaMa en la ciudad de Nueva York. The Living Theatre es una compañía de teatro estadounidense, creada en 1947 en Nueva York. Es el grupo de teatro experimental más antiguo que existe en Estados Unidos. A lo largo de su historia fue liderado por sus fundadores, la actriz Judith Malina, que había estudiado teatro con Erwin Piscator con quien aprende las teorías de Brecht y de Meyerhold, y el pintor y poeta Julian Beck; luego de la muerte de Beck en 1985, el miembro de la compañía Hanon Reznikov se convirtió en codirector junto con Malina. Como es uno de los grupos de teatro aleatorio o teatro vivo más antiguos en la actualidad, sirve de modelo al resto. Concebían el teatro casi como una forma de vida y los actores vivían en comunidad bajo principios libertarios. Fue una compañía teatral dedicada a la transformación de la organización del poder dentro de una sociedad autoritaria y de estructura jerárquica hacia una comunidad cooperativa de expresión. The Living Theatre estuvo de gira principalmente en Europa entre 1963 y 1968, y en Estados Unidos en 1968. Una obra de esta época, Paradise Now se caracterizó por la participación del público y una escena en la que los actores recitaban una lista de tabúes sociales que incluían la desnudez, mientras se desnudaban.

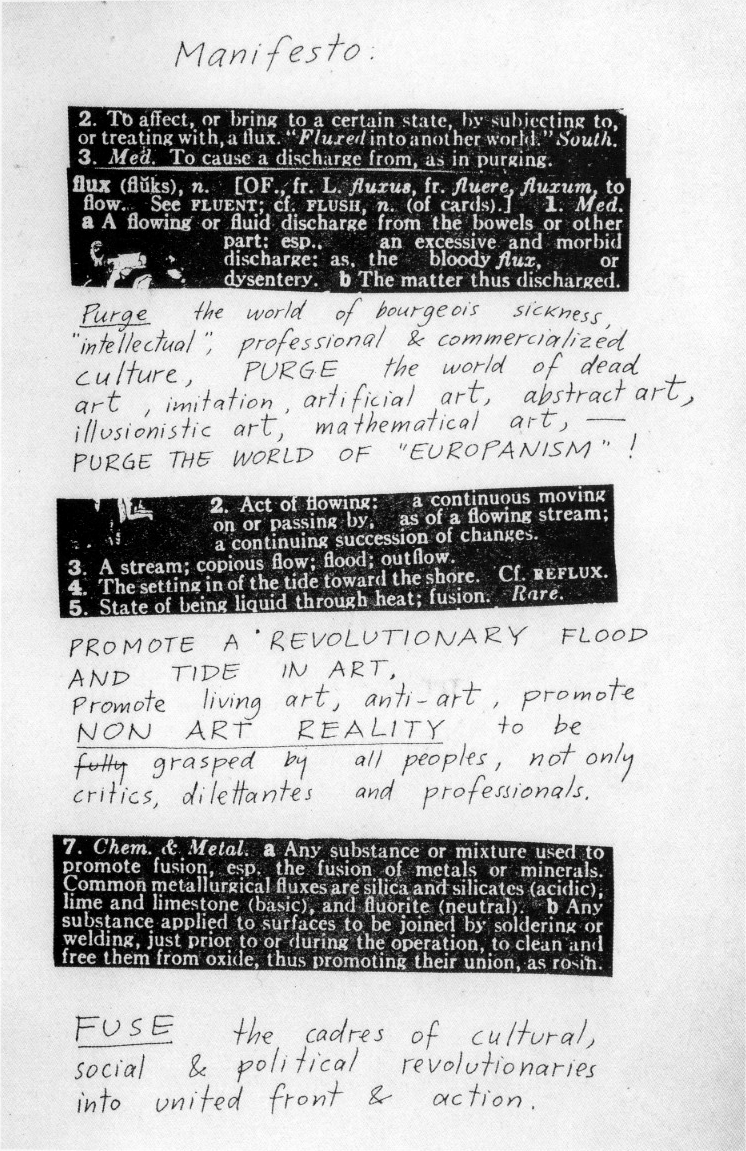
Manifiesto de Fluxus.

#### Fluxus

Retrato a John Cage realizado en 1988

Fluxus, palabra latina que significa flujo, es un movimiento artístico de las artes visuales en especial, relacionado con música, la literatura y la danza. Tuvo su momento más activo entre la década de los 60 y los 70 del siglo XX. Se declaró contra el objeto artístico tradicional como mercancía y se proclamó a sí mismo como un movimiento artístico sociológico. Fluxus fue informalmente organizado en 1962 por George Maciunas (1931-1978). Este movimiento artístico tuvo expresiones en Estados Unidos, Europa y Japón. El movimiento Fluxus, más desarrollado en Norteamérica y Europa bajo el estímulo de John Cage, no mira a la idea de la vanguardia como renovación lingüística, sino que pretende hacer un uso distinto de los canales oficiales del arte que se separa de todo lenguaje específico; es decir, pretende la interdisciplinariedad y la adopción de medios y materiales procedentes de diferentes campos. El lenguaje no es el fin, sino el medio para una noción renovada del arte, entendido como “arte total“. Al igual que Dadá, Fluxus escapa de toda tentativa de definición o de categorización. Según Robert Filliou, es "antes que todo un estado del espíritu, un modo de vida impregnado de una soberbia libertad de pensar, de expresar y de elegir. De cierta manera Fluxus nunca existió, no sabemos cuándo nació, luego no hay razón para que termine". Asimismo Filliou opone el Fluxus al arte conceptual por su referencia directa, inmediata y urgente a la realidad cotidiana, e invierte la propuesta de Duchamp, quien a partir del Ready-made, introdujo lo cotidiano en el arte. Fluxus disuelve el arte en lo cotidiano, muchas veces con pequeñas acciones o performances.
John Cage fue un poeta, artista y músico estadounidense. Pionero de la música aleatoria, de la música electrónica y del uso no estándar de instrumentos musicales, Cage fue una de las figuras principales del avant garde de posguerra. Los críticos le han aplaudido como uno de los compositores y artistas estadounidenses más influyentes del siglo XX. Fue decisivo en el desarrollo del performance dentro del movimiento fluxus y de la danza moderna, principalmente a través de su asociación con el coreógrafo Merce Cunningham, quien fue su compañero sentimental la mayor parte de su vida.

#### Arte Procesual
A mediados de los años 60 surge y se denomina como arte procesual (en inglés, Process art) a un movimiento artístico, dentro del campo de estudio de la performance, donde el objeto de arte no es el centro de atención principal. El «proceso» en el arte procesual se refiere al proceso de la formación de arte: la búsqueda, clasificación, recopilación, asociación y creación, así como otros conceptos adherentes a la obra, como la efimeridad de la pieza en sí, las críticas o polémicas de la misma, entendidas como parte de la propia creación. El arte procesual está preocupado con el «hacer» real; el arte como performance. El arte procesual a menudo acarrea una motivación inherente, racional e intencional. Por lo tanto, el arte se ve como un viaje creativo o proceso, más que como el producto acabado.

#### Happening
Un happening permite al artista experimentar con el movimiento del cuerpo, sonidos grabados, textos escritos y hablados, e incluso olores.Allan Kaprow había acuñado el término happening para describir una nueva forma de arte, a principios de la década de 1960. Una de las primeras obras de Kaprow fue Happenings in the New York Scene, escrita en 1961. En particular, en los happenings of Allan Kaprow el público se convierte en intérprete. Aunque el público de happenings ha sido bienvenido como intérprete, solo a veces y a menudo sin darse cuenta se convierten en parte activa de una actuación. Otros artistas que crearon happenings son Jim Dine, Claes Oldenburg, Robert Whitman y Wolf Vostell: Theater is in the Street (París en 1958).

#### Nombres propios

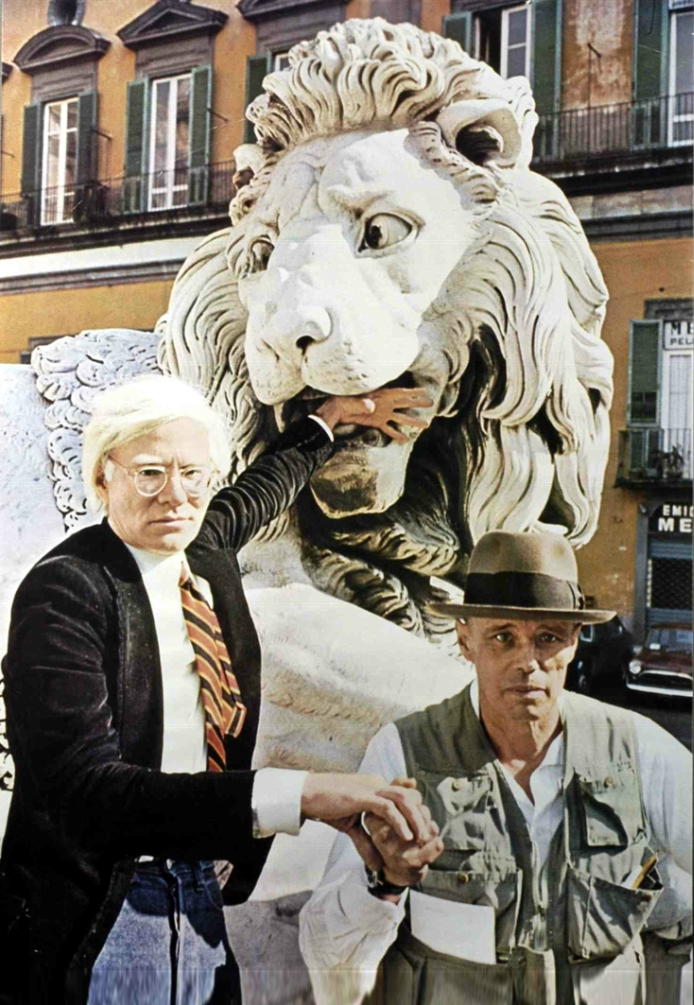
Retrato a Joseph Beuys y Andy Warhol en Nápoles

Las obras de los artistas de performance después de 1968 mostraron a menudo influencias de la situación cultural y política acontecida aquel año. Barbara T. Smith con Ritual Meal (1969) estuvo a la vanguardia del arte corporal y escénico feminista de los años setenta, que incluía, entre otros, a Carolee Schneemann y Joan Jonas. Estos, junto con Yoko Ono, Joseph Beuys, Nam June Paik, David Bowie, Wolf Vostell, Allan Kaprow, Peter Gabriel, Vito Acconci, Chris Burden y Dennis Oppenheim fueron los pioneros de la relación entre el arte corporal y la performance, al igual que el colectivo Zaj en España con Esther Ferrer o Juan Hidalgo.
Barbara Smith es una artista y activista estadounidense. Es una de las mayores exponentes afroamericanas del feminismo y del activismo LGBT en Estados Unidos. A comienzos de los años setenta se desempeñaba como maestra, escritora y defensora de la corriente del feminismo negro. Ha enseñado en numerosos colegios y universidades por los últimos cinco años. Los ensayos y artículos de Smith han aparecido en gran cantidad de publicaciones de prestigio, incluyendo The New York Times, The Guardian, The Village Voice o The Nation.
Carolee Schneemann fue una artista visual estadounidense. La obra de Schneemann es conocida por sus discursos sobre el cuerpo, la sexualidad y de género. Con piezas como Meat Joy (1964) e Interior Scroll (1975).

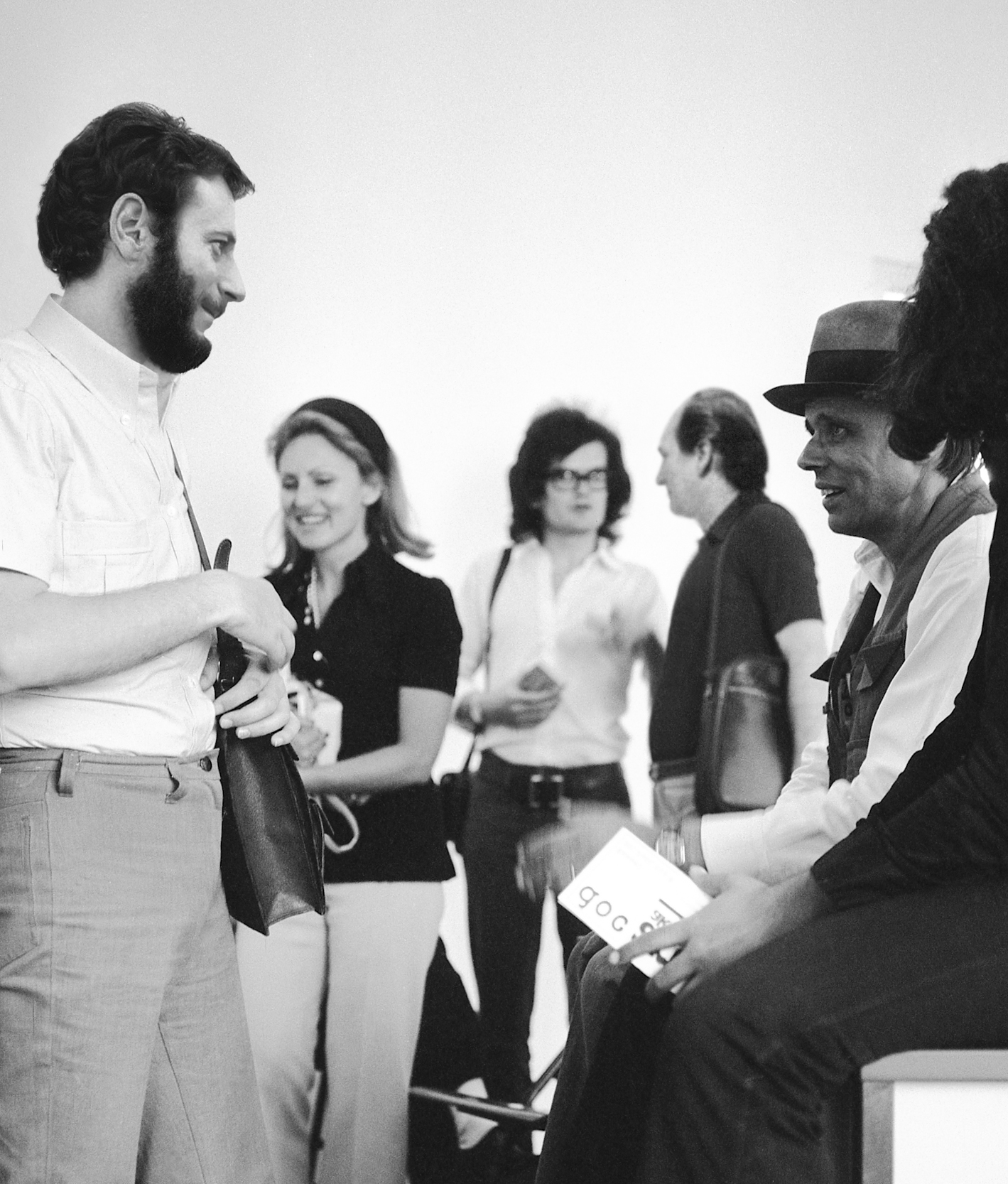
Joseph Beuys en un evento en Documenta en Kassel

 Schneemann consideró su cuerpo una de las superficies de trabajo. Ella se describió como "un pintor que ha dejado el lienzo para activar el espacio real y el tiempo vivido".
Joan Jonas es una artista visual estadounidense y pionera en el arte de performance y vídeo. Emergió a finales de los años sesenta y principios de los setenta. Los proyectos de Jonas y sus experimentos proporcionaron la base sobre la que se basaría gran parte del arte de performance en vídeo. Influyó en el arte conceptual, el teatro, las performances y otros medios visuales. Vive y trabaja en Nueva York y en Nueva Escocia, Canadá. Inmersa en la escena artística neoyorquina de los años sesenta, Jonas estudió con la coreógrafa Trisha Brown durante dos años.
Yoko Ono formó parte del movimiento vanguardista de la década de los 60. Era integrante del movimiento Fluxus. Es conocida por sus performances a finales de los años 1960, obras como Cut Piece donde el público podía intervenir directamente su cuerpo hasta dejarla desnuda. Otra de sus piezas más conocidas es su Wall piece for orchestra (1962).
Joseph Beuys fue un artista alemán que trabajó con varios medios y técnicas como escultura, performance, happening, vídeo e instalación y perteneció al grupo fluxus. En 1962 comenzó sus actividades con el movimiento neodadá Fluxus, del que llegó a ser el miembro más significativo. Su mayor logro fue la socialización que consiguió hacer del arte, acercándolo a todos los tipos de público. En Cómo explicar los cuadros a una liebre muerta 1965 se puso miel y pan de oro en la cabeza y le hablaba sobre su obra a una liebre muerta que tenía entre sus brazos. En esta obra vincula factores espaciales y escultóricos, lingüísticos y sonoros a la figura del artista, a su gestualidad corporal, a su conciencia de comunicador que tenía como receptor a un animal. Beuys asumía el papel de chamán con potestad curativa y salvadora de la sociedad que él consideraba muerta. En 1974 llevó a cabo la acción Me gusta América y a América le gusto yo donde Beuys, un coyote y materiales como papel, fieltro y paja, constituyeron el vehículo de su creación. Convivió tres días con el coyote. Apilaba periódicos estadounidenses, símbolo del capitalismo de ese país. Poco a poco el coyote y Beuys se van acostumbrando uno a otro y al final Beuys abraza al coyote. Beuys repite muchos objetos utilizados en otras obras. Objetos que difieren de los ready-made de Marcel Duchamp, no por su naturaleza pobre y efímera, sino por ser parte de la vida del propio Beuys que los “ha puesto ahí” tras convivir con ellos y haberles dejado su huella. Muchos tienen una relación autobiográfica, como la miel o la grasa utilizada por los tártaros que le salvaron durante la Segunda Guerra Mundial. En 1970 realizó asimismo su Traje de fieltro. En 1970, Joseph Beuys fue profesor de escultura en la Kunstakademie Düsseldorf. En 1979, el Museo Guggenheim de Nueva York exhibió una retrospectiva de su obra desde los años 1940 hasta 1970.

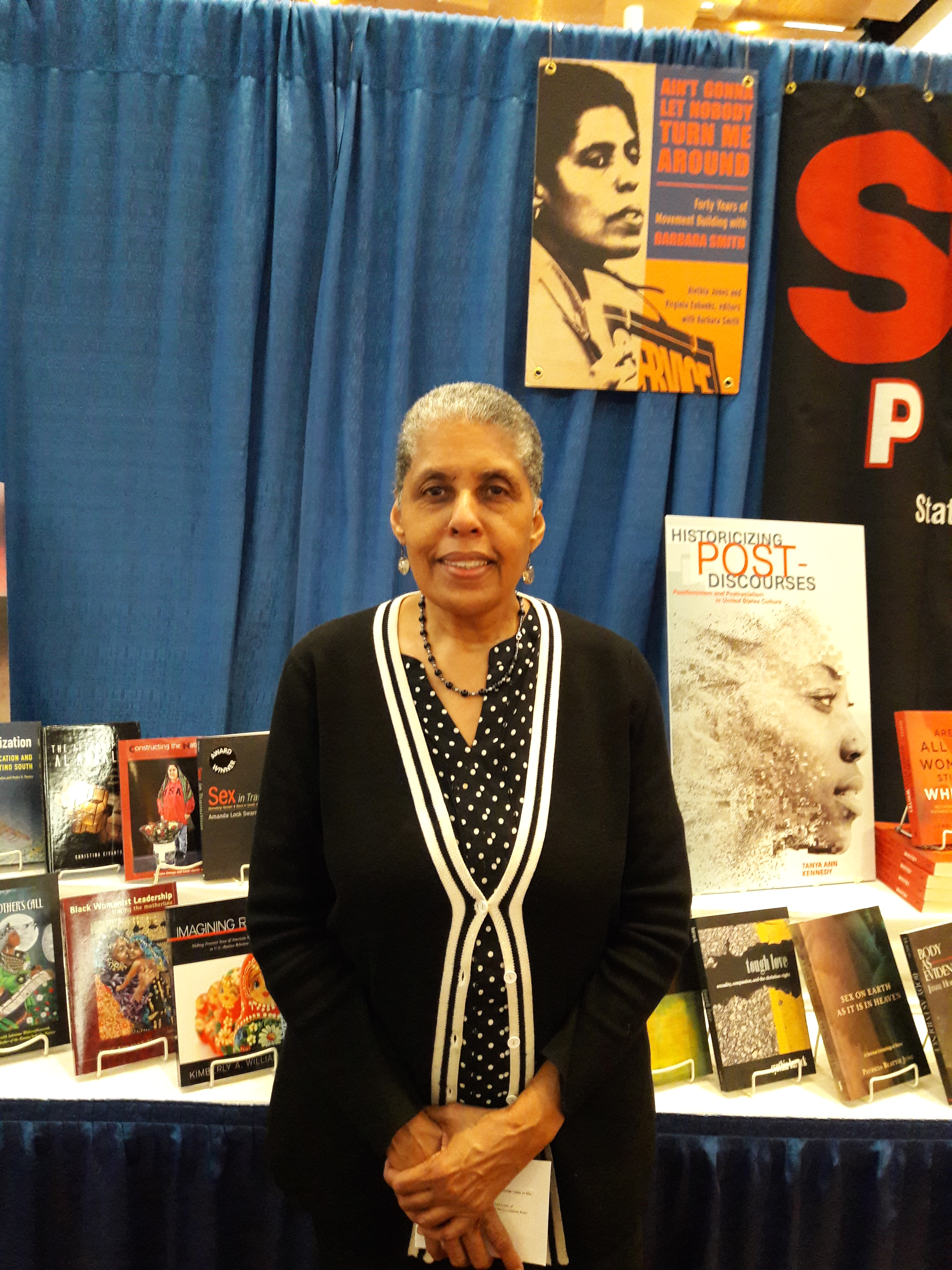
Retrato a Barbara Smith
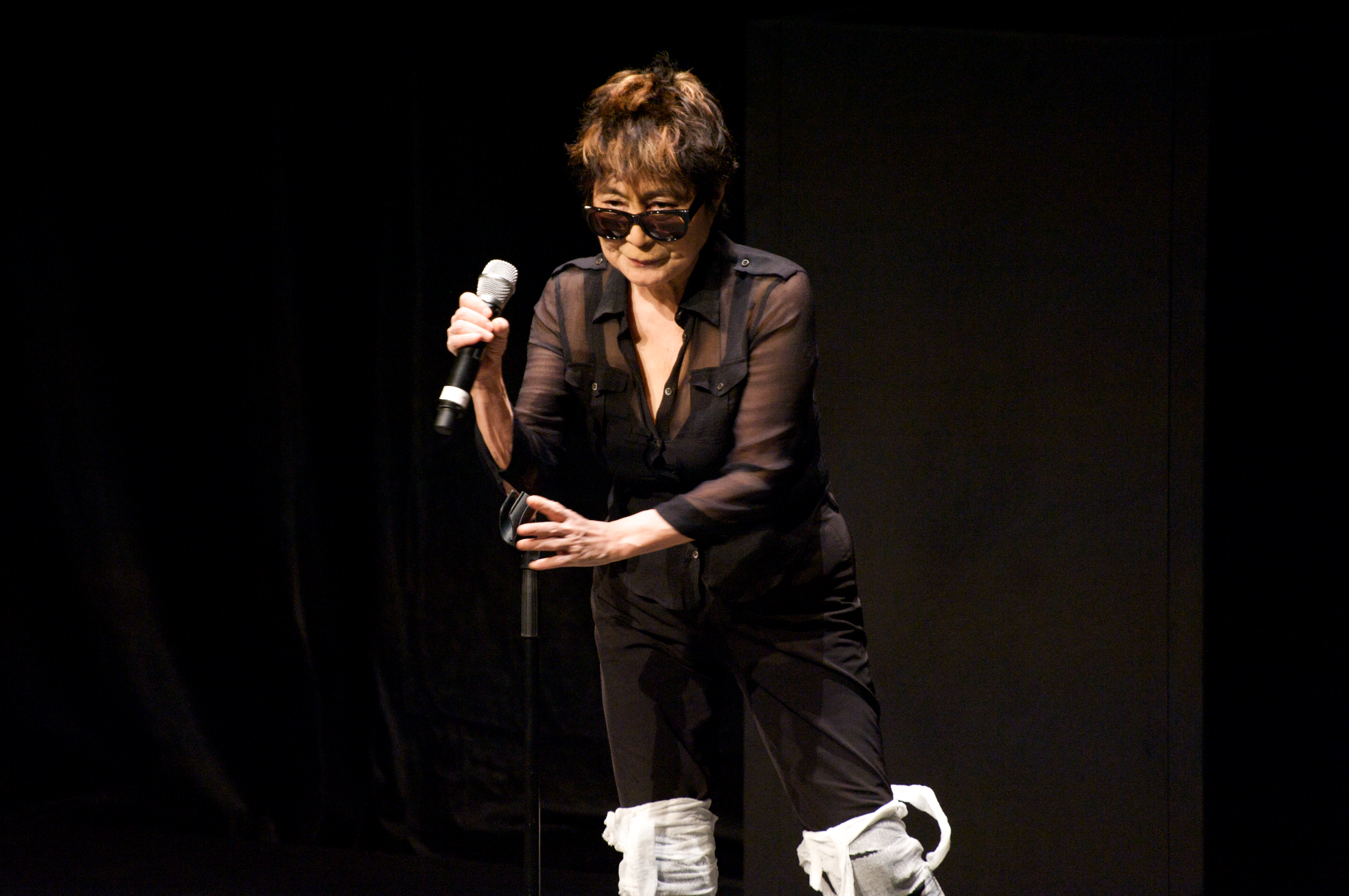
Conferencia de Yoko Ono en la Bienal de Viena, 2012
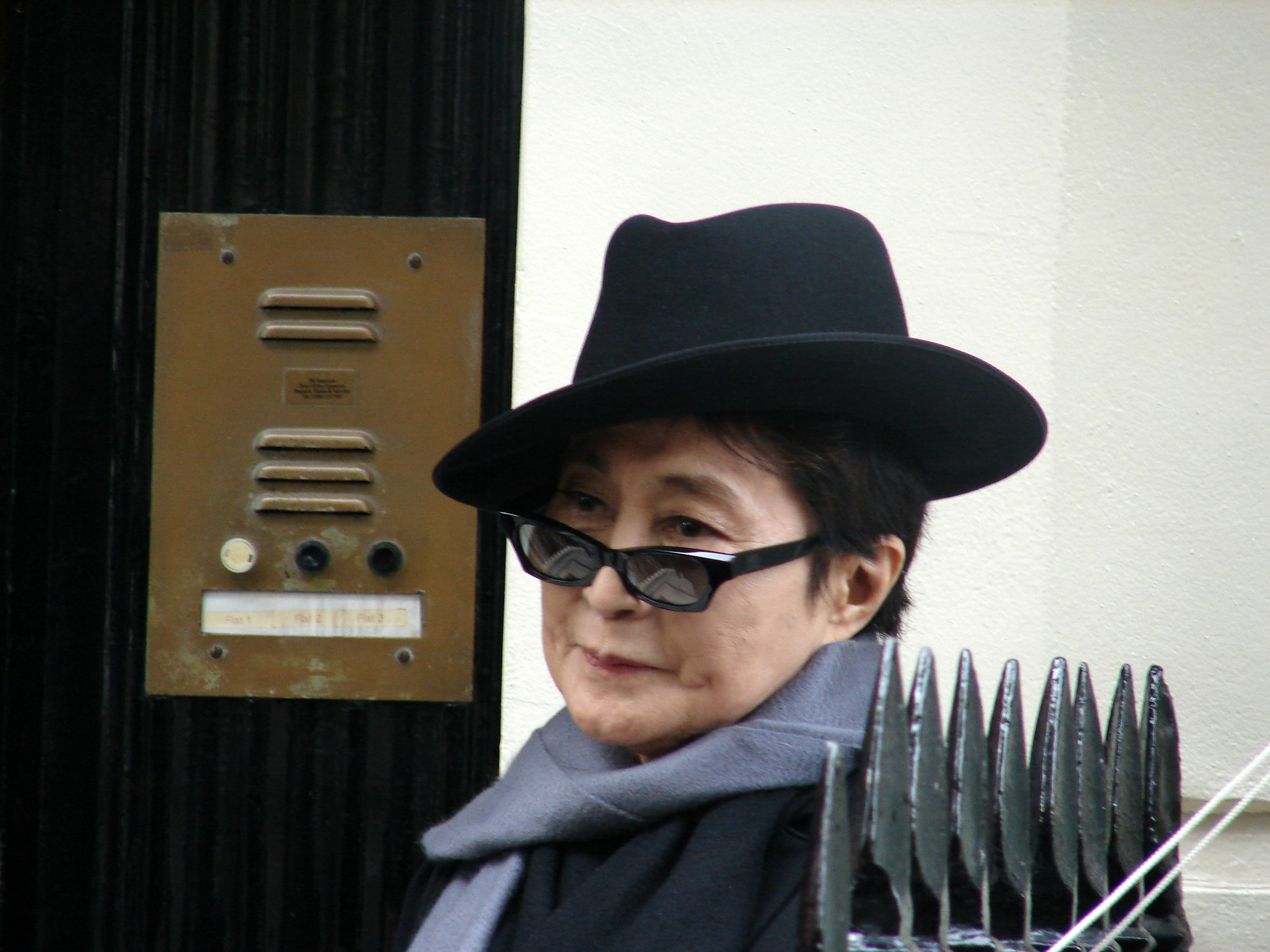
Retrato de Yoko Ono
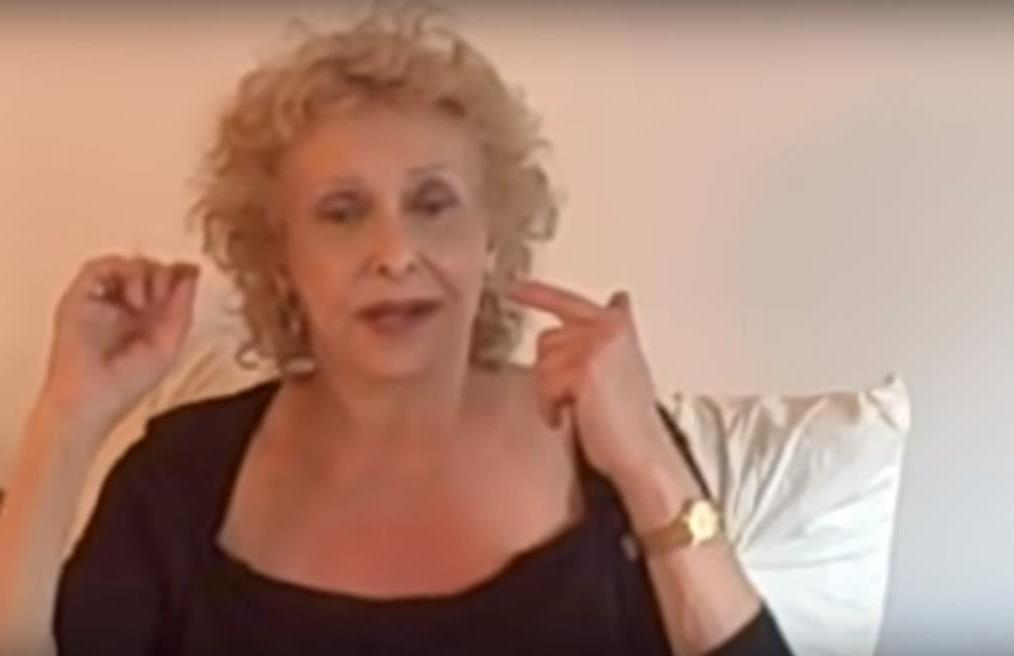
Pieza de video del Brooklyn Museum con entrevista a Carolee Schneemann
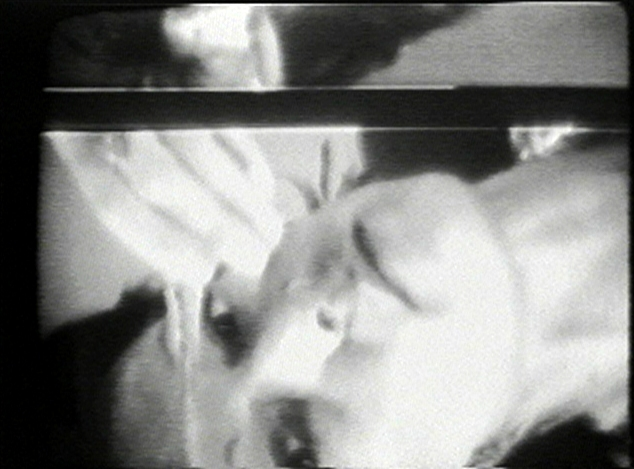
Joan Jonas durante una performance documentada en video e instalada, 1972
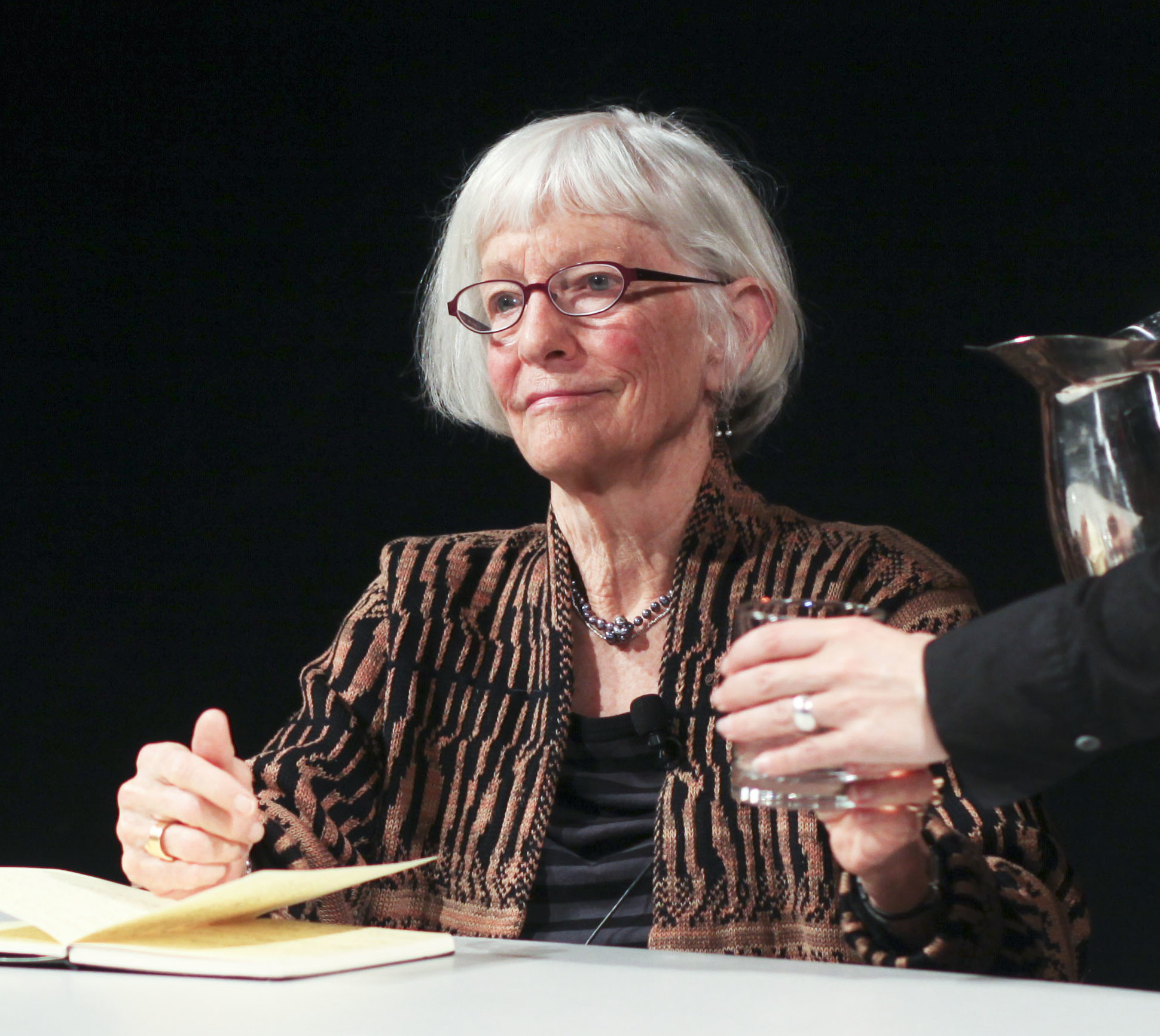
Retrato a la artista Joan Jonas
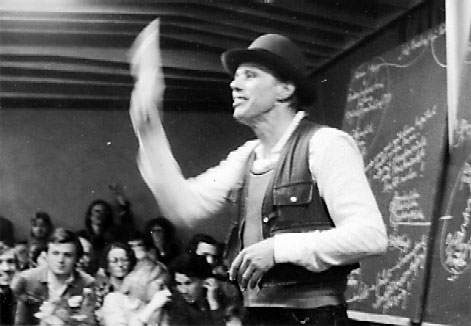
Retrato a Joseph Beuys en una conferencia-performance, 1978
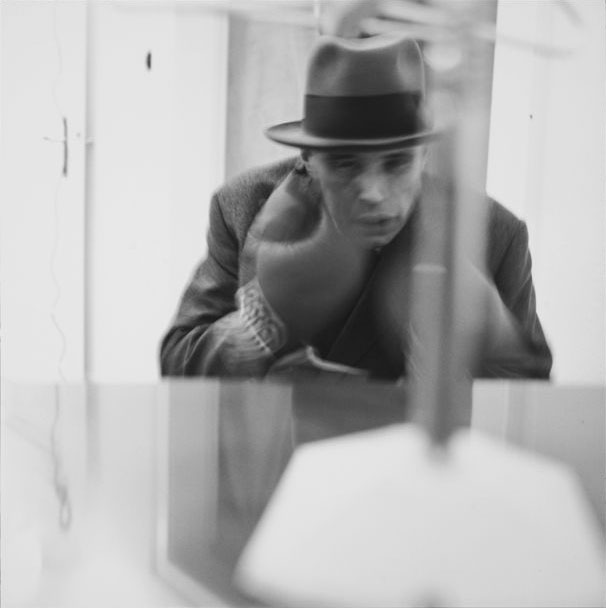
Joseph Beuys en una pieza de videoarte

Nam June Paik fue un artista de performance, compositor y videoartista surcoreano de la segunda mitad del siglo XX. Estudió música e historia del arte en la universidad de Tokio. Más tarde, en 1956, viajó a Alemania, donde estudió teoría de la música en Múnich, continuando en Colonia y en el conservatorio de Freiburgo. Conoció en un seminario en los Cursos de Verano de Música Nueva de Darmstaat a John Cage, quien influenció profundamente su trabajo. Participó en numerosos grupos Happening y Fluxus. Fue compañeros de Yōko Ono, miembro del movimiento Fluxus.
Wolf Vostell fue un artista alemán de los más representativos de la segunda mitad del siglo XX, que trabajó con varios medios y técnicas como la pintura, la escultura, la instalación, el décollage, el videoarte, el happening y el fluxus.
Vito Acconci fue un influyente artista de performance, video e instalación, cuya práctica híbrida finalmente incluyó escultura, diseño arquitectónico y paisaismo. Su desempeño fundamental en el campo del videoarte se caracterizó por su "inquietud existencial", el exhibicionismo, la incomodidad, la transgresión y la provocación, a menudo involucraban cruzar fronteras tales como el mundo público-privado, lo consensual-no consensual y el mundo real-artístico. Se considera que su trabajo ha influido en artistas como Laurie Anderson, Bruce Nauman y Tracey Emin, entre otros. Acconci se interesó inicialmente en la poesía radical, pero a fines de la década de 1960, comenzó a crear performances influyentes situacionistas en la calle o para pequeñas audiencias que exploraban el cuerpo y el espacio público. Dos de sus piezas más famosas fueron "La siguiente pieza" (1969), en la que seleccionó a transeúntes aleatorios en las calles de la ciudad de Nueva York y los siguió durante todo el tiempo que pudo, y "El Semillero"(1972), en la que se masturbaba mientras los visitantes, en una planta contigua de la Galería Sonnabend, se acercaban y escuchaban los sonidos emitidos. 
Chris Burden era un artista estadounidense que trabajaba con la performance, la escultura y la Instalación. Burden se hizo conocido en la década de 1970 por sus obras de arte de performance, incluido "Shoot" (1971), donde creó una pieza en el que un voluntario le disparara en el brazo con un rifle de pequeño calibre. Como artista prolífico, Burden creó muchas instalaciones conocidas, obras de arte públicas y esculturas antes de su muerte en 2015. Burden comenzó a trabajar en performance a principios de la década de 1970. Hizo una serie de obras controvertidas en las que la idea del peligro personal como expresión artística era central. Su primer trabajo significativo, "Five Day Locker Piece" (1971), fue creado para su tesis de maestría en la Universidad de California, e implicó su encierro en una taquilla por cinco días.
Dennis Oppenheim fue un artista estadounidense especializado en performance art, land art, escultura y fotógrafia. La práctica artística temprana de Dennis Oppenheim es un cuestionamiento epistemológico sobre la naturaleza del arte, la creación del arte y la definición del arte: un meta-arte que surgió cuando las estrategias de los minimalistas se expandieron con el fin de enfocarse en el espacio y el contexto. Además de una agenda estética, su obra progresó desde las percepciones de las propiedades físicas del espacio galerístico hasta el contexto social y político, en gran parte en forma de escultura pública permanente en las últimas dos décadas dentro una carrera altamente prolífica, cuya diversidad exasperaba a sus críticos.

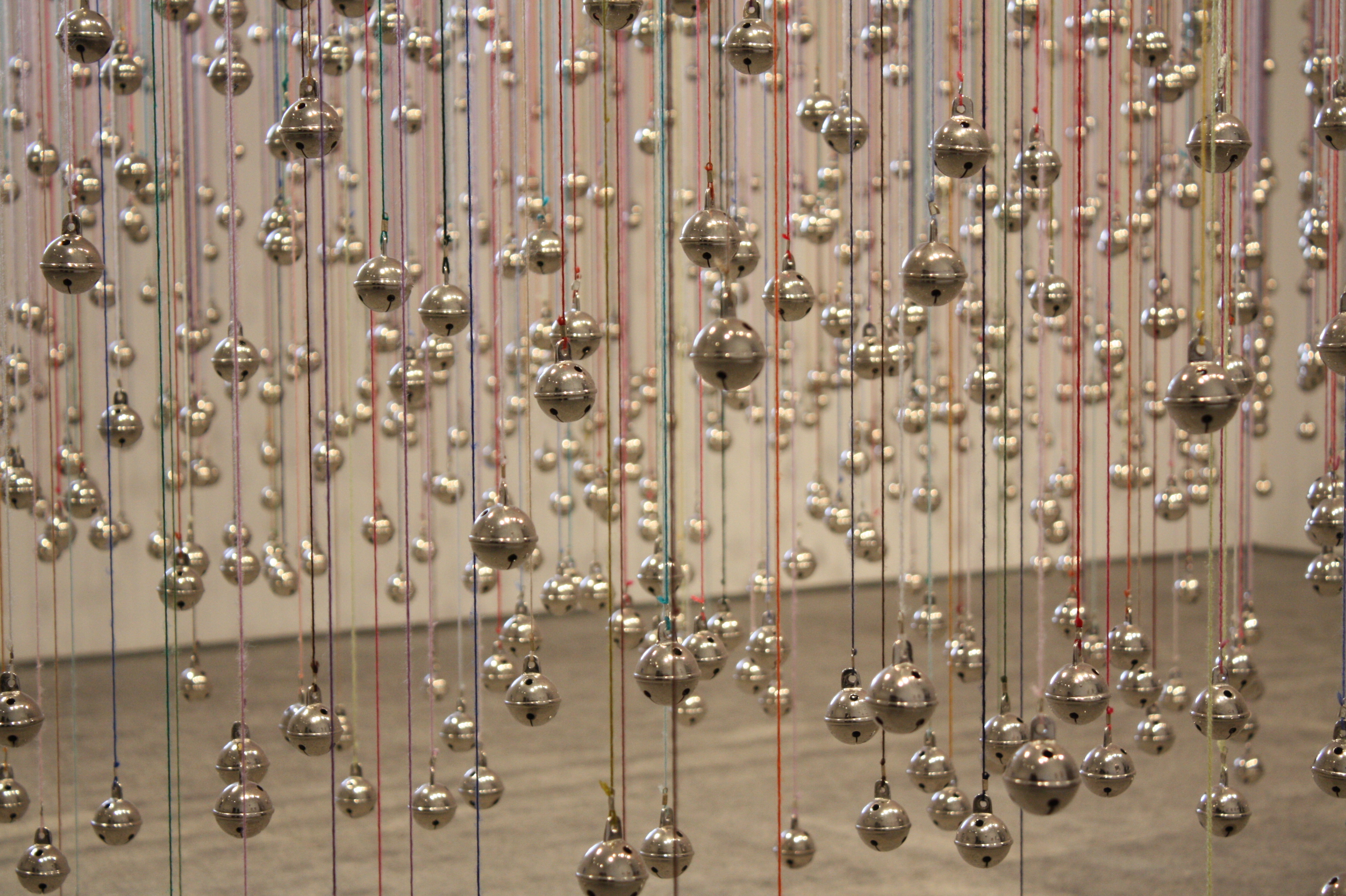
Instalación performativa del colectivo Zaj en el Museo Reina Sofía, Madrid, 1996

Yayoi Kusama es una artista japonesa. A lo largo de su carrera, ha trabajado con una gran variedad de medios incluyendo: pintura, collage, escultura, arte performance e instalaciones; la mayoría de los cuales exhiben su interés temático en la psicodelia, la repetición y los patrones. Kusama es una precursora de los movimientos del arte pop, el minimalismo y el arte feminista e influenció a sus contemporáneos, Andy Warhol y Claes Oldenburg. Kusama es reconocida actualmente como una de las artistas más importantes que haya salido de Japón y una voz muy importante del arte de vanguardia.
Zaj fue un colectivo de performance de vanguardia español, creado en 1964 por Juan Hidalgo y Ramón Barce, y por el italiano Walter Marchetti. Su gestación, en Milán, entre 1959 y 1963, tuvo una importante influencia del neodadaísmo y del zen, así como del pensamiento del compositor estadounidense John Cage, a quien Juan Hidalgo y Walter Marchetti conocieron en Darmstadt en 1958. También se ha vinculado la actividad de zaj a la del grupo internacional Fluxus, existiendo evidentes paralelismos y similitudes. En 1967 se incorporó al grupo la performer Esther Ferrer. Entre 1967 y 1972 el grupo se redujo; este último año participó en los Encuentros de Pamplona, tras los cuales decidieron realizar sus actividades fuera de España, debido a las presiones e incomodidades del régimen franquista. Desde ese año, zaj fue de nuevo un grupo circunscrito a tres personas: Juan Hidalgo, Walter Marchetti, y Esther Ferrer. El grupo prolongó su existencia y sus actividades hasta 1996, año en que el Museo Reina Sofía realizó una exposición retrospectiva de su producción.
Esther Ferrer es una artista interdisciplinar española centrada en la performance y considerada una de las mejores artistas españolas de su generación. En 2008 recibió el Premio Nacional de Artes Plásticas de España y en 2014, el Premio Velázquez de Artes Plásticas que otorga el Ministerio de Cultura.

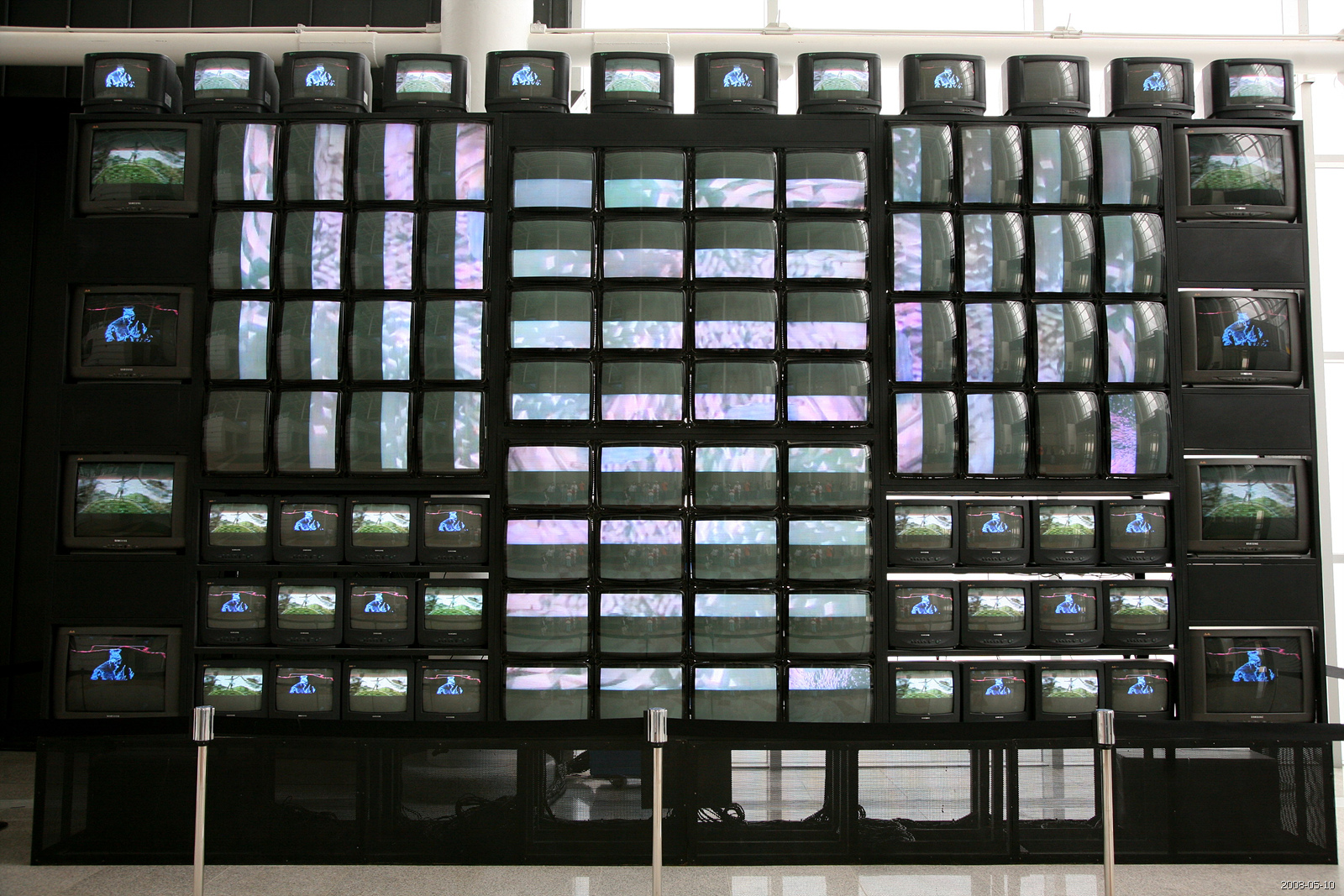
Video-instalación-performance de Nam June Paik en 2008
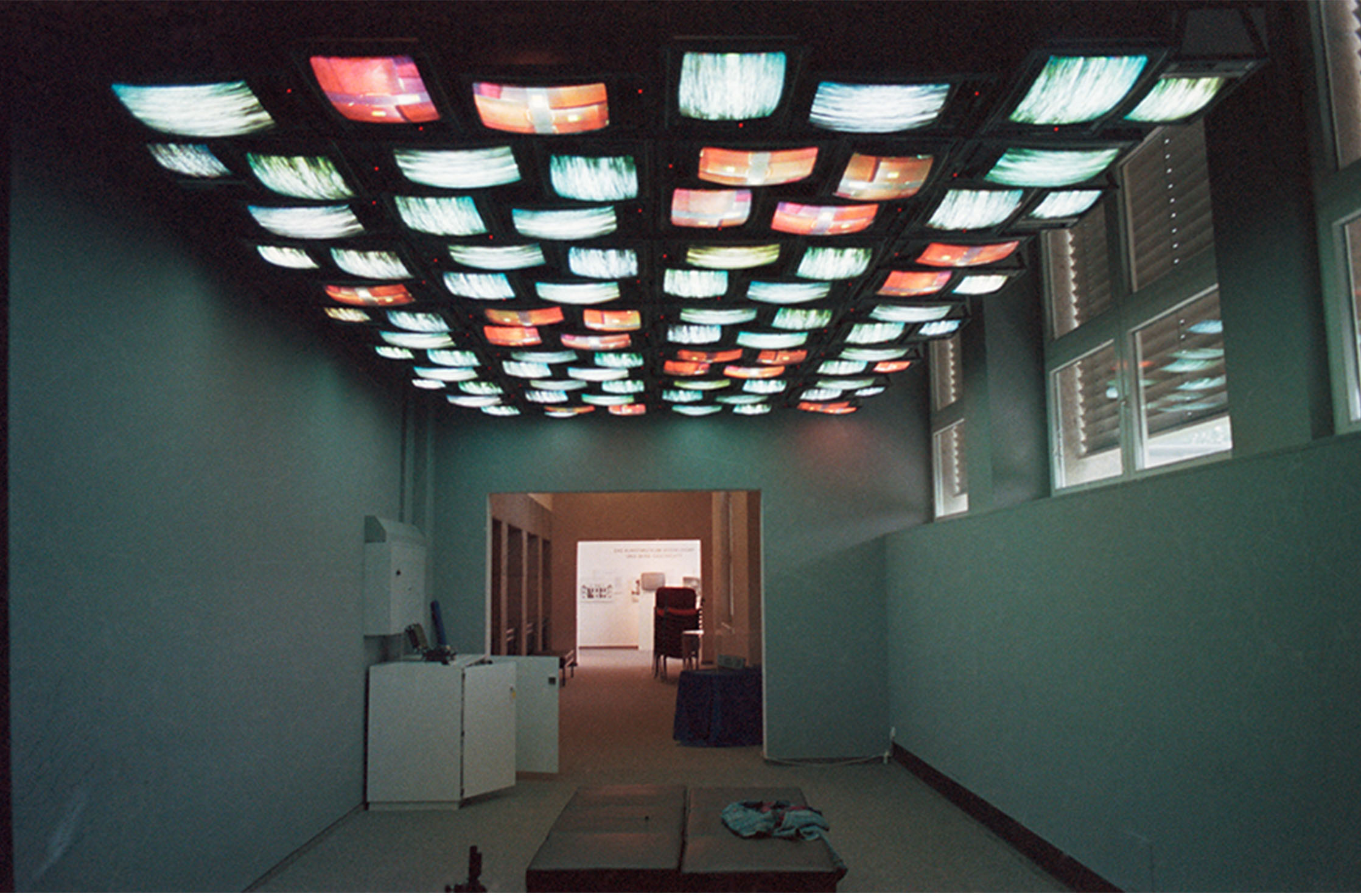
Video-instalación-performance de Nam June Paik en Düsseldorf
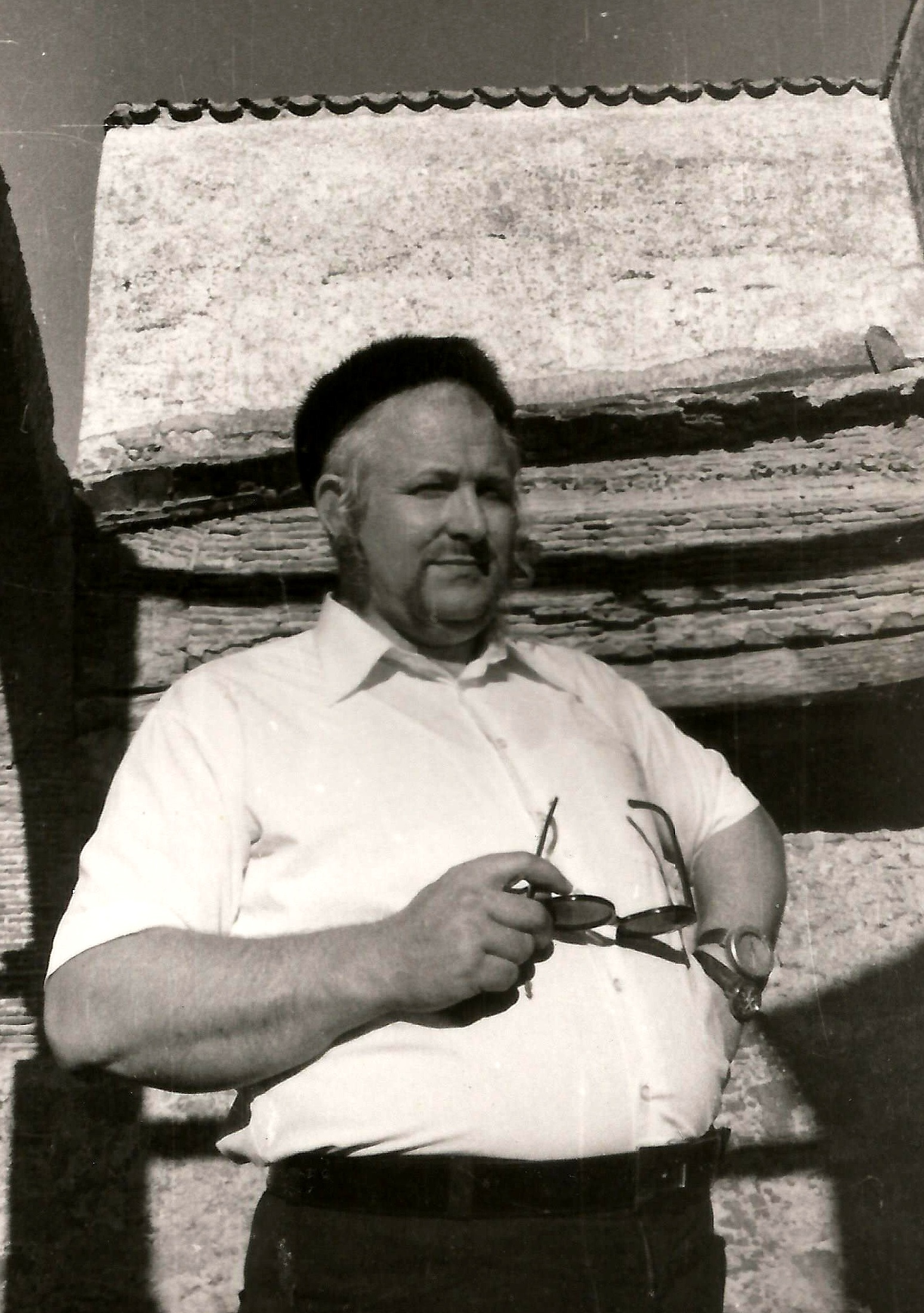
Retrato de Wolf Vostell realizado durante una performance en Cáceres, 1980
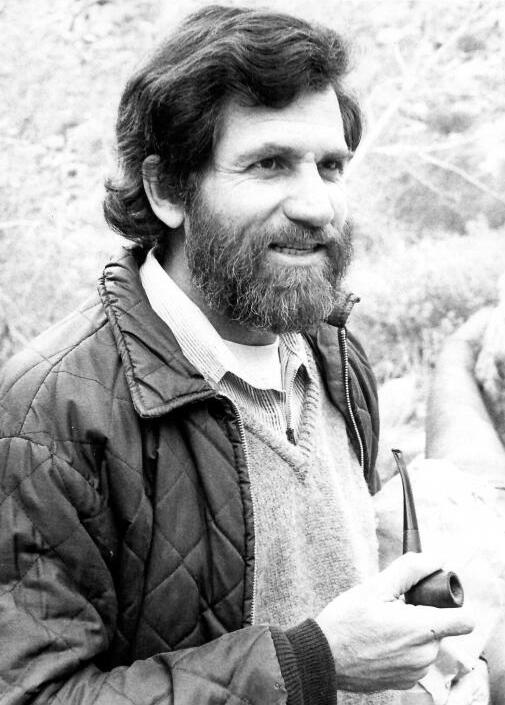
Retrato de Allan Kaprow en 1973
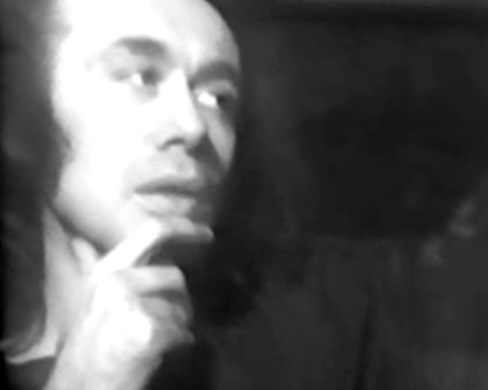
Vito Acconci durante una video-performance en 1973
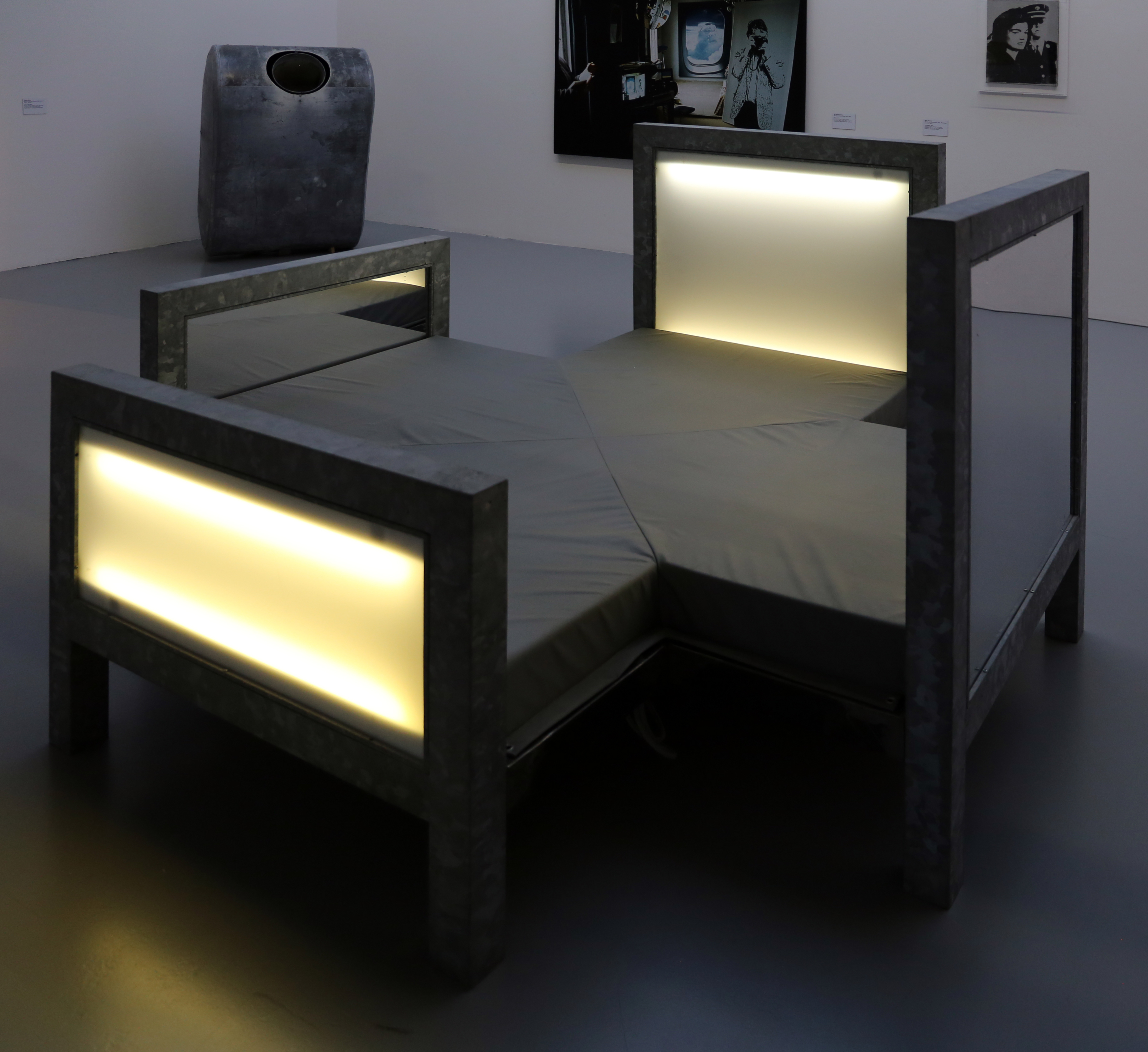
Instalación de Vito Acconci en el Centro de Arte Contemporáneo Luigi Pecci
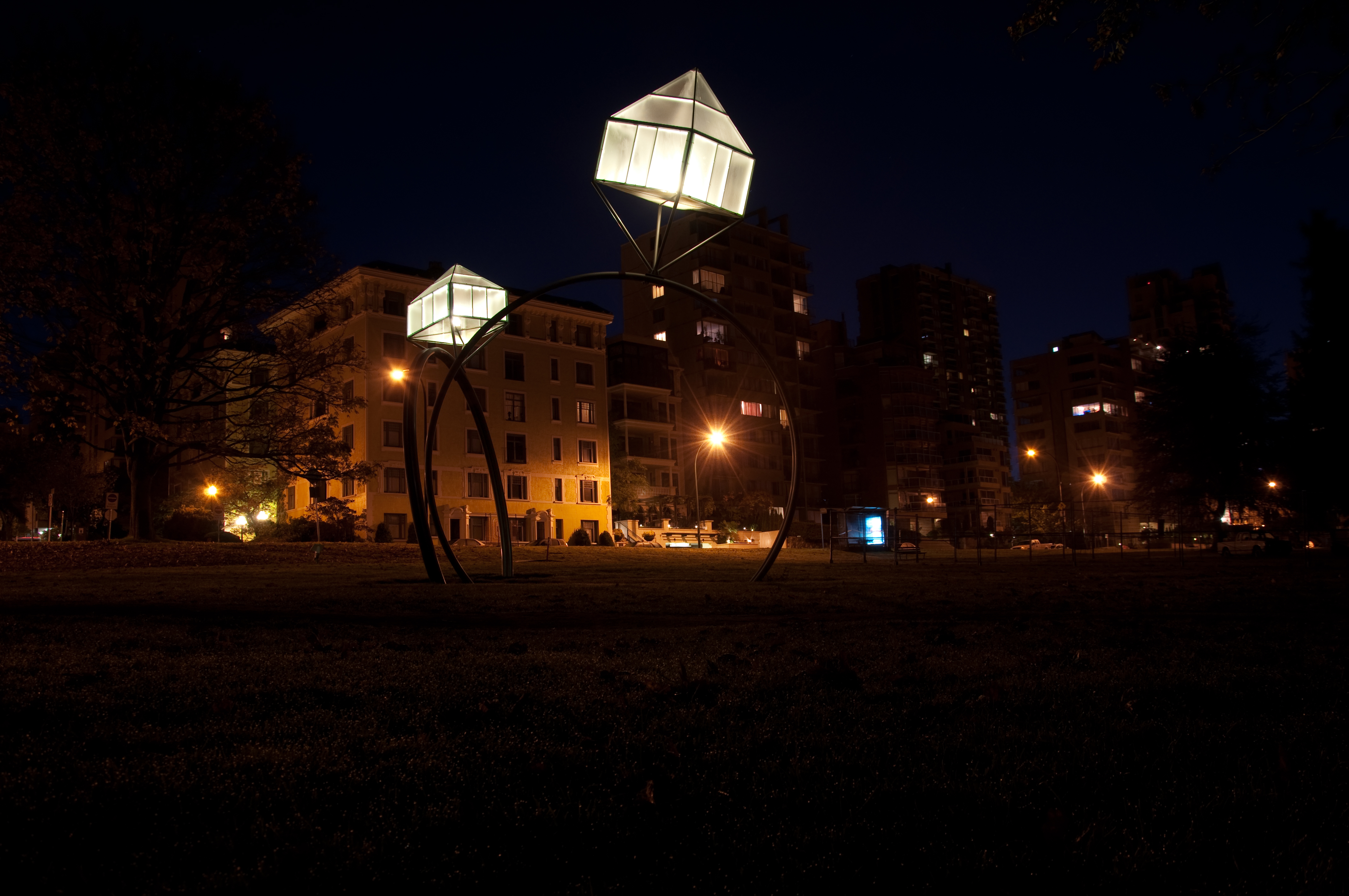
Instalación de Dennis Oppenheim en la Bienal de Escultura de Vancouver
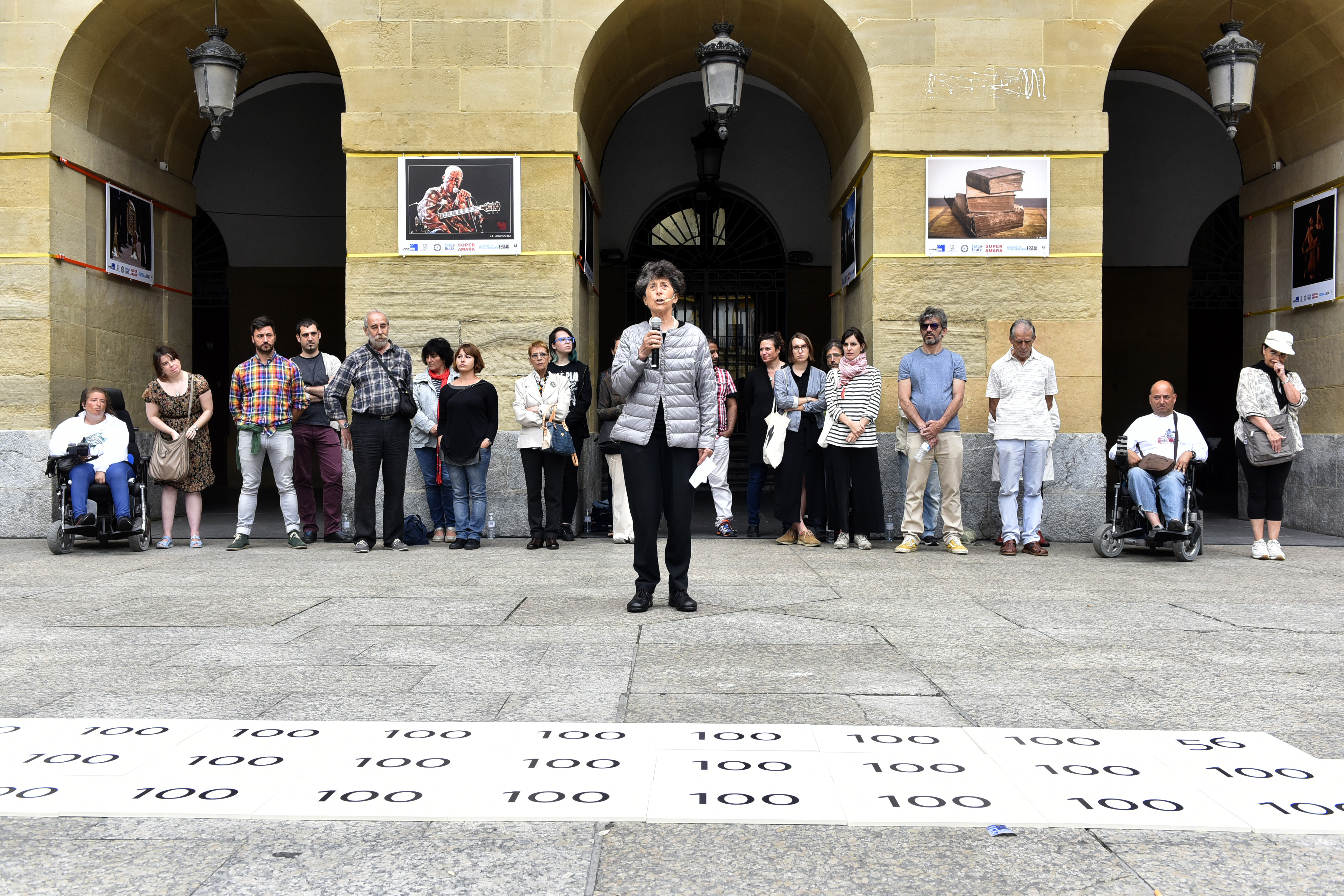
La artista vasca Esther Ferrer durante una performance en San Sebastián

### Años 1970

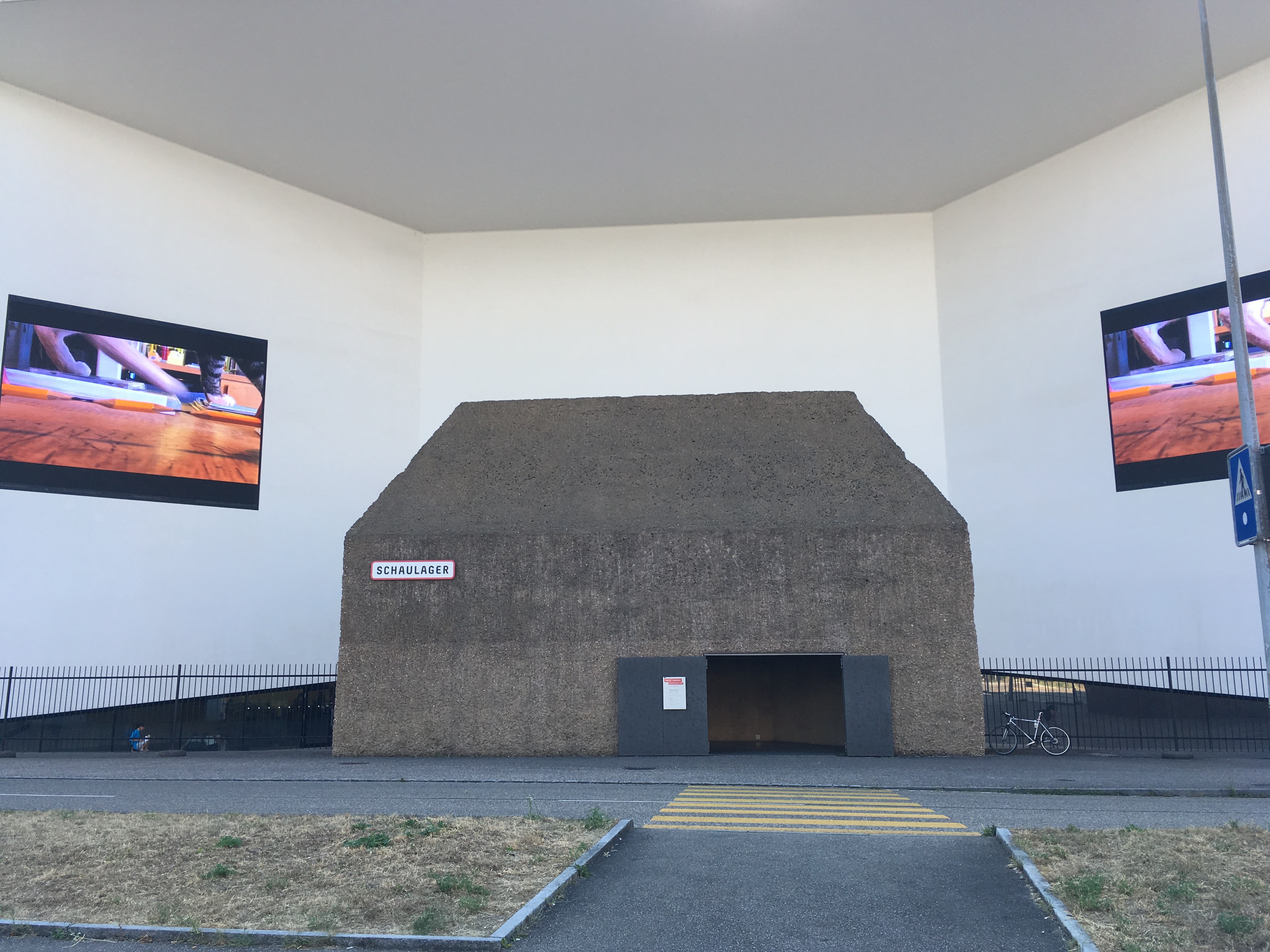
Instalación de Bruce Nauman con varias video-performances

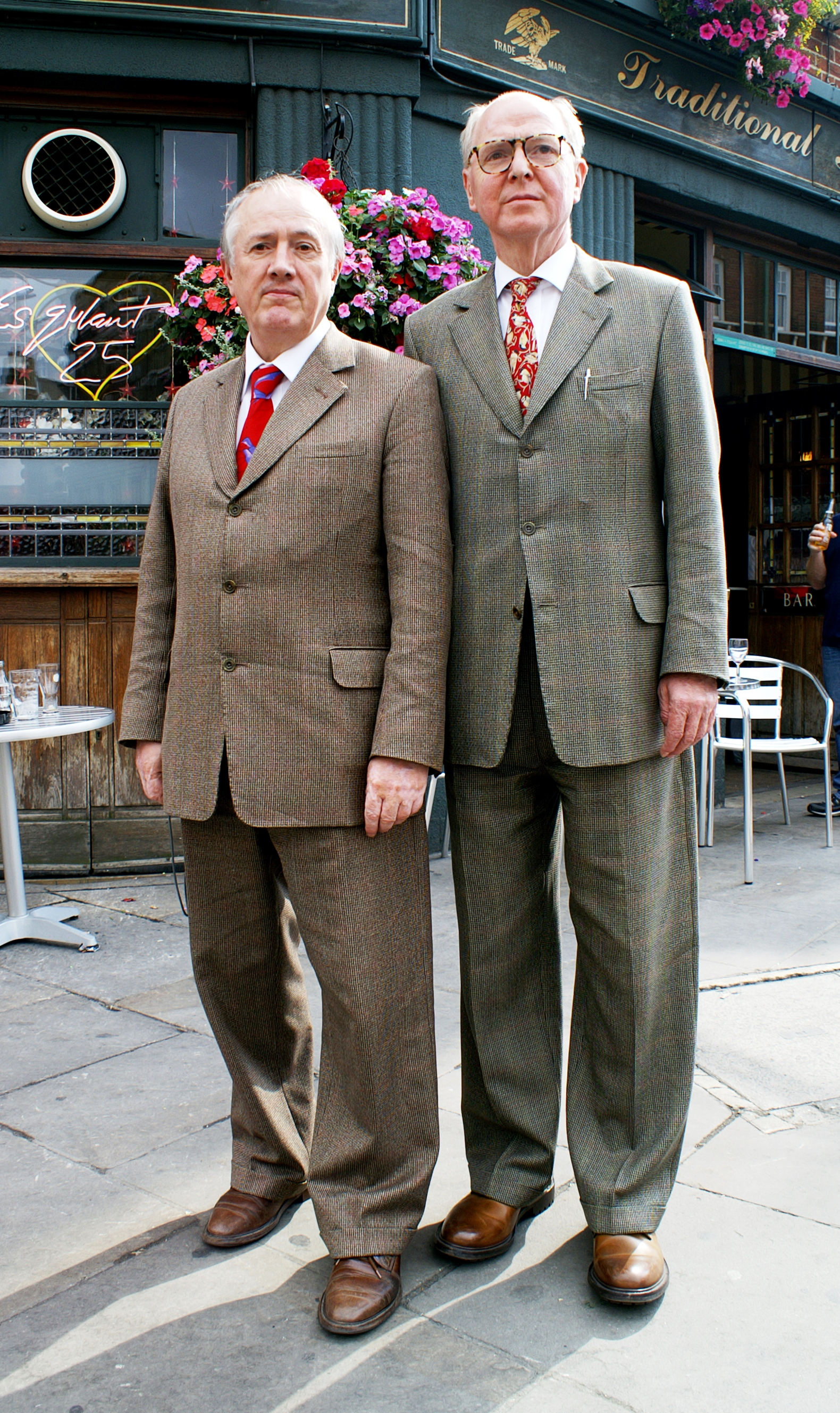
Gilbert and George retratados en Londres en 2007

En los años setenta, los artistas que habían derivado hacia obras relacionadas con la performance, evolucionan y se consolidan artistas con la performance como disciplina principal. Derivando hacia instalaciones creadas a través de la performance, video-performance o acciones en colectivo o dentro de un contexto socio, histórico y político.

#### Video-Performance
A principios de los setenta se consolidó el uso del formato video dentro de artistas de performance. Por lo que podías encontrar exposiciones de Joan Jonas o Vito Acconci construidas únicamente desde el video, detonadas por procesos performativos previos. En esta década se publicaron varios libros, Expanded Cinema, de Gene Youngblood entre ellos, sobre el uso de los medios de comunicación y el video y el cine, más concretamente por los artistas de performance. Uno de los artistas principales en el uso de video y performance, con sus conocidas instalaciones audiovisuales es el artista surcoreano Nam June Paik, quien a principios de los años sesenta ya había sido un intérprete de fluxus hasta convertirse en un artista mediático y evolucionar a las grandes instalaciones compuestas por audiovisual por las que es reconocido. A tener en cuenta también la obra de Carolee Schneemann y Robert Whitman de los años sesenta, en cuanto a su relación con el video-performance. Ambos pioneros en el arte de la performance, convirtiéndose en una forma de arte independiente a principios de los años setenta.
La pareja británica Gilbert and George, ya en 1970, había documentado sus acciones en vídeo, y creó su actuación de escultura viva, pintada en oro y cantando Underneath The Arches durante largos periodos. Joan Jonas comenzó a incluir el vídeo en sus performances experimentales en 1972, mientras que Bruce Nauman escenificó sus actuaciones directamente para la grabación de vídeo.
Bruce Nauman es artista multimedia estadounidense, cuyas esculturas, vídeos, obra gráfica y performances han ayudado a diversificar y extender la cultura a partir de la década de 1960. Sus inquietantes obras de arte hacen hincapié en la naturaleza conceptual del arte y del proceso de creación. Su prioridad es la idea y proceso creativo sobre el resultado final, su arte recurre a la utilización de una increíble variedad de materiales, y en especial a su propio cuerpo. Uno de los más innovadores y provocadores artistas contemporáneos estadounidenses.
Gilbert and George (o Gilbert & George) es una pareja de artistas británicos compuesta por el artista italiano Gilbert Proesch y el artista inglés George Passmore, que han desarrollado su labor dentro del arte conceptual, la performance y el body art, siendo conocidos principalmente por ejercer de «esculturas vivientes». Una de sus primeras realizaciones fue The Singing Sculpture (La escultura que canta, 1969), en la que la pareja de artistas bailaban y cantaban Underneath the Arches, un éxito musical de los años 1930. Desde entonces se han forjado una sólida reputación como esculturas vivas, convirtiéndose a sí mismos en obras de arte, expuestas durante diversos intervalos de tiempo a la contemplación del público. Por lo general suelen aparecer impecablemente vestidos con traje y corbata, adoptando diversas posturas en las que permanecen inmóviles, aunque a veces también se mueven o leen algún texto, y en ocasiones aparecen en montajes o instalaciones de diversa índole. Además de su faceta «escultórica», Gilbert and George también realizan obras pictóricas, collages y fotomontajes, donde a menudo se representan a sí mismos, junto a diversos elementos de su entorno más inmediato, con referencias a la cultura urbana y un fuerte componente reivindicativo, donde abordan temas como el sexo, la raza, la muerte y el sida, la religión o la política, criticando a menudo al gobierno británico y el poder establecido. En ese sentido, su serie más prolífica y ambiciosa ha sido Jack Freak Pictures, donde tienen una presencia constante los colores rojo, blanco y azul de la bandera británica. Gilbert and George han realizado exposiciones en algunos de los mejores museos y galerías del mundo, como el Stedelijk van Abbemuseum de Eindhoven (1980), la Hayward Gallery de Londres (1987), la Tate Modern (2007), etc. Han participado diversas ocasiones en la Documenta de Kassel (nos 5, 6 y 7), y en 2005 representaron a su país en la Bienal de Venecia. en 1986 fueron ganadores del Premio Turner.

#### Performance desde el contexto político
A mediados de los setenta, detrás del telón de acero, en capitales de Europa del Este como Budapest, Cracovia, Belgrado, Zagreb, Novi Sad y otras ciudades, artes escénicas de contenido más experimental iban floreciendo. Contra el control político y social, surgieron diferentes artistas que realizaban performance de contenido crítico. A destacar la serie de performances de Orshi Drozdik, titulada Individual Mythology 1975/77 y el NudeModel 1976/77. Todas sus acciones eran críticas del discurso patriarcal del arte y del programa de emancipación forzado y construido por el estado igualmente patriarcal. Drozdik mostró un punto de vista pionero y feminista sobre ambos, siendo una de las precursoras de este tipo de arte crítico feminista en Europa del Este. En los años setenta, el arte de la performance, debido a su relativa fugacidad, tenía una presencia bastante sólida en las vanguardias de los países del bloque oriental, especialmente Polonia y Yugoslavia, donde surgieron decenas de artistas que exploraban el cuerpo siempre de forma crítica y conceptual.

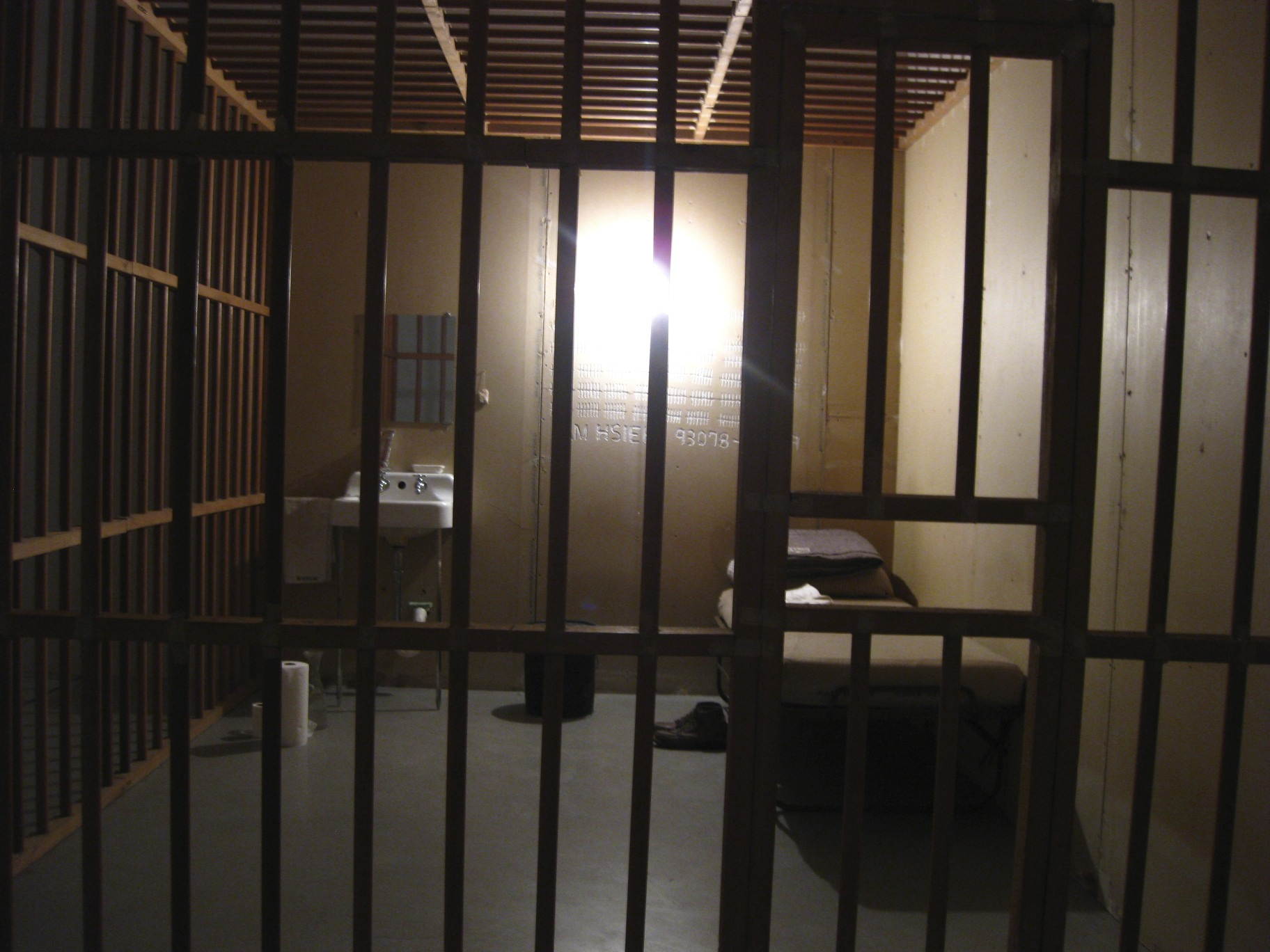
Celda donde Tehching Hsieh realizó su obra de arte de resistencia, la pieza se encuentra en la colección del Museo de Arte Moderno de Nueva York

#### Performance de resistencia
La performance de resistencia profundiza en el trance, el dolor, la soledad, la privación de libertad, el aislamiento o el agotamiento. Algunas de las obras fundamentadas en el largo paso del tiempo, también conocidas como performances de larga duración. Uno de los artistas precursores es Chris Burden en California desde los años 1970. En una de las obras más conocidas Cinco Días en una Taquilla (1971) permanecía encerrado durante cinco días en un taquilla escolar, en Brote (1971) fue disparado con un arma de fuego, y habitó durante veintidós días en una cama dentro de una galería de arte en Pieza de Cama (1972). Otro ejemplo de artista de resistencia es Tehching Hsieh. Durante una performance creada en 1980–1981 (La Pieza de Reloj del Tiempo), donde permaneció un año completo repitiendo la misma acción alrededor de un reloj metafórico, Hsieh además es conocido por sus performance en torno a la privación de libertad, permaneciendo más de un año confinado. En La Casa con la Vista al Océano (2003), Marina Abramović vivió silenciosamente durante doce días sin alimentación.

#### The Other

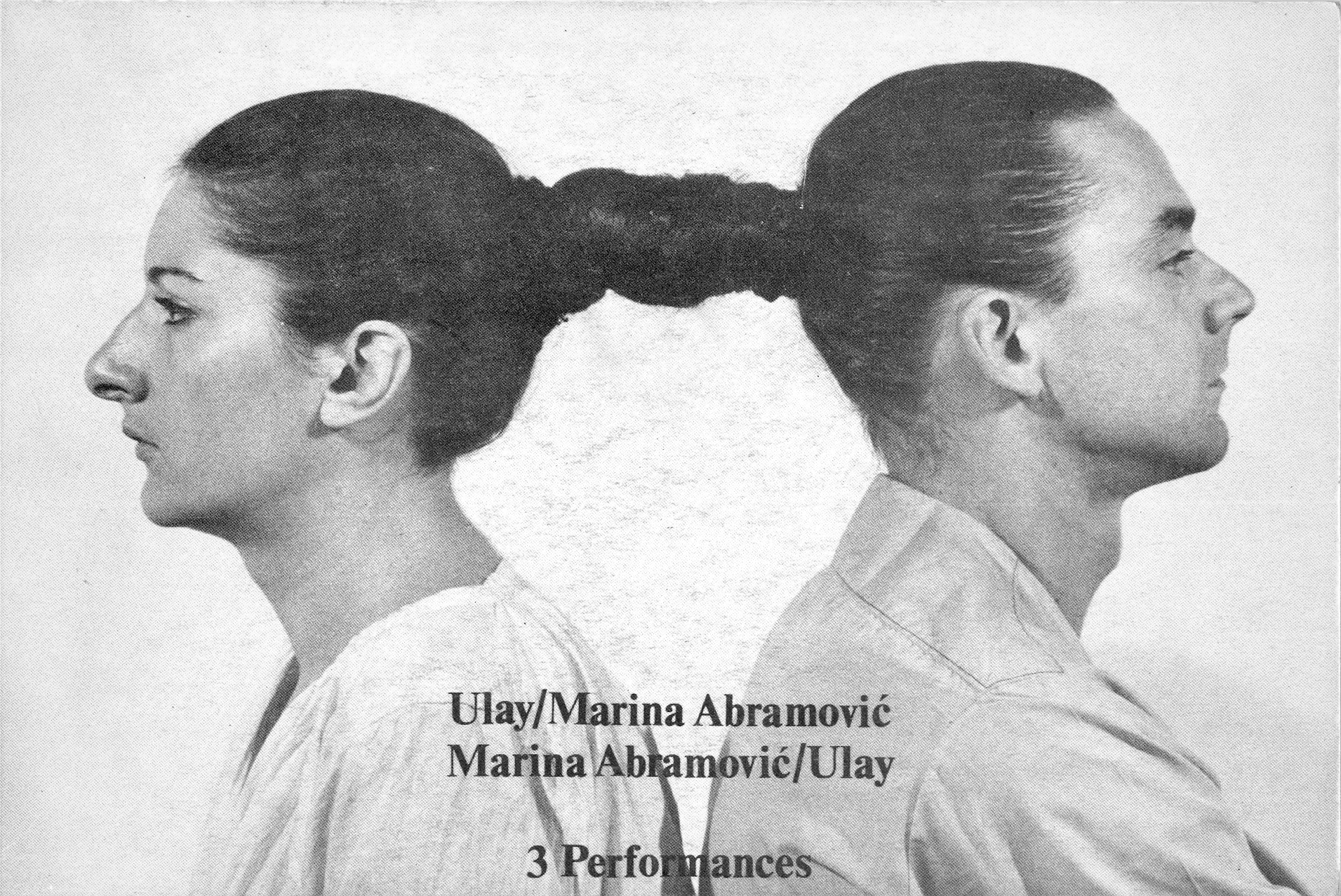
Ulay y Marina Abramović, colectivo The Other en una de sus obras

A mediados de 1976, Ulay y Marina Abramović fundaron el colectivo The Other en la ciudad de Ámsterdam. Cuando Abramović y Ulay comenzaron su colaboración, los conceptos principales que exploraron fueron el ego y la identidad artística. Este fue el comienzo de una década de trabajo colaborativo. Ambos artistas estaban interesados en las tradiciones de sus patrimonios culturales y el deseo del individuo por los ritos. En consecuencia, decidieron formar un colectivo al que llamaron The Other (El Otro). Se vistieron y se comportaron como uno solo, y crearon una relación de completa confianza. Idearon una serie de trabajos en que sus cuerpos creaban espacios adicionales para la interacción con la audiencia. En Relation in Space (Relación en el espacio) corrían alrededor de la sala, dos cuerpos como dos planetas, mezclando las energías masculinas y femeninas en un tercer componente al que llamaron "that self" (eso mismo). Relation in Movement (Relación en Movimiento, 1976) tenía a la pareja conduciendo su automóvil dentro de un museo dando 365 vueltas, un líquido negro salía del automóvil formando una especie de escultura, y cada vuelta representaba un año. Después de esto, idearon Death self (La muerte misma), en la cual ambos unían sus labios e inspiraban el aire expelido por el otro hasta agotar todo el oxígeno disponible. Exactamente 17 min después del inicio de la performance ambos cayeron al piso inconscientes, ya que sus pulmones se llenaron de dióxido de carbono. Esta pieza exploró la idea de la habilidad del individuo de absorber la vida de otra persona, cambiándola y destruyéndola. En 1988, tras varios años de tensa relación, Abramović y Ulay decidieron hacer un viaje espiritual el que daría fin al colectivo. Ambos caminarían por la Gran Muralla China, comenzando cada uno por los extremos opuestos y encontrándose en el centro. Abramović concibió esta caminata en un sueño, y le proporcionó lo que para ella era un fin apropiado y romántico a una relación llena de misticismo, energía y atracción. Cada uno de ellos caminó por uno de los extremos de la Gran Muralla China y se reunieron en el centro. Ulay partió del desierto de Gobi y Abramovic en el Mar Amarillo. Cada uno de ellos caminó 2500 kilómetros, se encontraron en el centro y se dijeron adiós.

#### Nombres propios
En 1973, Laurie Anderson interpretó Duets on Ice en las calles de Nueva York. Marina Abramović, en la performance Rhythm 10, incluyó conceptualmente la violación de su cuerpo. Treinta años después, el tema de la violación, la vergüenza y la explotación sexual sería reimaginado en las obras contemporáneas de artistas como Clifford Owens, Gillian Walsh, Pat Oleszko y Rebecca Patek, entre otros. Nuevos artistas con actuaciones radicales se consolidan como precursores principales de la performance, como Chris Burden, con la obra de 1971 Shoot, en la que un asistente le disparó en el brazo izquierdo desde una distancia de unos cinco metros, y Vito Acconci en el mismo año con Seedbed. La obra de Carolee Schneemann en 1963, Eye Body, ya había sido considerada un prototipo de arte performance. En 1975, Schneemann recurrió a innovadoras actuaciones en solitario, como Interior Scroll, que mostraban el cuerpo femenino como medio artístico.
Uno de los principales nombres propios fue Gina Pane, artista francesa de origen italiano. Estudió en la École des Beaux-Arts en París de 1960 a 1965 y fue miembro del movimiento de la performance en la década de 1970 en Francia, llamado "Art Corporel". Paralelo a su arte, Pane enseñó en la Ecole des Beaux-Arts en Mans de 1975 a 1990 y dirigió un atelier dedicado a la performance en el Centre Pompidou de 1978 a 1979. Una de sus obras más reconocidas esThe Conditioning (1973), en el que se la acuesta sobre un somier de metal sobre un área de velas encendidas. The Conditioning fue recreado como homenaje por Marina Abramović, parte de sus Seven Easy Pieces(2005) en el Museo Solomon R. Guggenheim de Nueva York en 2005. Gran parte de sus obras están protagonizadas por el dolor autoinfligido, distinguiéndola de la mayoría de las otras artistas de cuerpo femenino de la década de 1970. A través de la violencia de cortar su piel con cuchillas o apagar incendios con sus manos y pies desnudos, Pane tenía la intención de incitar una "experiencia real" en el espectador, quien se sentiría conmovido por su incomodidad. La naturaleza impactante de estas primeras performance o acciones, como ella prefería llamarlas, a menudo eclipsó su prolífica práctica fotográfica y escultórica. Sin embargo, el cuerpo era la preocupación central en todo el trabajo de Pane, ya sea literal o conceptualmente.

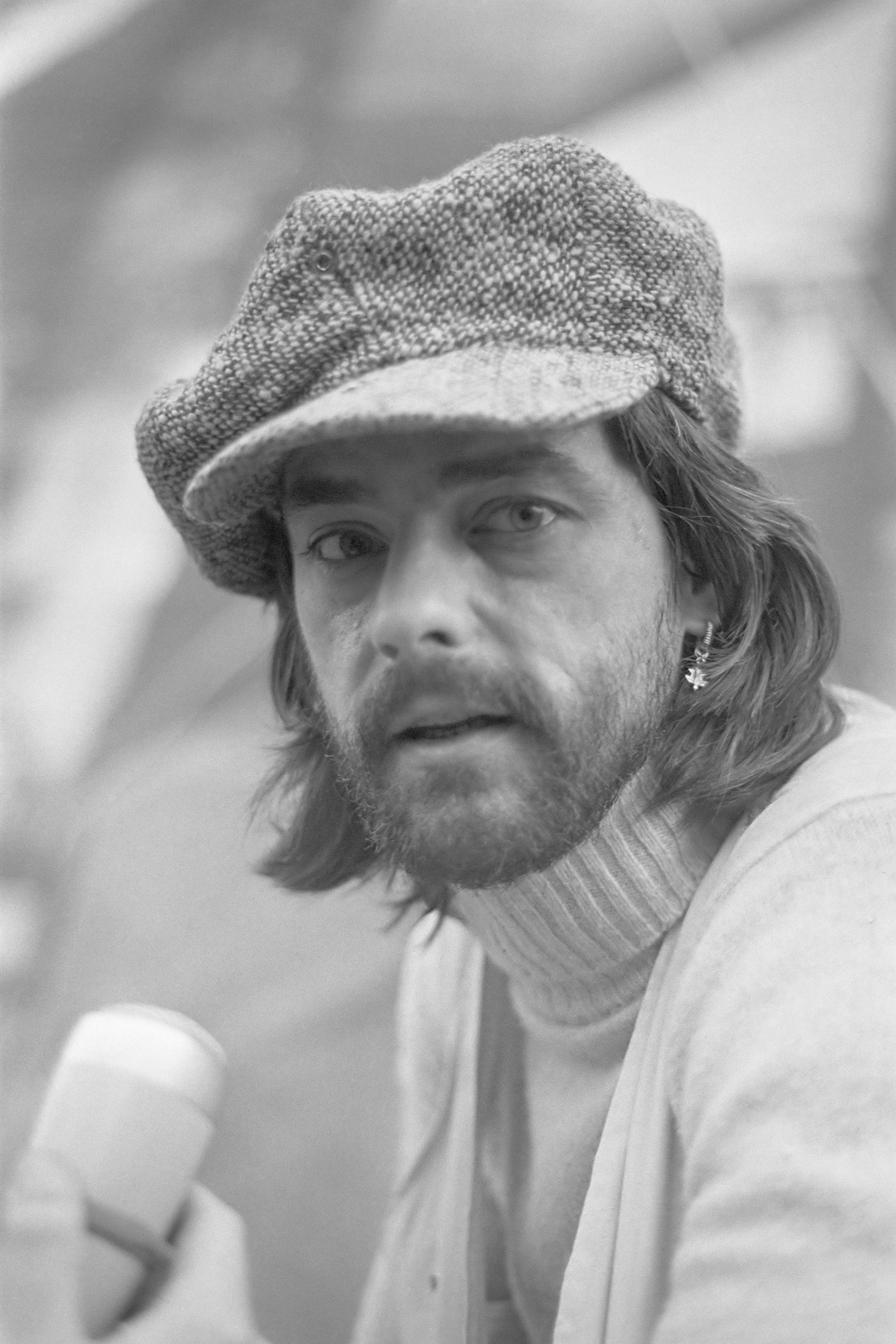
Retrato a Ulay en 1972
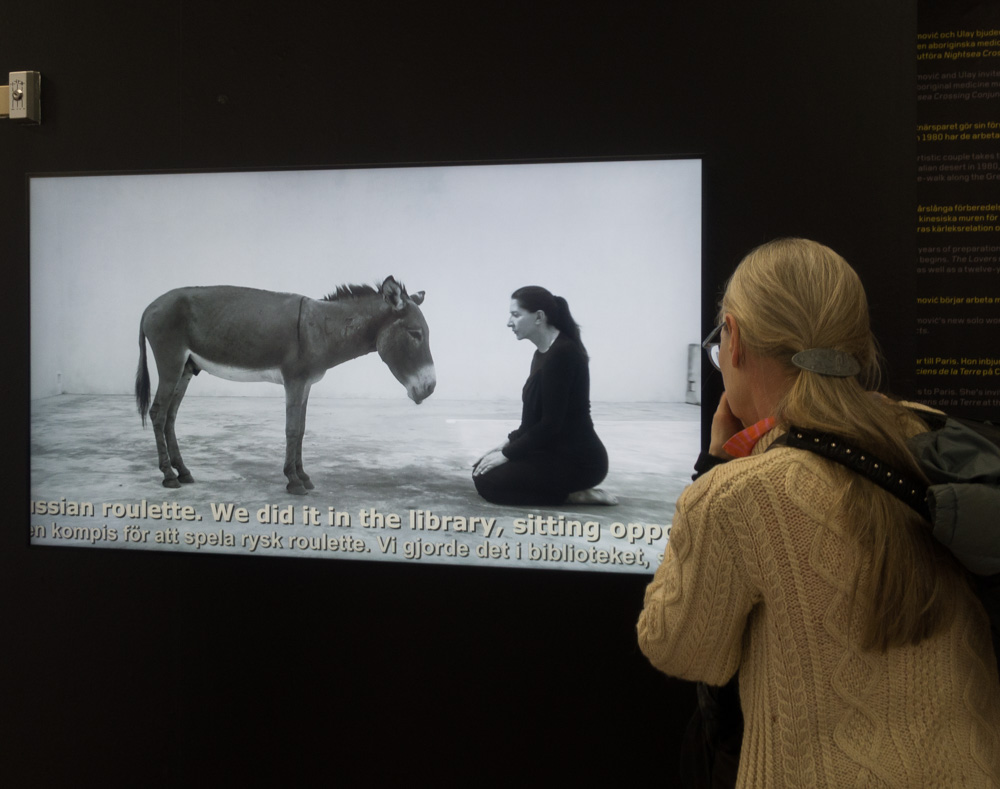
Exposición de las primeras obras de Marina Abramović en Estocolmo
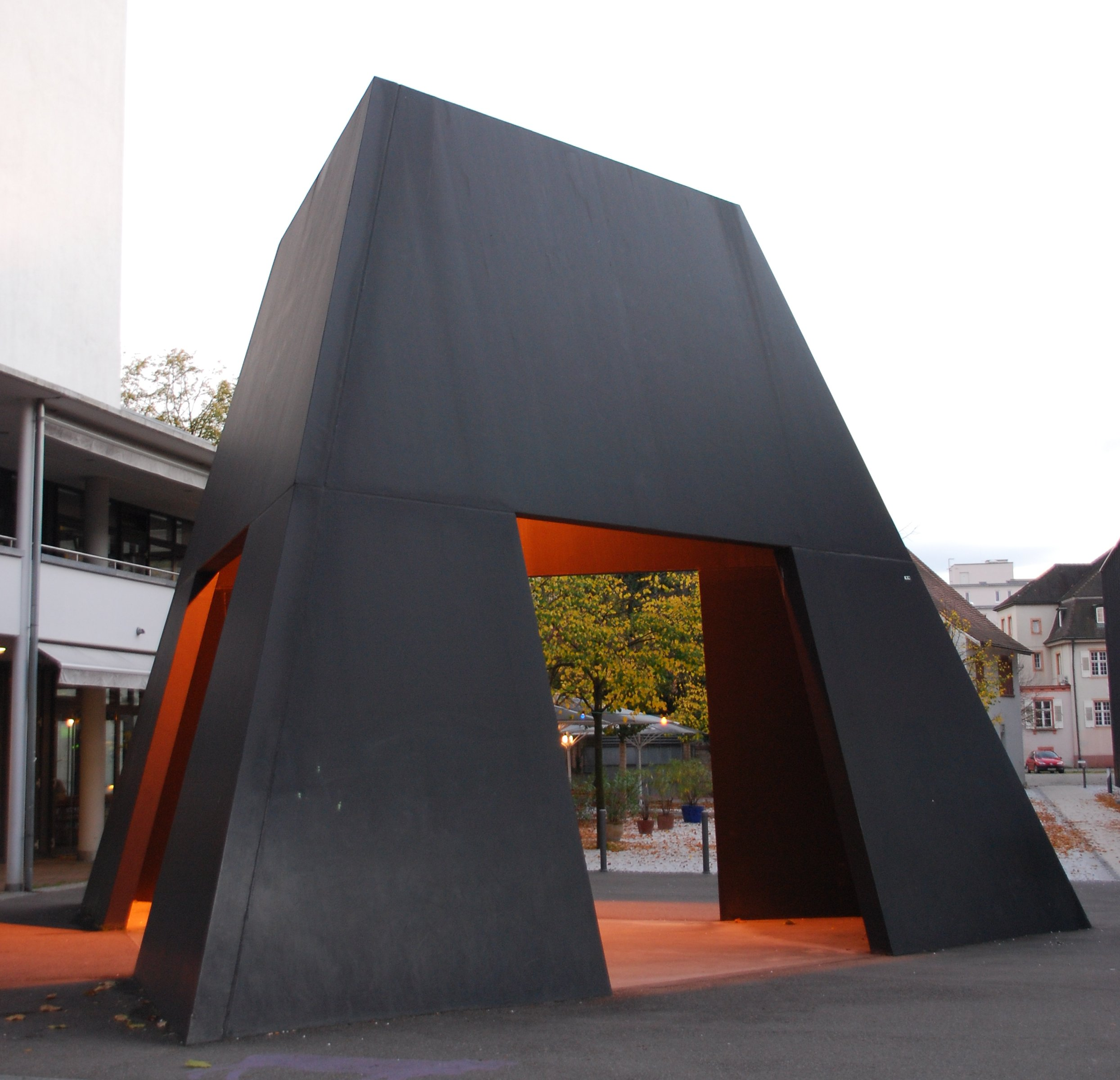
Instalación de Bruce Nauman en Alemania
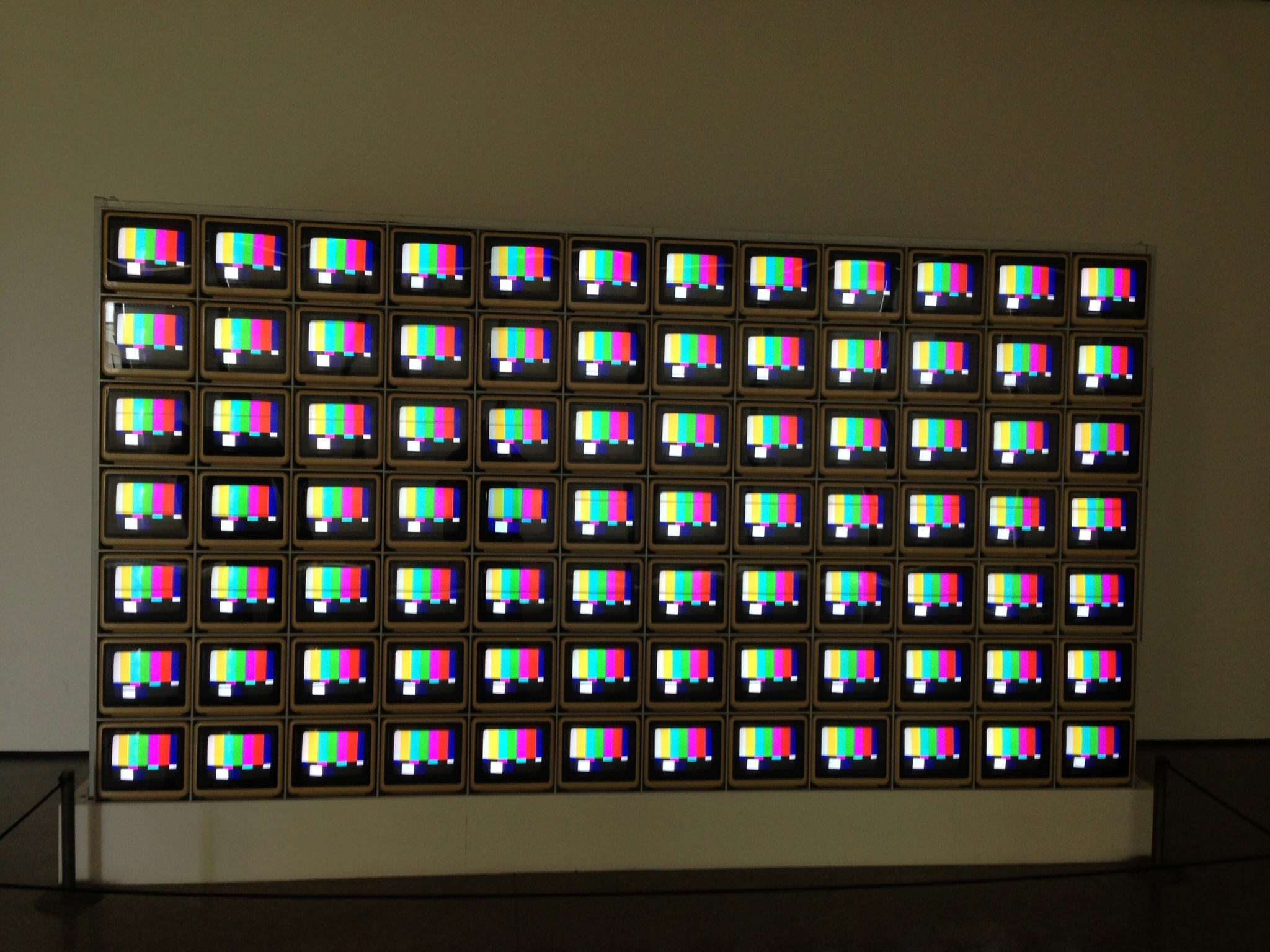
Videoinstalación de Nam June Paik
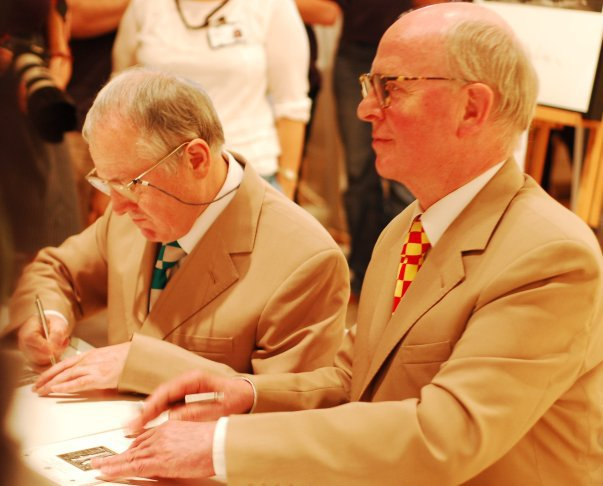
Gilbert and George en una presentación
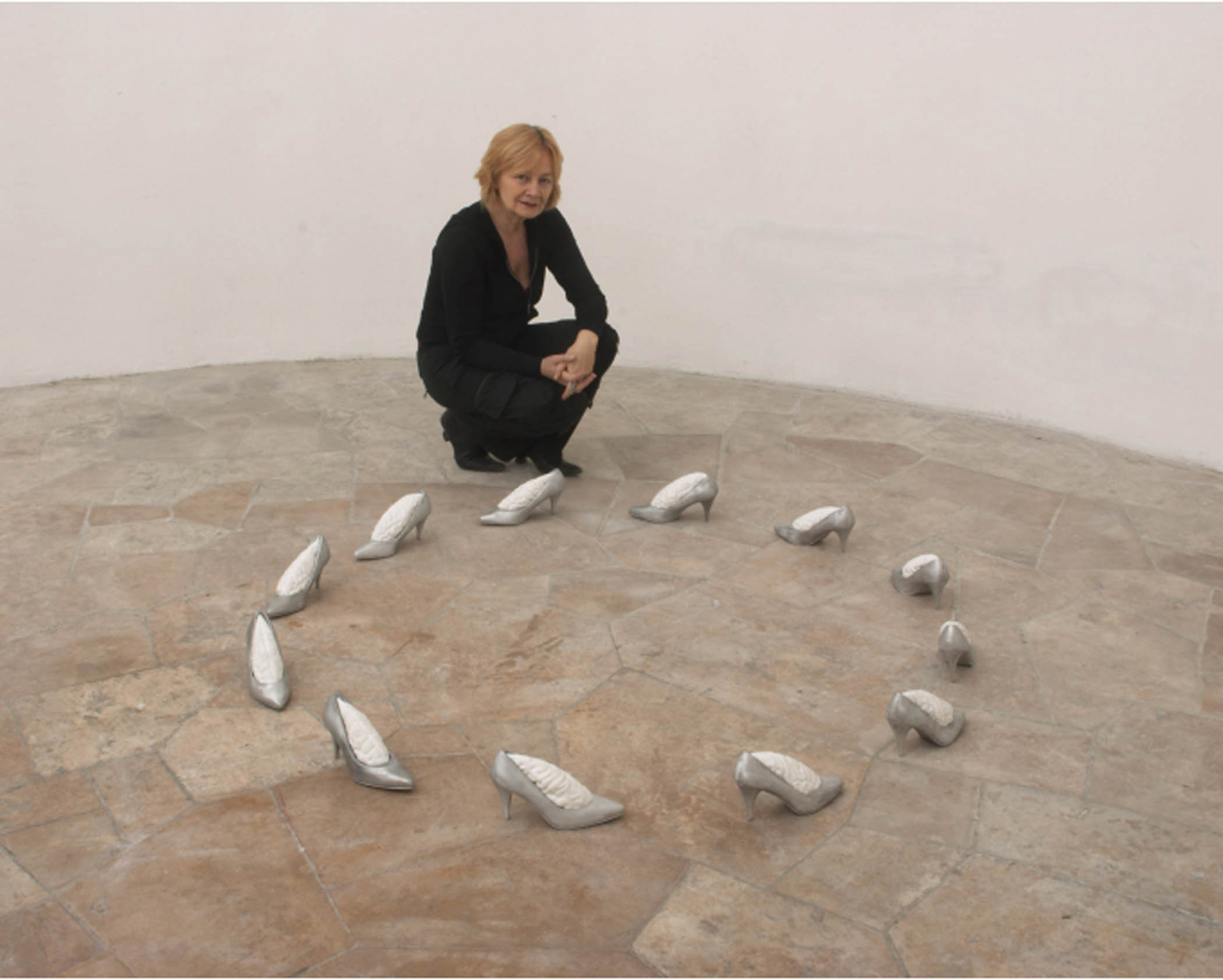
Orshi Drozdik en una de sus exposiciones

### Años 1980

#### La técnica en la performance
Hasta la década de 1980, el arte de la performance había desmitificado el virtuosismo, siendo una de las claves. Sin embargo a partir de los ochenta, empezó a adoptar una clara brillantez técnica. En referencia a la obra Presence and Resistance de Philip Auslander, la crítica de danza Sally Banes escribe: «....a finales de los años ochenta, el arte performance se había vuelto tan conocido que ya no necesitaba ser definido; la cultura de masas, especialmente la televisión, había llegado a proporcionar tanto la estructura como el tema para gran parte del arte performance; y varios artistas de la performance, incluyendo a Laurie Anderson, Spalding Gray, Eric Bogosian, Willem Dafoe y Ann Magnuson, se habían convertido en artistas polifacéticos en el mundo del entretenimiento». Es en esta década donde se definen unos parámetros y tecnicismos construidos con el fin de depurar y perfeccionar la performance.

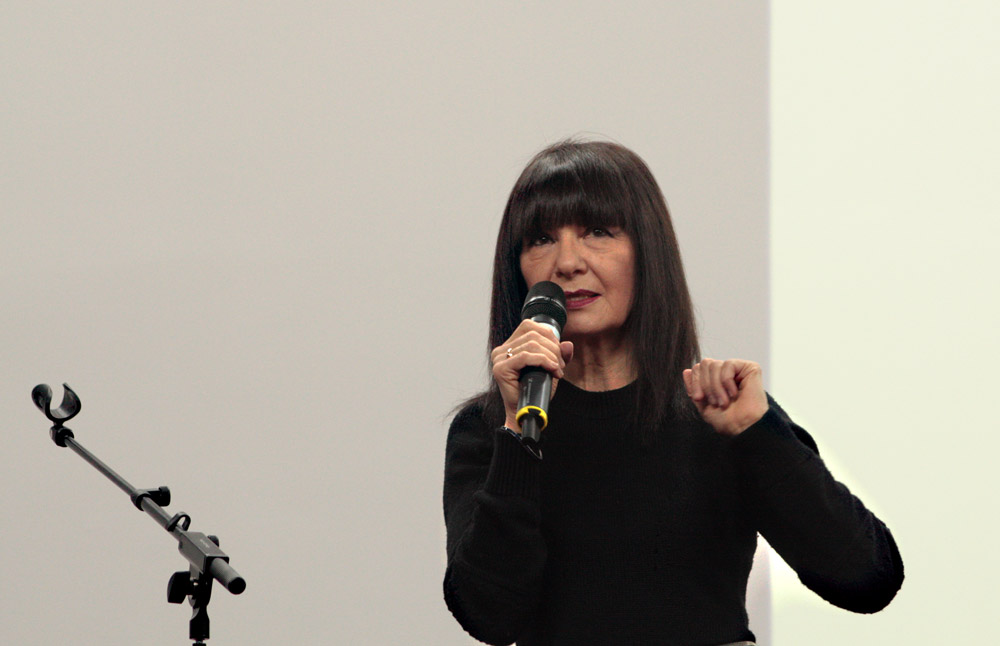
La crítica y experta en performance RoseLee Goldberg durante un simposio en Moscú

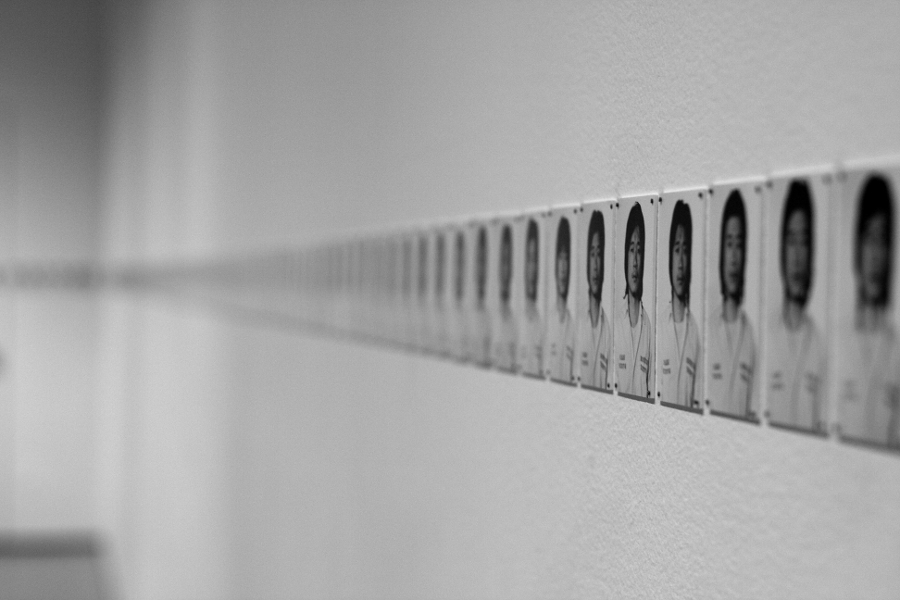
Exposición de Tehching Hsieh en el Museo de Arte Moderno de Nueva York donde el artista realizaba un autorretrato diario

#### Crítica e investigación de la performance
A pesar de que muchas de las performance se realizan dentro del círculo de un pequeño grupo o colectivo cerrado del mundo del arte, RoseLee Goldberg destaca en Performance Art: From Futurism to the Present que «la performance ha sido una forma de atraer directamente a un gran público, además de escandalizar al público para que reconsidere sus propias nociones del arte y su relación con la cultura. Por el contrario, el interés del público por el medio, especialmente en los años ochenta, surge de un aparente deseo de ese público de acceder al mundo del arte, de ser espectador de su ritual y de su distinta comunidad, y de ser sorprendido por las presentaciones inesperadas, siempre poco ortodoxas, que idean los artistas». Es en esta década donde surgen publicaciones y recopilaciones sobre el arte de performance y sus artistas más reconocidos.

#### Performance desde el contexto político
Nuevamente en los ochenta, el contexto político juega un papel clave en el desarrollo artístico y más concretamente en la performance, al ser casi todas ellas obras surgidas desde el discurso crítico y político. Hasta el declive del bloque oriental europeo a finales de los años ochenta, el arte de la performance había sido rechazado activamente por la mayoría de los gobiernos. Con la excepción de Polonia y Yugoslavia, en otros países de Europa del Este, estaba más o menos prohibido o muy controlado al ser países donde se temía cualquier evento público independiente. En la República Democrática Alemana, Checoslovaquia, Hungría y Letonia se realizaban performances de forma privada en apartamentos, en reuniones aparentemente espontáneas, en estudios de artistas, en lugares controlados por la iglesia, o cubierto como otra actividad, como por ejemplo una sesión fotográfica. Aislado del contexto conceptual occidental, en diferentes escenarios fue considerado como una protesta lúdica, utilizando metáforas subversivas corporales o mediante la palabra para expresar su desacuerdo con la situación política. Entre las performances más notables de contenido político en el mundo del arte de esta década se encuentran las obras de Tehching Hsieh entre julio de 1983 y julio de 1984, Art/Life: One Year Performance (Rope Piece).

#### Performance poética
En 1982 se empezó a utilizar de forma conjunta términos como poesía y performance. La poesía en performance surge para distinguir interpretaciones vocales basadas en la palabra de las interpretaciones artísticas, especialmente de las obras de artistas de interpretación escénica o musical, como Laurie Anderson. Los poetas de performance se basaban más en la expresión retórica y filosófica de su poética que los artistas de performance, que surgieron de los géneros de las artes visuales de la pintura y la escultura. Muchos artistas desde John Cage, a Esther Ferrer en España fusionan la performance con una base poética.

#### Performance feminista

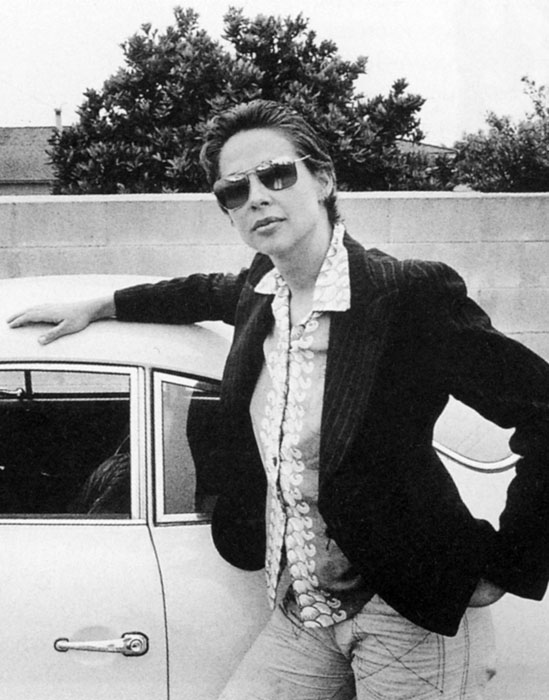
Retrato de Linda Benglis realizado en 1974

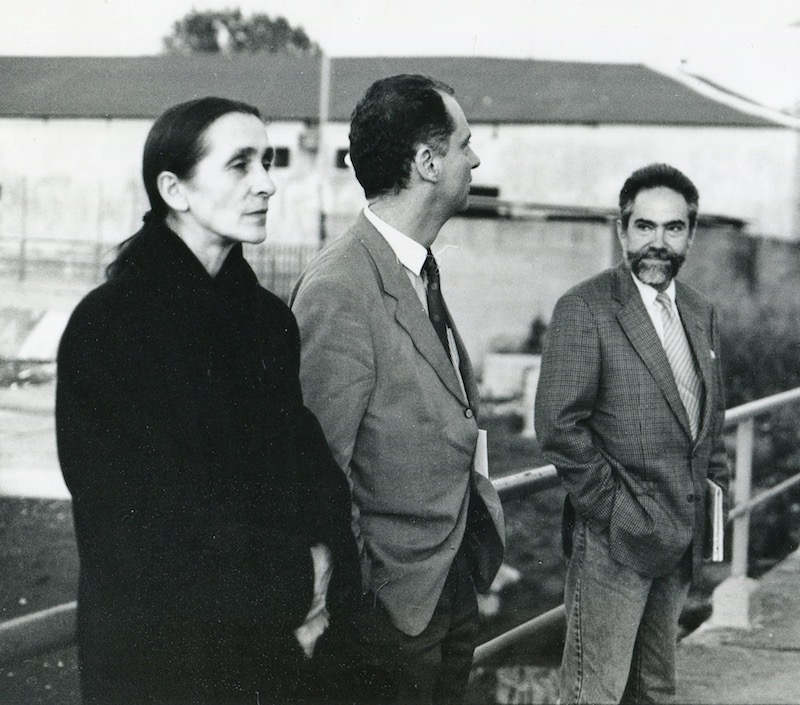
Retrato a Pina Bausch, 1985

Desde 1973, el Feminist Studio Workshop en el Woman's Building de Los Ángeles tuvo un impacto en la ola de actuaciones con trasfondo feminista, pero hasta la década de los 80 la fusión no fue total. La conjunción entre el feminismo y la performance, en la última década del siglo XX, ha sido amplia. En las dos primeras décadas de desarrollo de la performance se crearon obras que en lecturas y críticas actuales han sido entendidas como feministas. No obstante hasta 1980 las artistas se autodefinieron de esta forma. Se formaron grupos de artistas donde destacaban las mujeres influidas tanto por el movimiento estudiantil de 1968 como por el movimiento feminista. Esta conexión ha sido tratada en las investigaciones de historia del arte contemporáneo. Algunas de las mujeres que más aportaron de manera innovadora en representaciones o espectáculos fueron Pina Bausch, en 1985 surgieron las Guerrilla Girls en Nueva York. Colectivo artístico anónimo de artistas feministas y antirracistas. Se denominó así por usar en su activismo tácticas de guerrilla entendida como guerrilla de comunicación para denunciar la discriminación de las mujeres en el arte a través de obras políticas y de performance. Su primera performance fue colocar carteles y hacer apariciones públicas en museos y galerías de Nueva York, para denunciar que algunos grupos de personas eran discriminados por motivos de género y raza principalmente. Todo esto lo hicieron de forma anónima, de hecho, en todas y cada una de estas apariciones, cubrieron sus rostros con máscaras de gorila (esto se debía a que la pronunciación inglesa de gorila es muy parecida a la de guerrilla) y, además de eso, utilizaban como sobrenombre el nombre de artistas mujeres ya fallecidas.
De los setenta a los ochenta, entre las opciones que retan al sistema y sus estrategias habituales de representación, son las protagonizadas por cuerpos de mujer. Las acciones en la ciudad de Nueva York de Ana Mendieta donde el cuerpo es violentado y maltratado o las representaciones artistísticas desde un discurso más minimalista que surgen desde los finales de los setenta y ochenta de Louise Bourgeois. Mención especial obras creadas a partir de la corporeidad femenina y feminista de artistas como Lynda Benglis y sus acciones performativas fálicas. Reconstruyendo la imagen femenina para no ser únicamente fragmentaria o fetichista. Así mediante las performances feministas el cuerpo pasa a ser un espacio de conformación de todos estos nuevos discursos y significados donde las mueres llegan hasta las más extremas consecuencias, como la artista Eleanor Antin, creadora que en los 70 y 80, trabaja en la línea de revisión de género, raza y clase. Cindy Sherman, en sus primeras obras en los 70 y ya en su madurez artística en los 80, continua la línea crítica de trastocar el yo impuesto y el relato usual y hacerlo desde el cuerpo como objeto de privilegio.

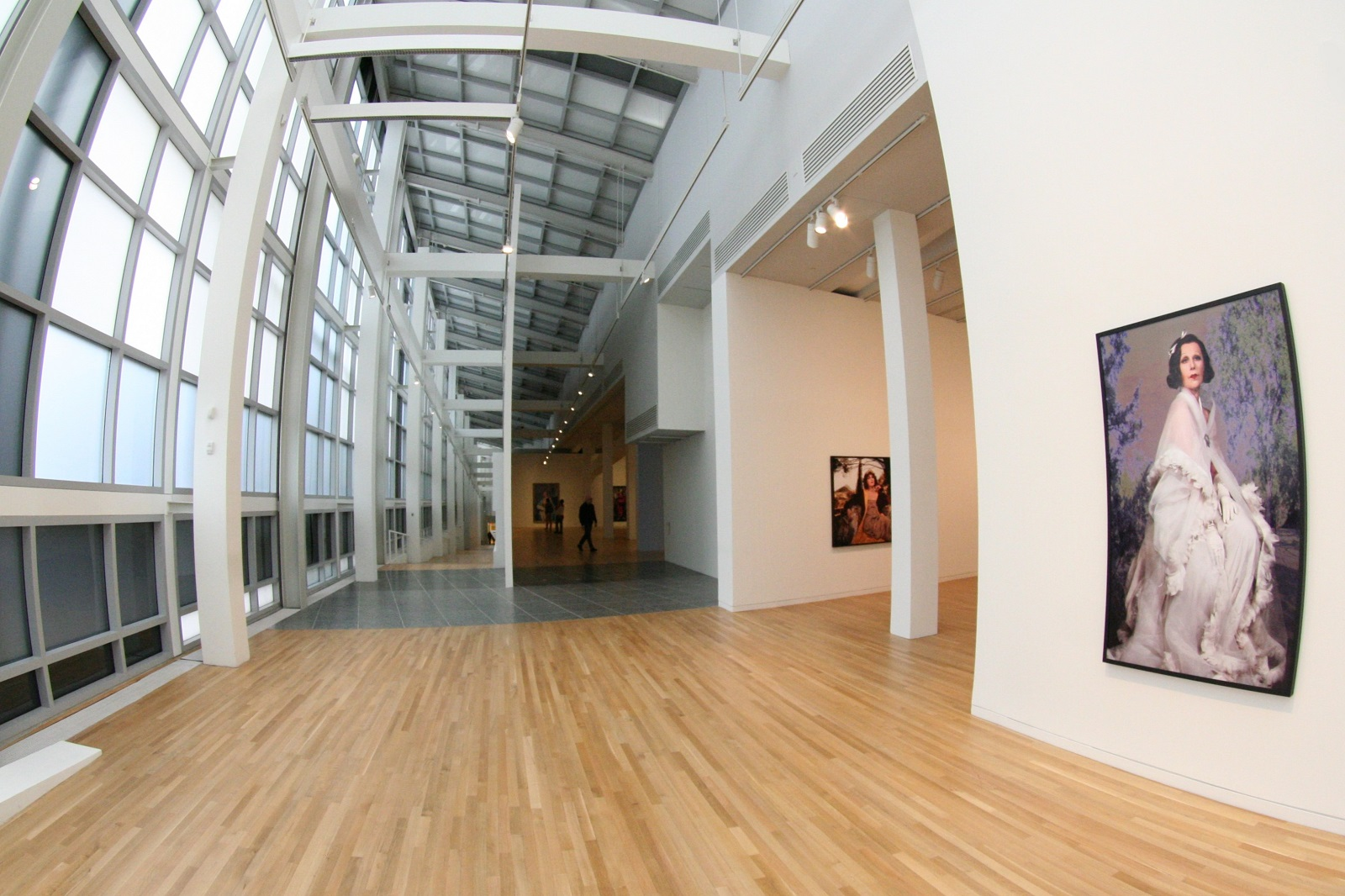
Exposición de Cindy Sherman en Estados Unidos

Cindy Sherman es una fotógrafa y artista estadounidense. Una de las mayores representantes de la fotografía de posguerra, exhibió más de tres décadas de su trabajo en el MoMA de Nueva York. A pesar de que en la mayoría de sus fotografías performativas aparece ella misma, no las considera autorretratos. Sherman se utiliza a sí misma como vehículo para representar una gran variedad de temas del mundo contemporáneo, como el papel de la mujer o el papel del artista. A través de una serie de diferentes obras, Sherman ha planteado difíciles e importantes preguntas sobre el papel y la representación de las mujeres en la sociedad, los medios de comunicación y la naturaleza de la creación del arte. En 2020 fue galardonada con el Premio de la Fundación Wolf de las Artes.
Judy Chicago es una artista y pionera del arte feminista y de performance estadounidense. Chicago es conocida por sus grandes piezas de instalación de arte colaborativo sobre imágenes de nacimiento y creación, que examinan el papel de las mujeres en la historia y cultura. En los 1970’s, Chicago había fundado el primer programa de arte feminista en los Estados Unidos. El trabajo de Chicago incorpora una variedad de habilidades artísticas, como la costura, contrarrestada con habilidades que requieren mucha mano de obra, como soldadura y pirotecnia. El trabajo más conocido de Chicago es The Dinner Party, que se instala permanentemente en el Elizabeth A. Sackler Center for Feminist Art en el Brooklyn Museum. The Dinner Party celebra los logros de las mujeres a lo largo de la historia y es ampliamente considerada como la primera obra de arte épica feminista. Otros proyectos notables de arte de Chicago incluyen International Honor Quilt, The Birth Project, Powerplay, y The Holocaust Project.

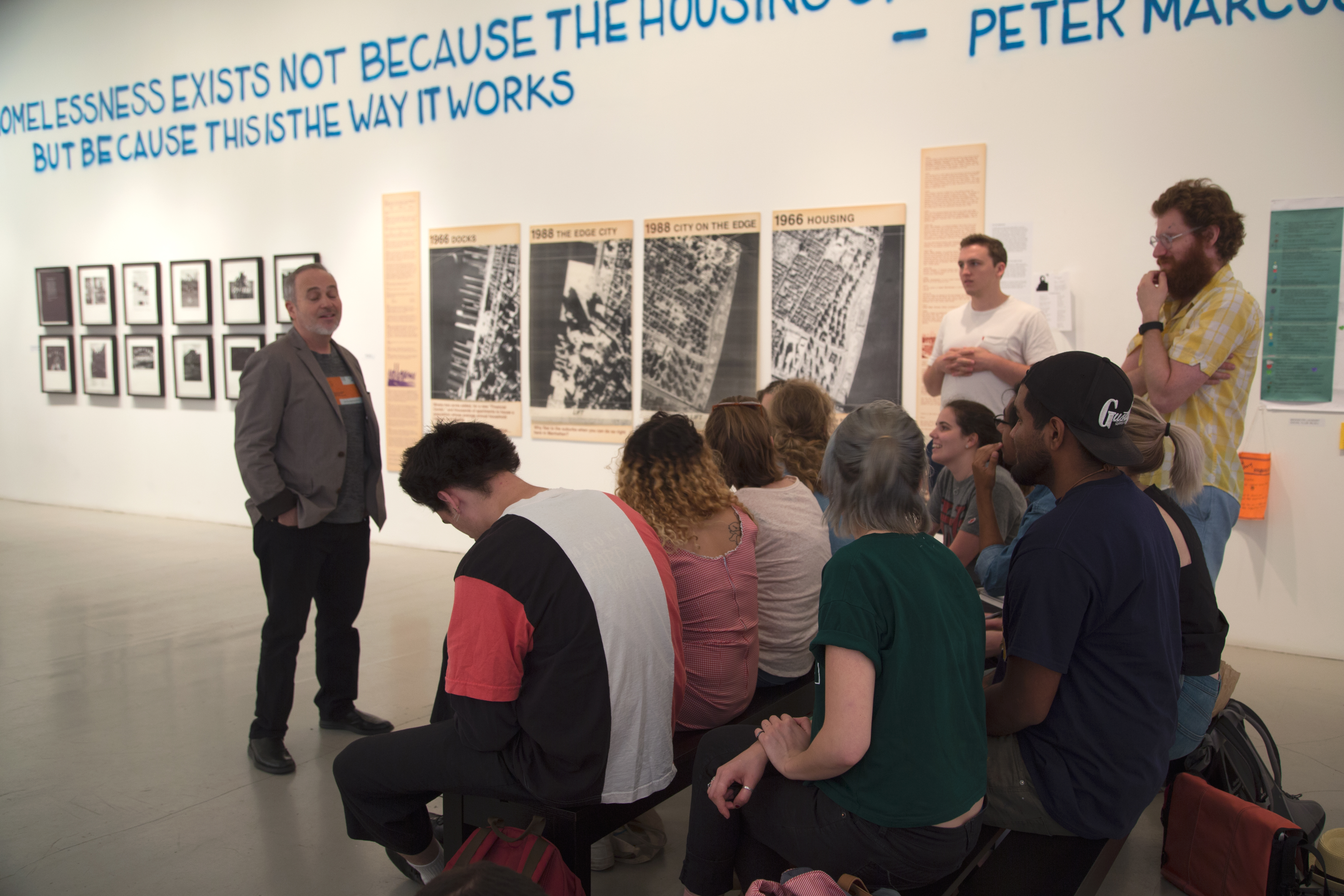
Estudiantes en exposición de Martha Rosler
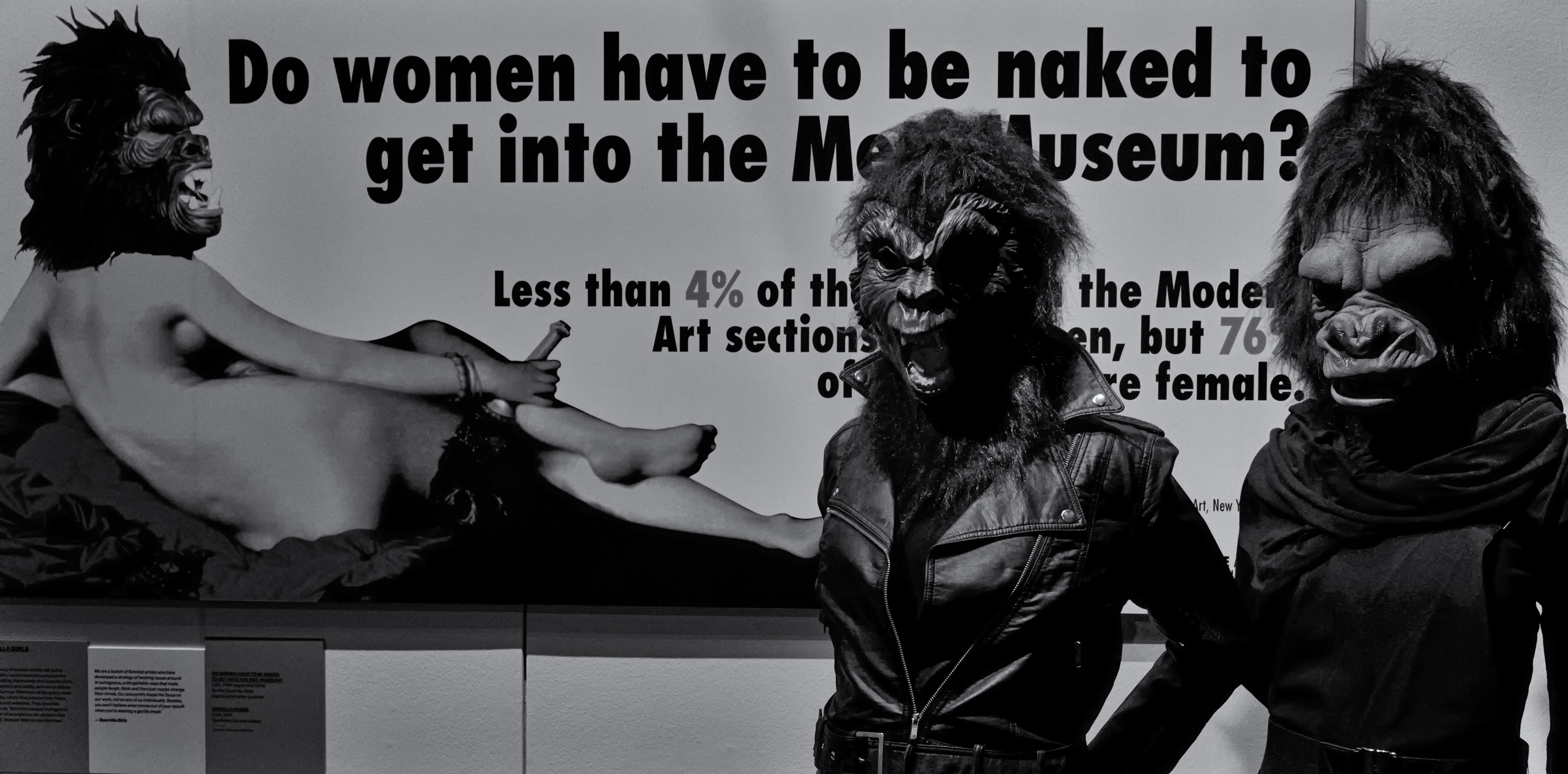
Las Guerrilla Girls en una inauguración en Londres
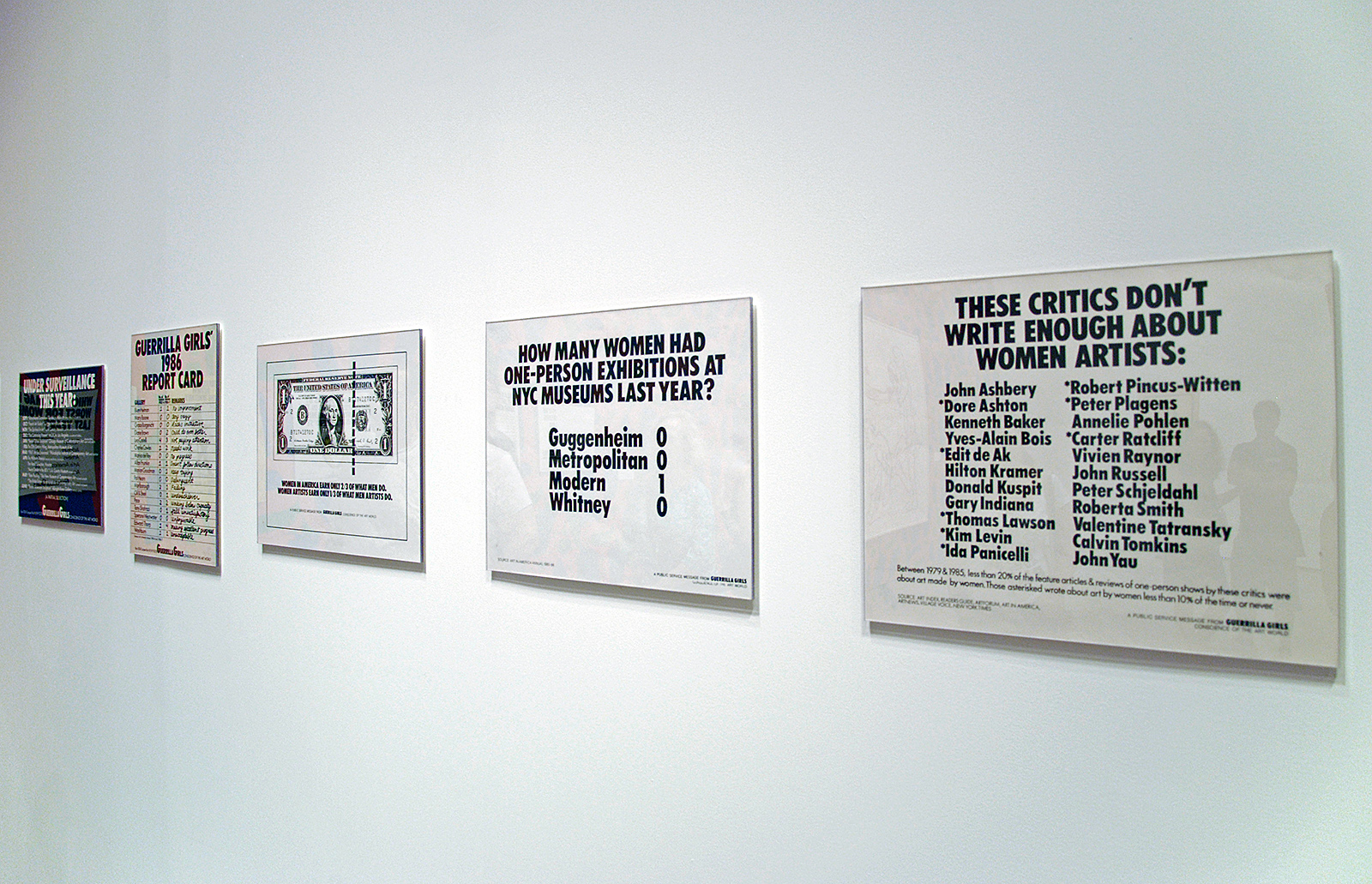
Obras del grupo 'Guerrilla Girls' en exposición en el Museum of Modern Art (MoMA), Manhattan, Nueva York
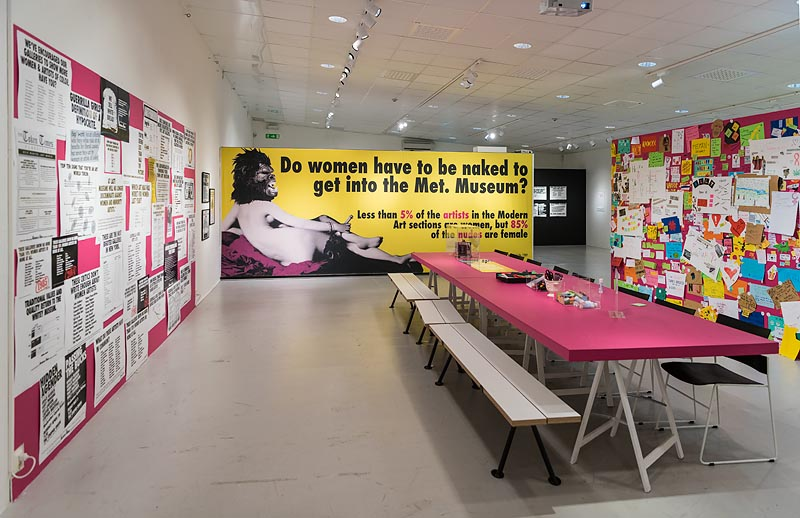
Exposición de las Guerrilla Girls
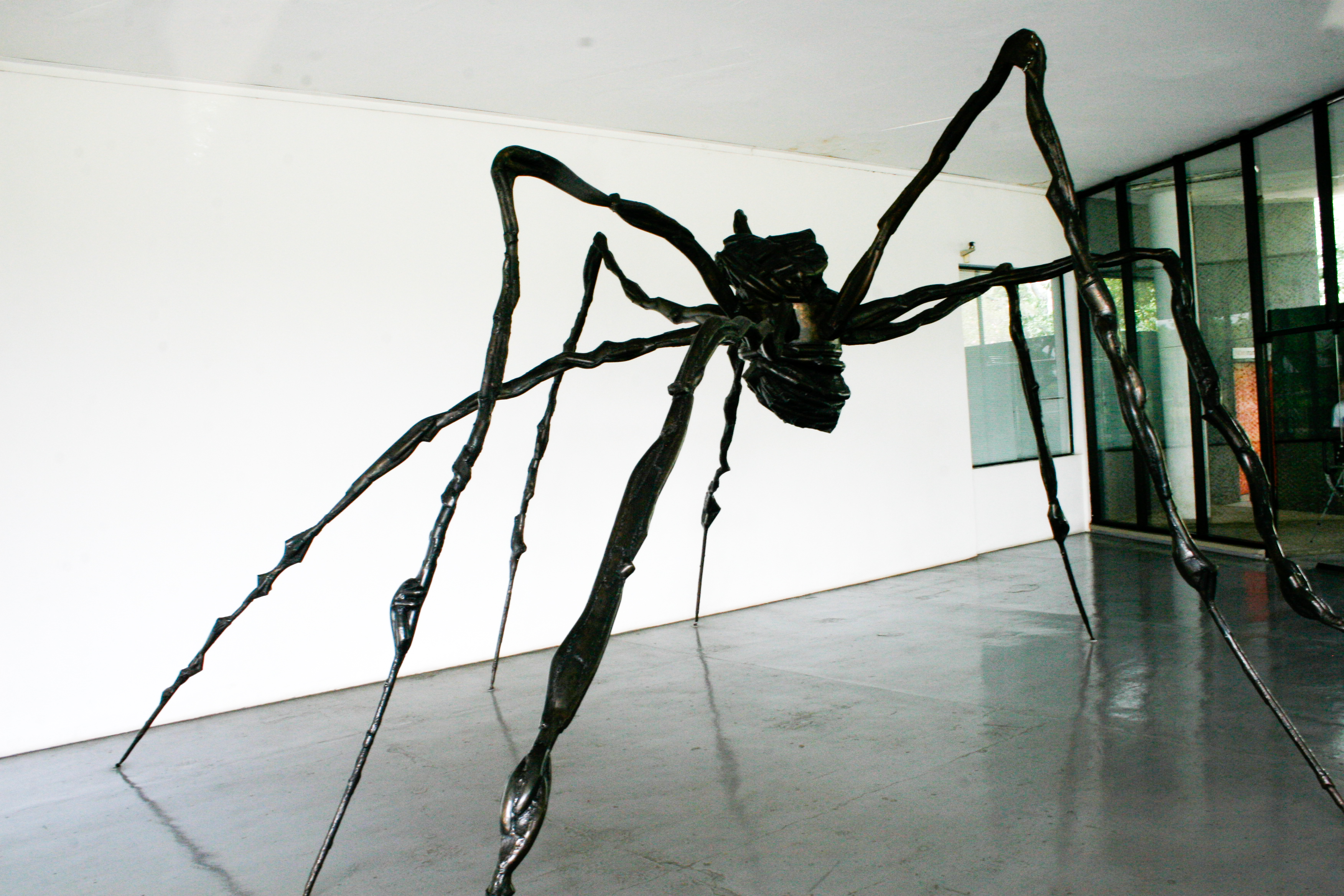
Instalación de Louise Bourgeois en un museo brasileño
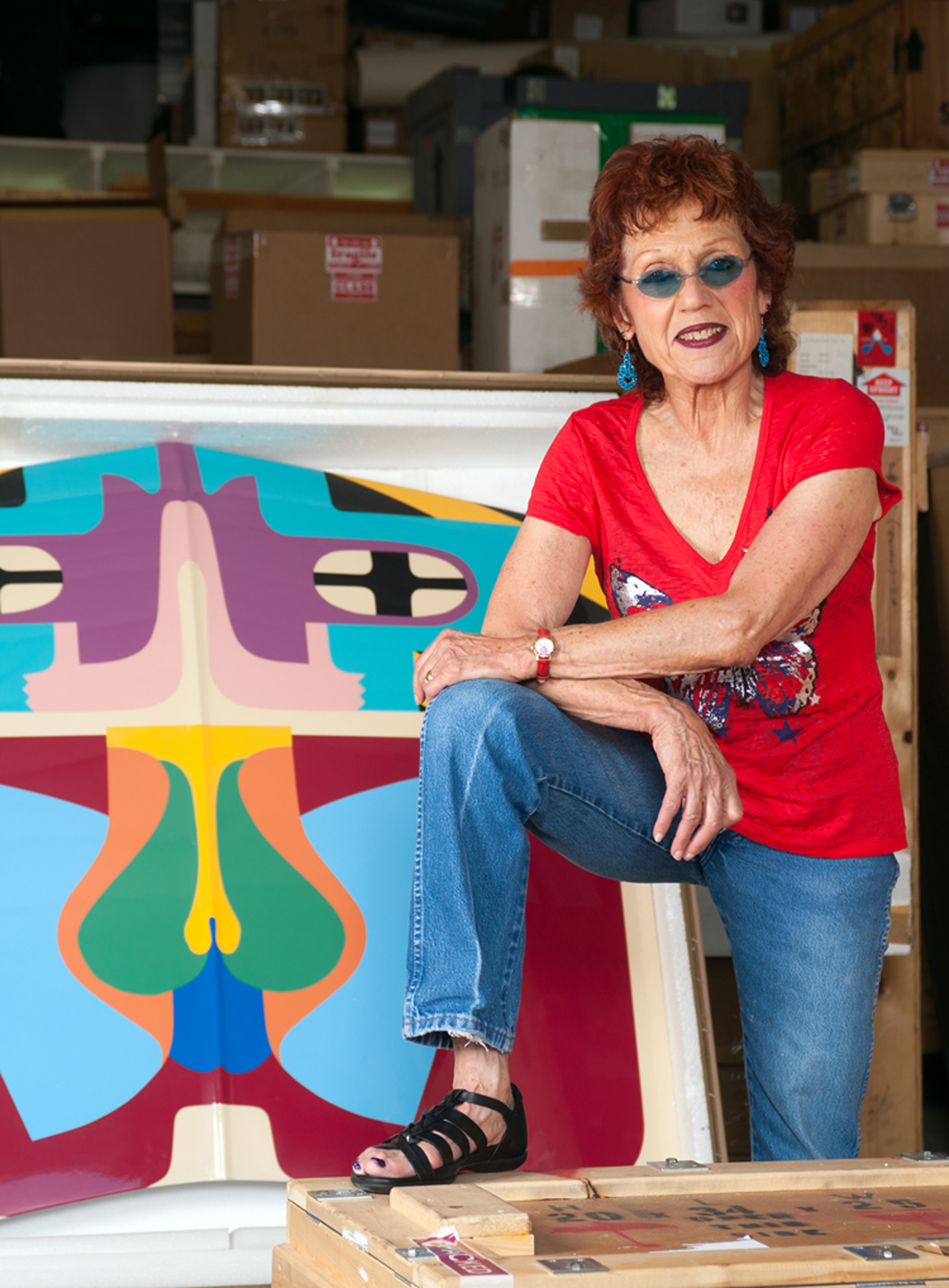
Retrato de Judy Chicago

#### Expansión a Latinoamérica
En esta década el arte performance se fue extendiendo hasta llegar a Latinoamérica a través de los talleres que ofrecían las universidades o programas desarrollados por instituciones académicas. Principalmente se desarrolló en México, en Colombia —con artistas como María Teresa Hincapié—, en Brasil y en Argentina.

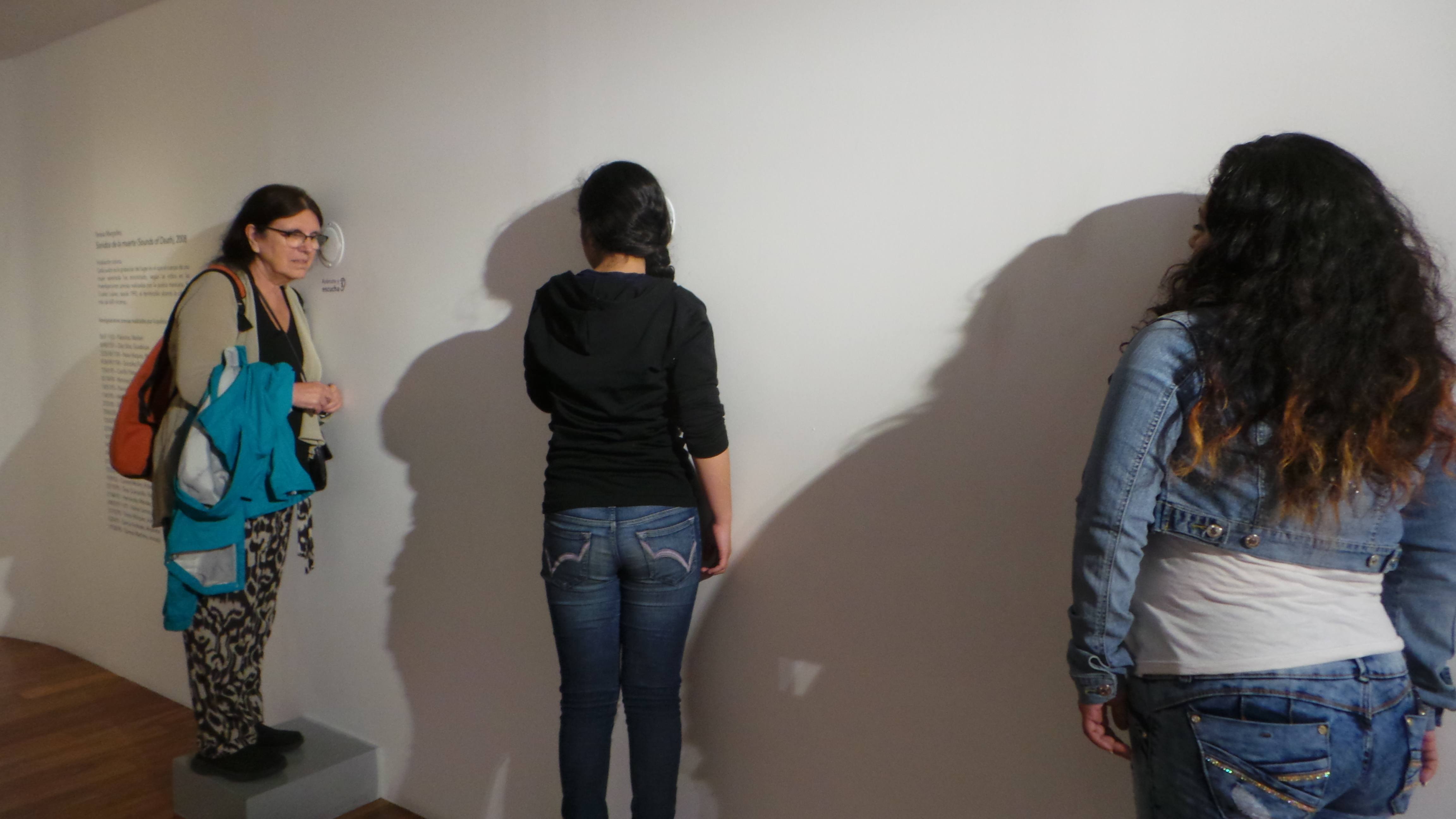
Mujeres interactuando en la obra Escuchando los sonidos de la muerte de Teresa Margolles en el Museo de la Memoria y la Tolerancia de Ciudad de México

Ana Mendieta fue una artista conceptual y de performance nacida en Cuba y criada en Estados Unidos. Es especialmente reconocida por sus obras de arte y performances en el marco del land art. El trabajo de Mendieta era conocido sobre todo en el entorno de la crítica de arte feminista. Años después de su muerte, especialmente a partir de una retrospectiva del Museo Whitney de Arte Estadounidense en 2004 y la retrospectiva en la Galería Haywart en Londres en 2013 es considerada pionera de la performance y de otras prácticas asociadas con el arte corporal, el arte terrestre, la escultura y la fotografía. Ella misma describió su trabajo como earth-body art.
Tania Bruguera es una artista cubana especializada en performance y arte político. Su obra se centra en su interpretación de temas políticos y sociales. Para definir sus prácticas artísticas ha desarrollado conceptos como el «arte de conducta» con foco en los límites del lenguaje y del cuerpo confrontados a la reacción y comportamiento de los espectadores, asimismo propone un «arte útil» que haga una transformación real a ciertos aspectos políticos y legales de la sociedad. El trabajo de Bruguera revuelve alrededor de temas de poder y control y mucho de su trabajo interroga el contexto presente en su país natal, Cuba. En 2002 creó la Cátedra Arte de Conducta en La Habana.

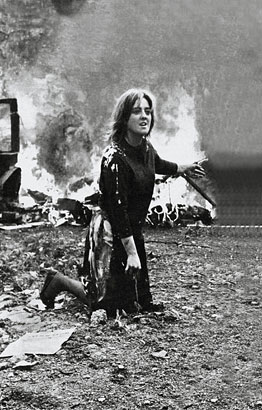
La artista argentina Marta Minujín durante una performance

Regina José Galindo es una artista guatemalteca especializada en performance. Su obra se caracteriza por su explícito contenido político y crítico, empleando su propio cuerpo como herramienta de confrontación y transformación social. Su trayectoria artística está marcada por el conflicto armado de Guatemala que tuvo lugar entre 1960 y 1996 y que provocó un genocidio con más de 200 mil víctimas, muchas de ellas indígenas, campesinos y mujeres y niñas. Con su obra, Galindo denuncia la violencia, el machismo (uno de sus principales temas es el feminicidio), el canon de belleza occidental, la represión de los estados, y el abuso de poder, especialmente en el contexto de su país aunque su lenguaje traspasa fronteras. Desde el primer momento, utilizó solamente su cuerpo, que en ocasiones lleva a situaciones extremas (como en el caso de "Himenoplastia" (2004) donde se somete a una reconstrucción del himen, pieza ganadora del León de Oro en la Bienal de Venecia), para posteriormente contar con personas voluntarias o contratadas que interactúan con ella, con lo que pierde el control sobre la acción.
Teresa Margolles es una artista conceptual especializada en performance. Su obra artística se centra en explorar las causas sociales y consecuencias de la muerte denunciando la violencia que azota México con el objetivo de posicionar la situación de violencia en el debate público. De 1990 a 2007 trabaja en las morgues. A partir del aumento de asesinatos en 2006 empieza a trabajar en las calles recogiendo los materiales con los que trabajaba de los cadáveres que se encuentran en el espacio público. La muerte forma parte en ese momento de la vida cotidiana de las personas y tiene consecuencias directas en las familias, la comunidad y en la propia vida de las ciudades.
Marta Minujín es una artista plástica argentina, conocida por sus obras vanguardistas producidas principalmente durante los años 1960, años 1970 y años 1980. Su obra, de carácter conceptual, pop, psicodélico y de acción, entran en la generación baby boomer que, en los años 1960, revolucionó las normas sociales preestablecidas y estableció una contracultura.

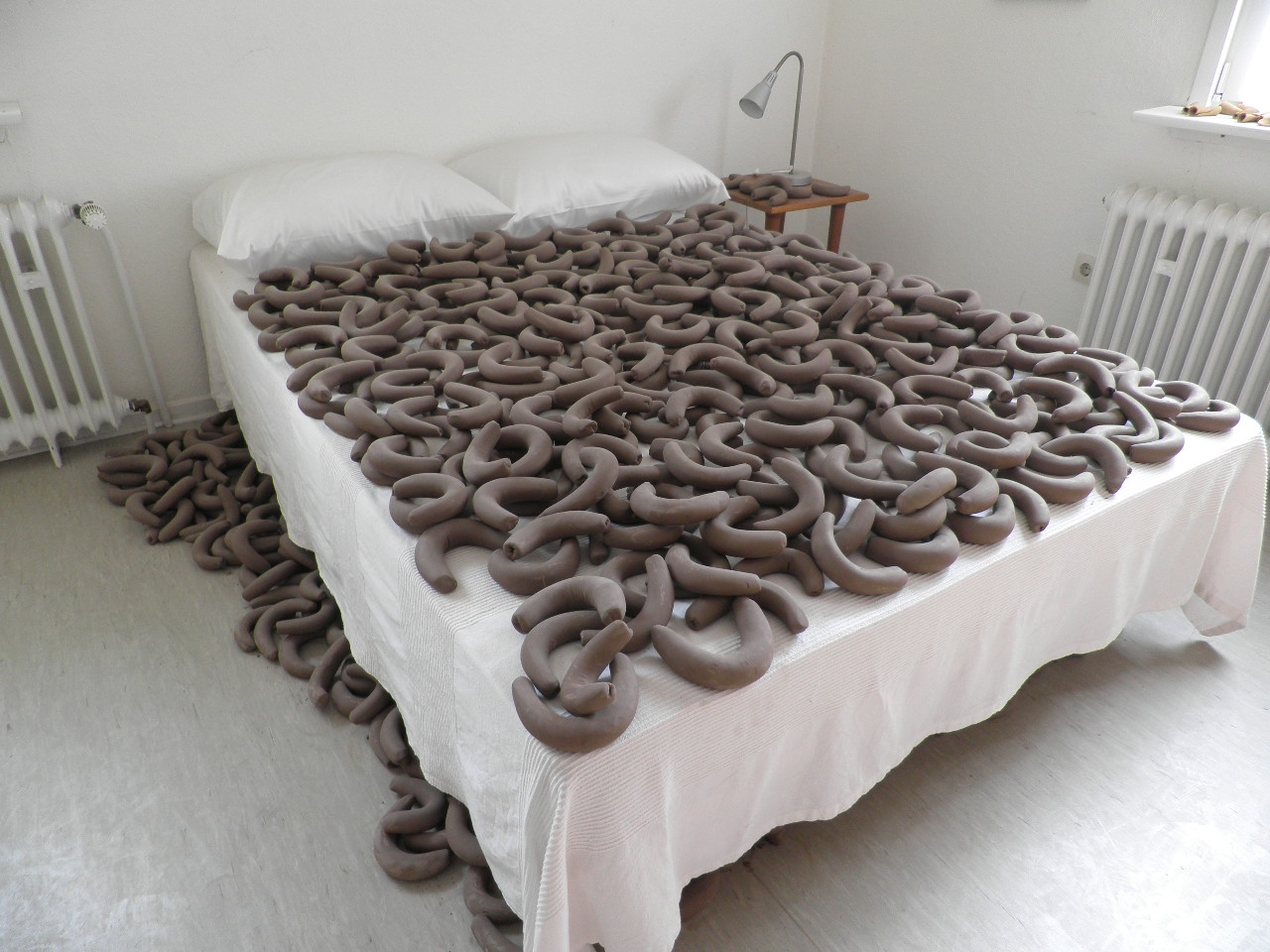
Instalación de Anna Maria Maiolino en documenta 13

Mónica Mayer es una artista mexicana feminista que se dedica a los campos de la performance, la gráfica digital, el dibujo, la fotografía y la teoría del arte. Como artista conceptual, comisaria, crítica y teórica del arte participa en varios foros y grupos, y organiza talleres y acciones colectivas. Mayer hace uso frecuente del performance como puesta en escena artística, y de obra participativa como estrategia estética y política. Además tiene una amplia producción bidimensional a lo largo de su carrera que privilegia las técnicas de dibujo y collage. La idea de hacer visibles los problemas que se generan en la vida cotidiana de las mujeres tiene gran impacto en el trabajo de Mónica, que no solamente es precursora del arte feminista en México, sino también lo es en América Latina.
Anna Maria Maiolino es una artista brasileña especializada en performance. Maiolino nació en Scalea, en Calabria en el sur de Italia, de padre italiano y madre ecuatoriana. En 1954, emigró con su familia a Venezuela. En 1960, Ella y su familia se mudaron a Río de Janeiro, Brasil. Allí, recibió formación especializada en la Escuela Nacional de Bellas Artes desde entonces es una de las más reconocidas artistas de performance en Brasil.
María Eugenia Chellet es una artista visual mexicana activa desde los años 60 que ha evolucionado de la fotografía a los medios mixtos y el arte performance. Su obra se dirige a la exploración de arquetipos femeninos y otras imágenes relacionadas con la feminidad usándose a sí misma en papeles como figuras femeninas bíblicas, en obras de arte clásico y aquellas de medios masivos comerciales del siglo XX al presente. Su obra ha sido reconocida con numerosas veces por el Salón de la Plástica Mexicana.
Lygia Clark fue una artista brasileña, cofundadora del Movimiento Neoconcreto, comprometida con redefinir la relación entre el arte y el ser humano a nivel conceptual y sensorial. Realizó pinturas, esculturas y acciones sensoriales vinculadas al arte y a la psicoterapia. Muy vinculada al arte de performance.
Lorena Wolffer es una artista y activista cultural mexicana. En su carrera ha implementado y desarrollado la temática de género, específicamente los derechos y la voz de la mujer en el arte. Su obra en general es de denuncia y una muestra para concientizar sobre la situación real, por lo que aborda la violencia de género, los estereotipos femeninos y los prejuicios sociales.

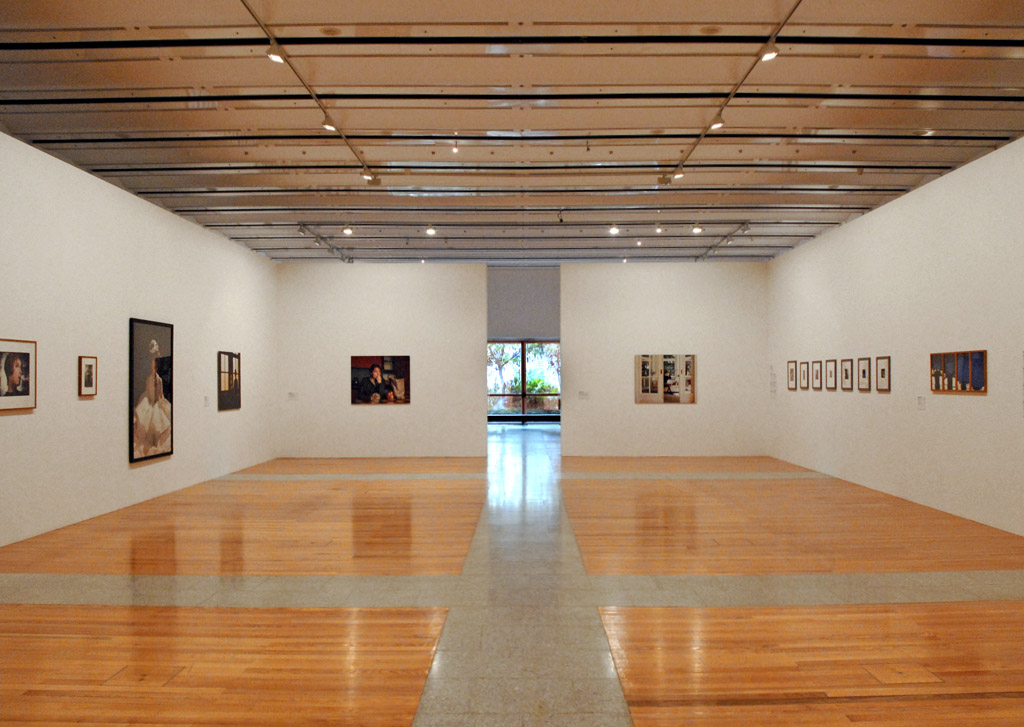
Exposición de la artista cubana Ana Mendieta en el Museu Coleção Berardo
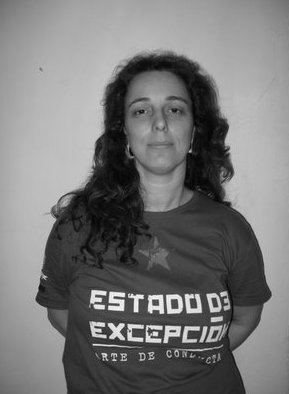
Retrato a la artista cubana Tania Bruguera
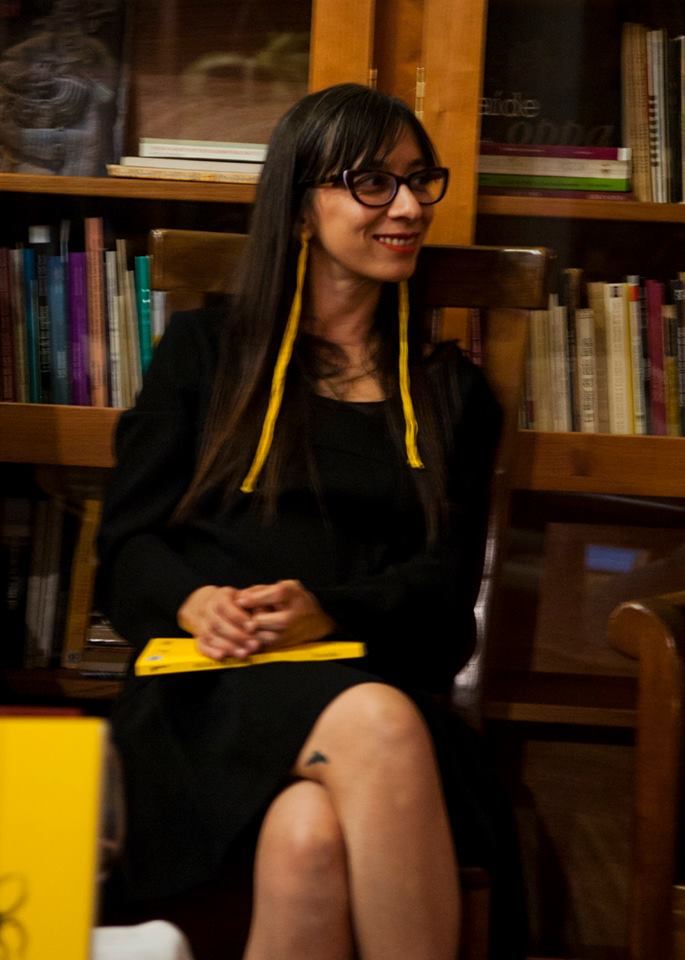
Retrato a la artista guatemalteca Regina José Galindo
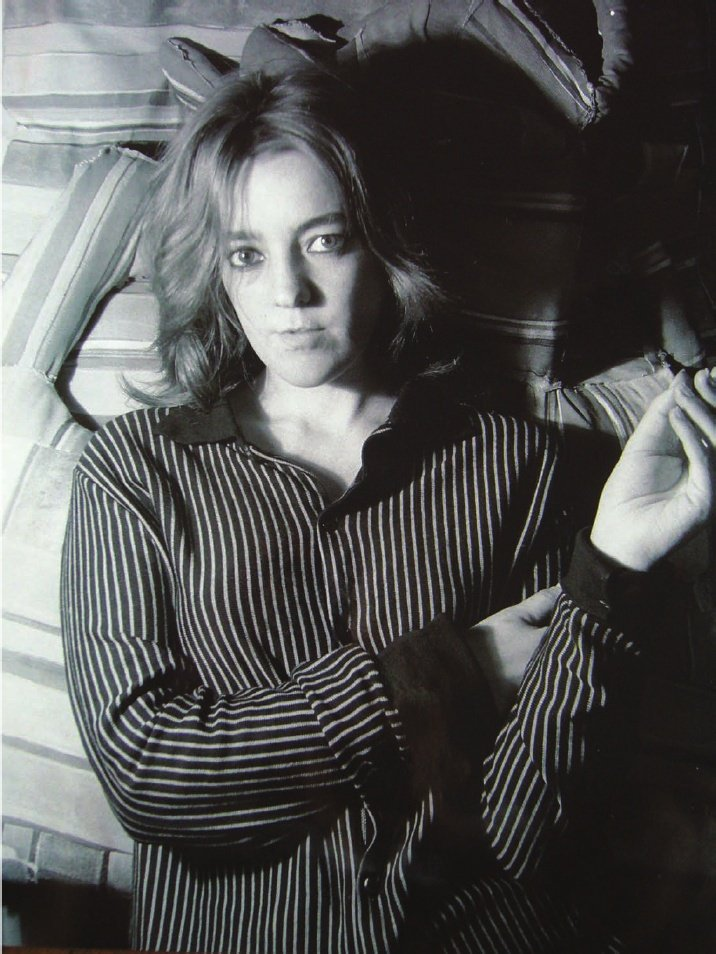
Retrato a la artista argentina Marta Minujín
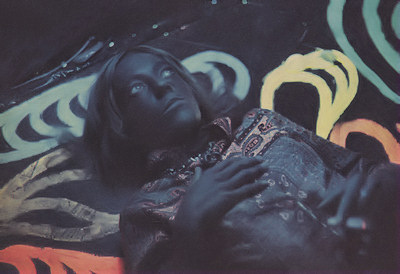
La artista argentina Marta Minujín durante una performance
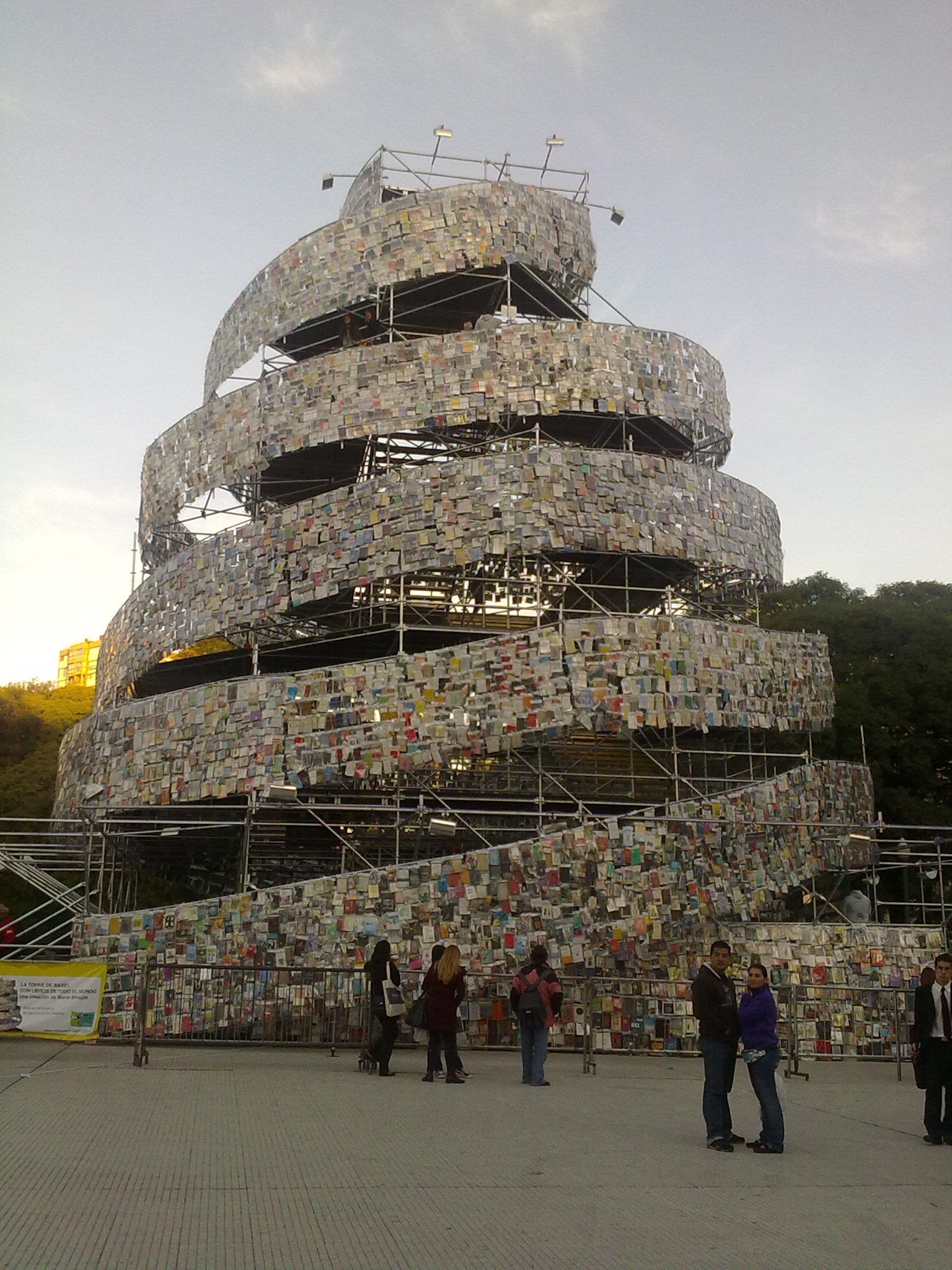
Instalación de Marta Minujín
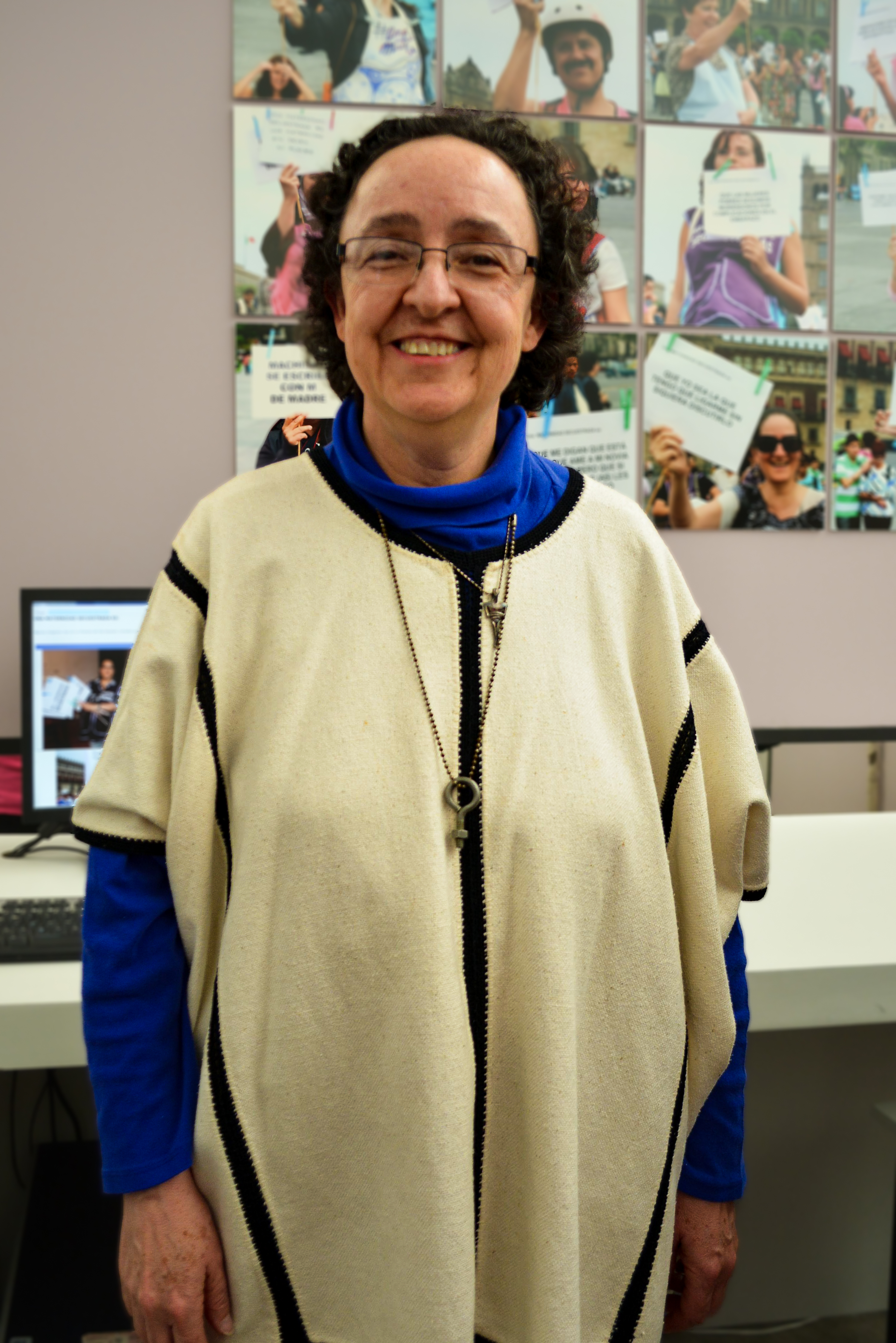
Retrato a la artista mexicana Mónica Mayer
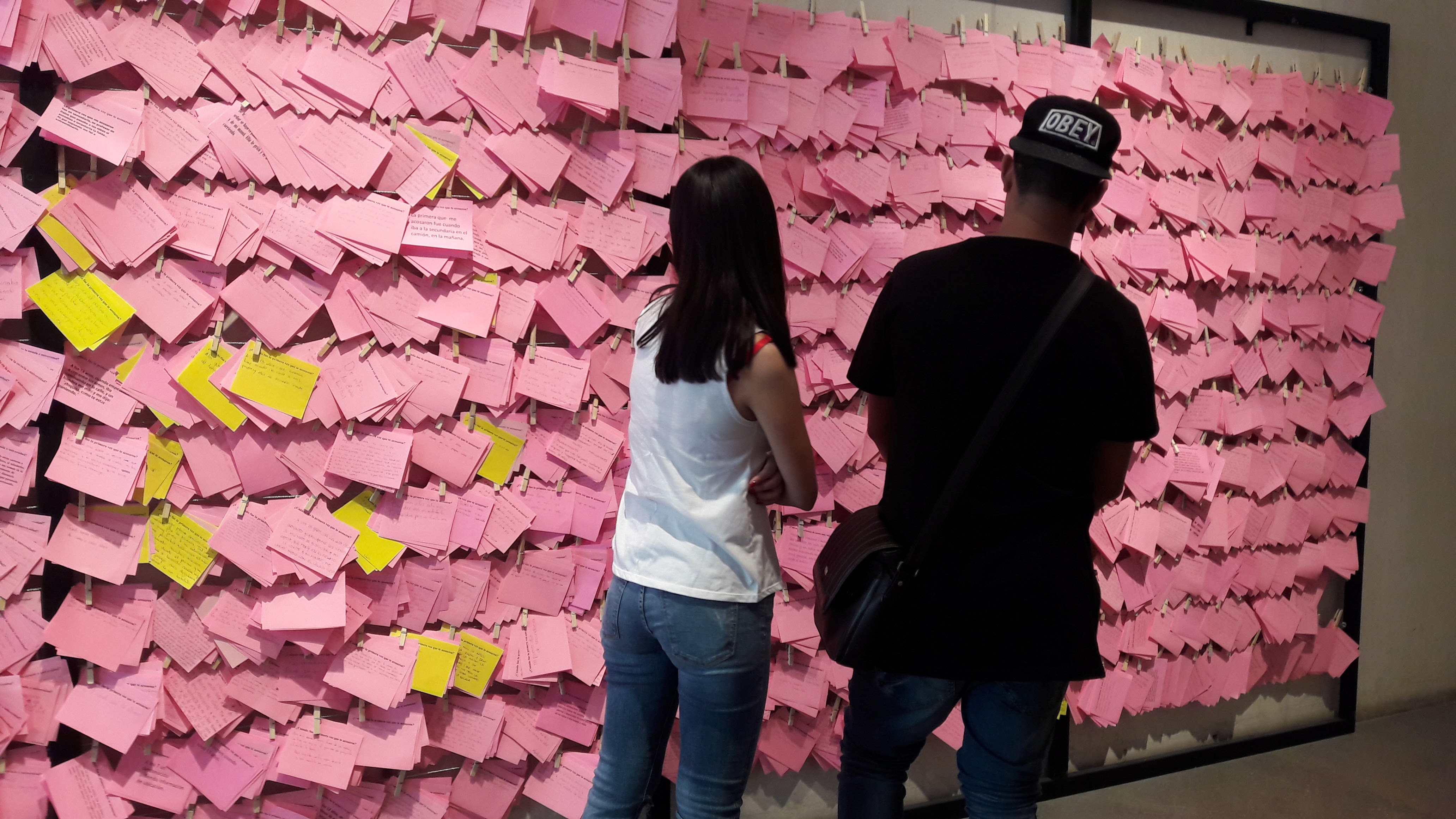
Reactivación de la obra de Mónica Mayer en el Museo Universitario de la Ciudad de México
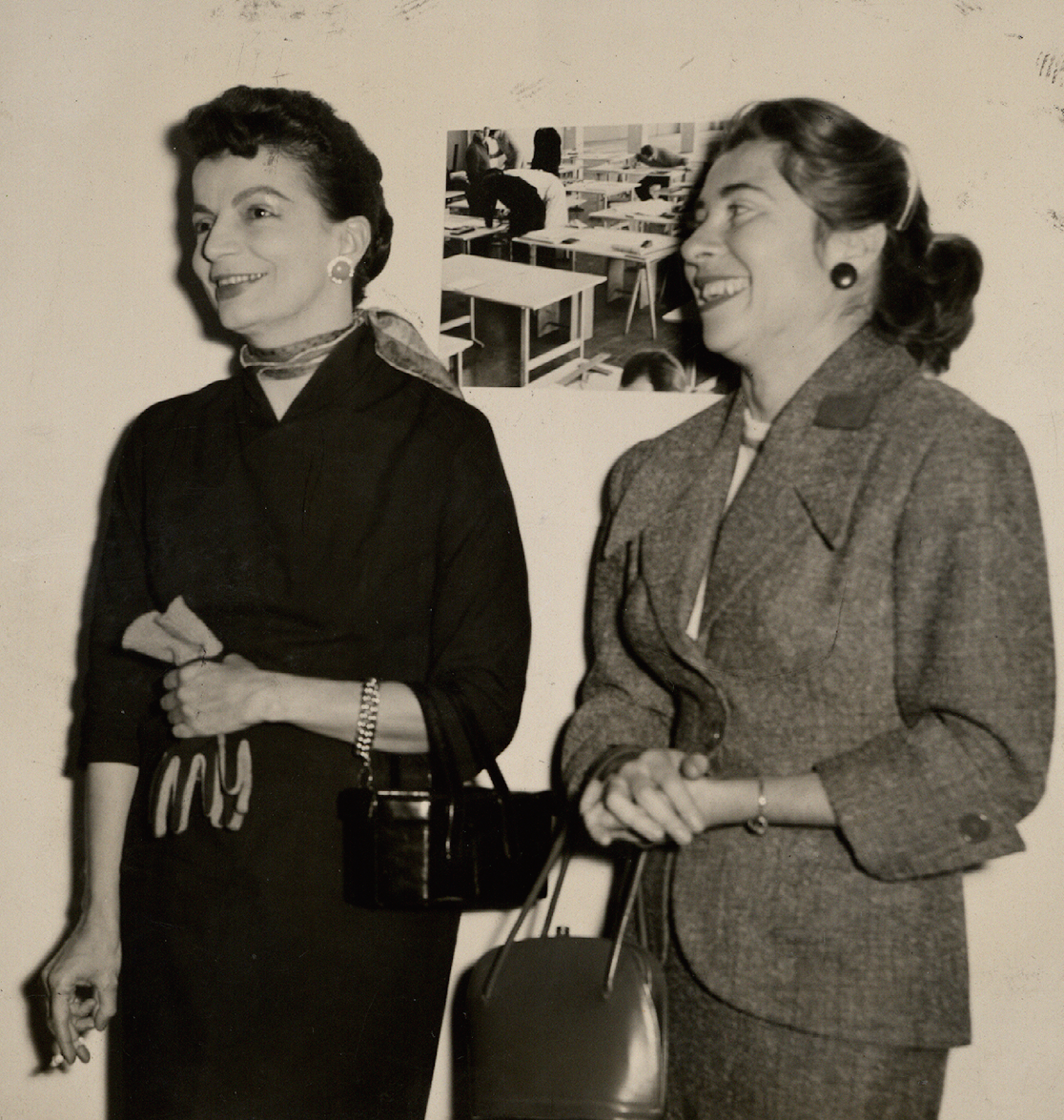
Retrato a la artista brasileña Lygia Clark
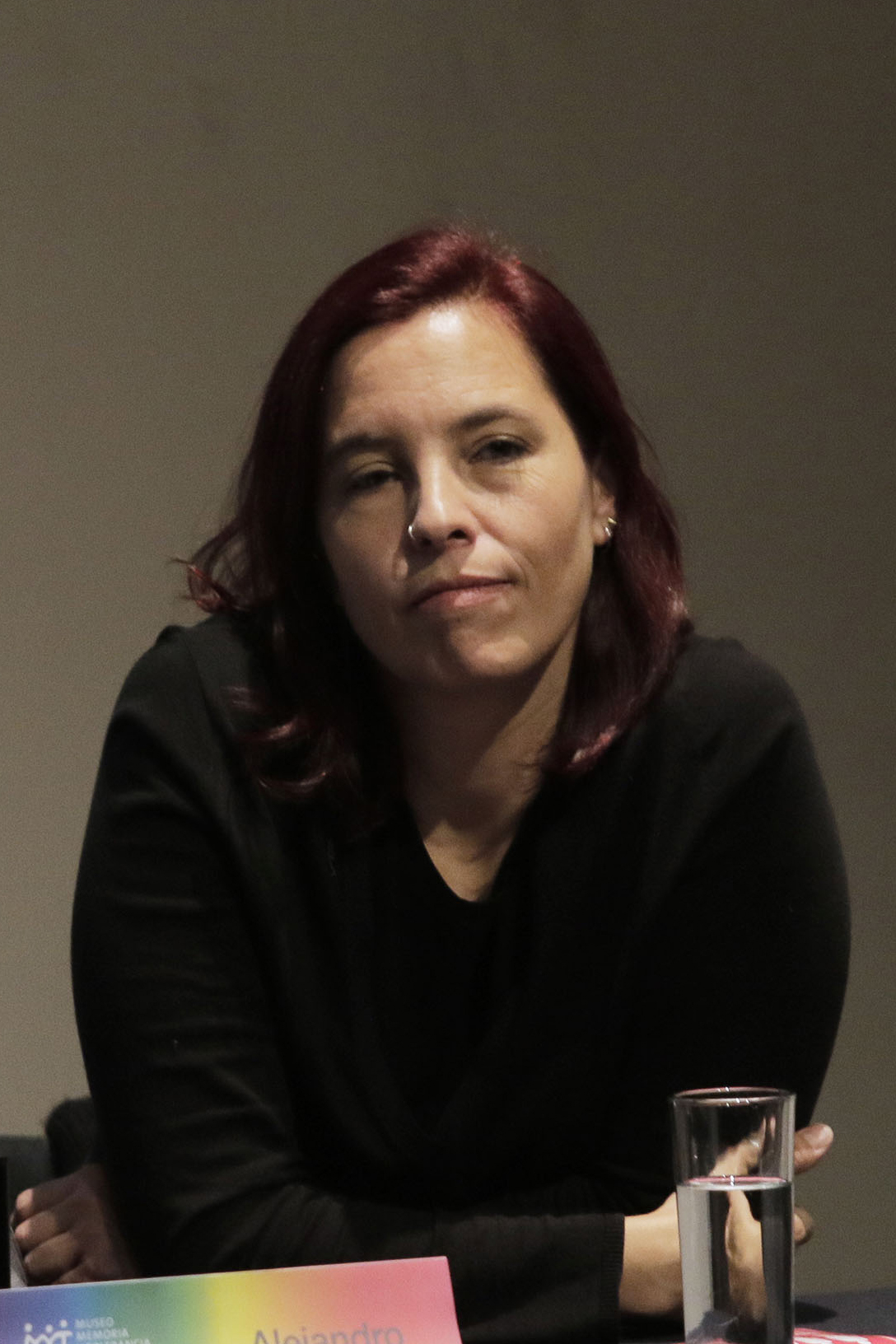
Retrato a la artista mexicana Lorena Wolffer
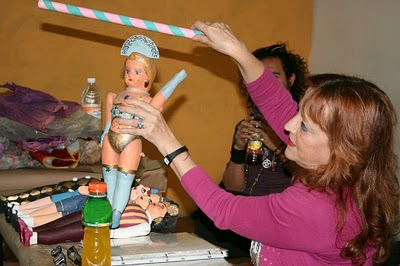
La artista mexicana María Eugenia Chellet en su taller de Muñecas Lupe

### Años 1990

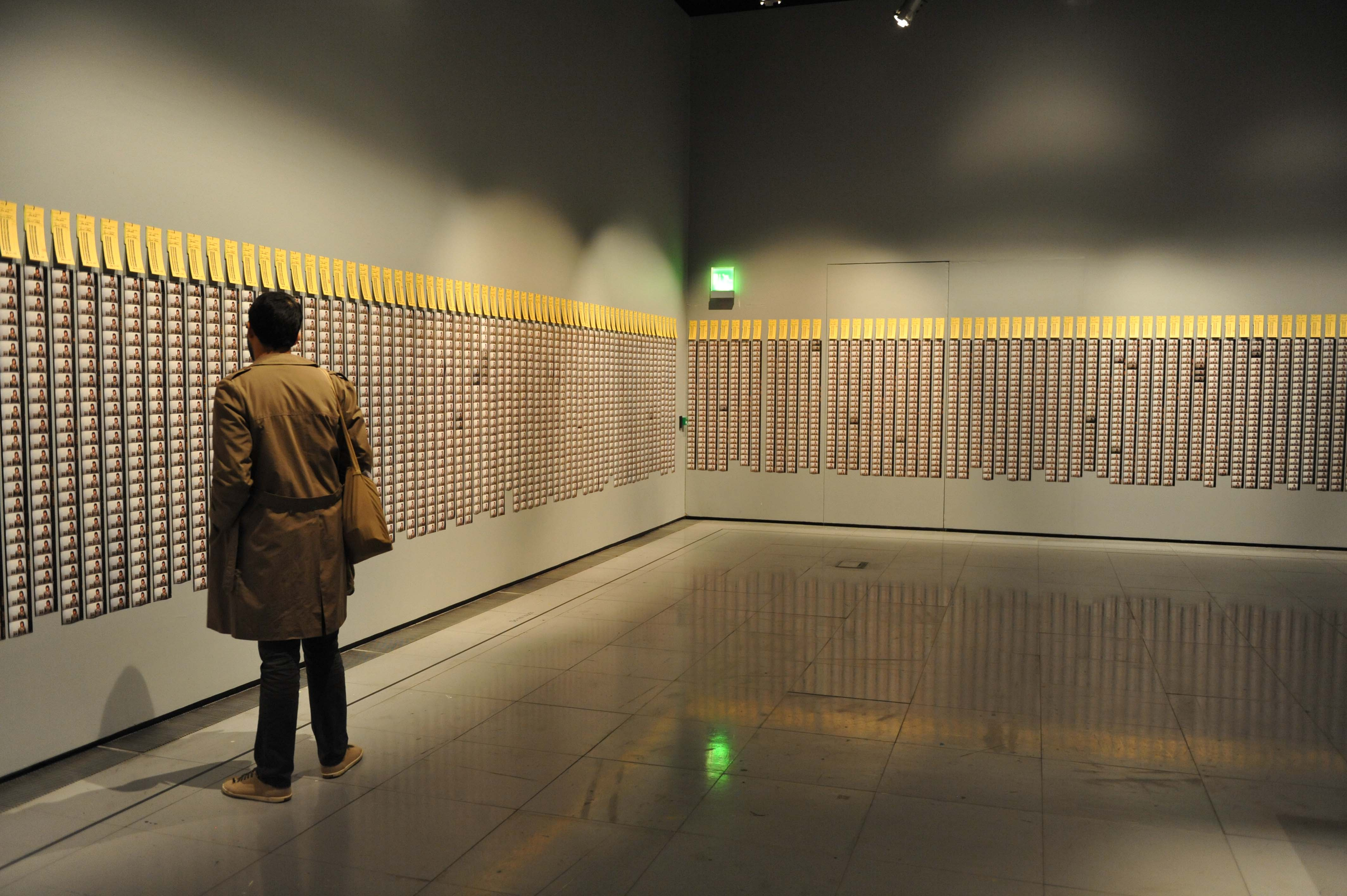
Exposición del artista chino Tehching Hsieh con documentación de sus primeras performances

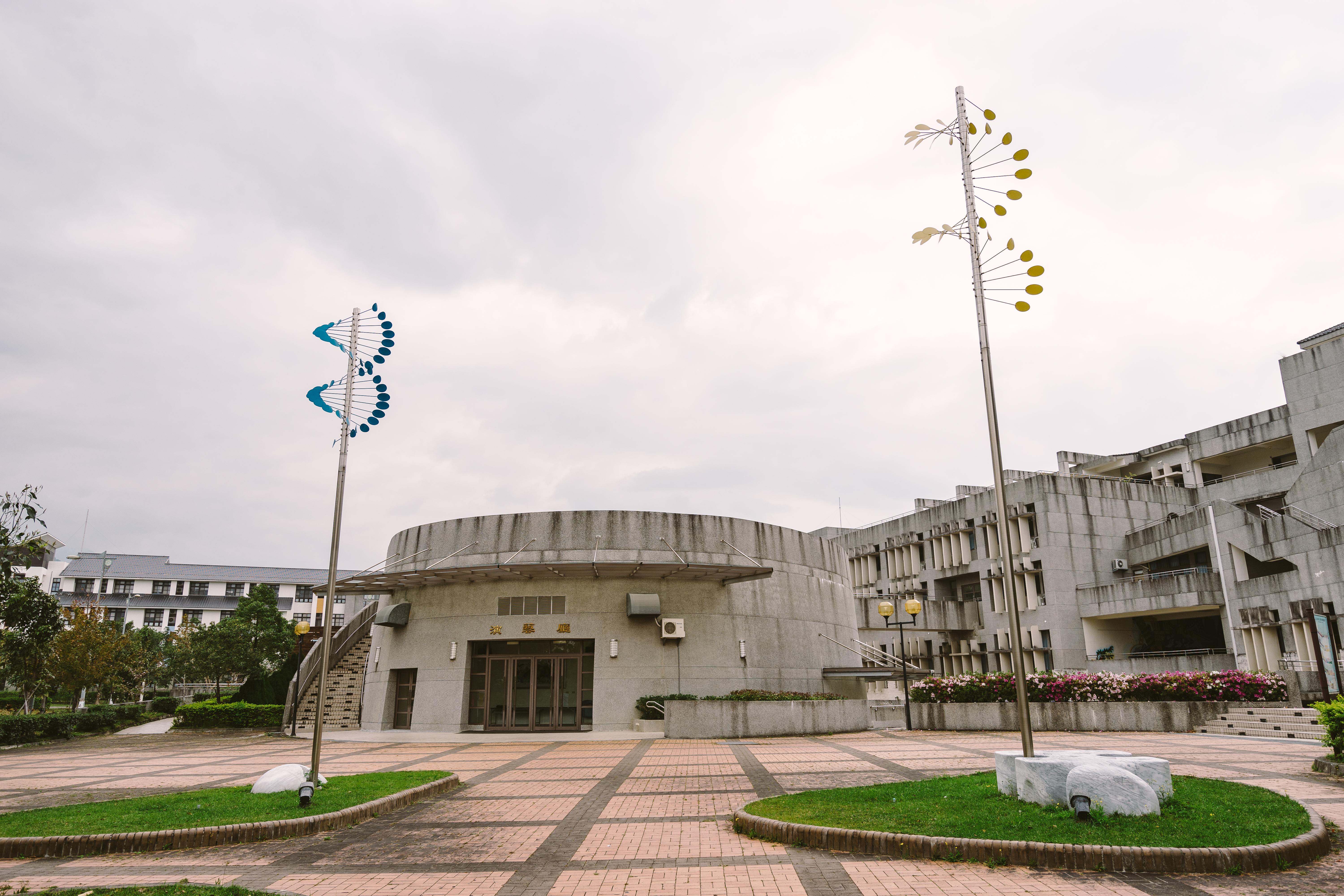
Museo y centro especializado en arte de performance en Taitung University

La década de los noventa es un momento de ausencia en la performance europea clásica, por lo que muchos artistas especializados en este arte permanecen en un perfil bajo, sin embargo de gran auge en Europa del Este. Por otro lado la performance latinoamericana continua en auge, así como la performance de contenido feminista. A tener en cuenta el gran apogeo de la disciplina en países asiáticos, ya motivados desde los orígenes de la danza Butō en los cincuenta, pero en esta década se profesionalizan y surgen nuevos artistas chinos con gran reconocimiento. La profesionalización también se observa con un gran incremento de exposiciones dedicadas al performance y la apertura de la Bienal de Arte de Venecia a la performance, donde desde entonces varios artistas de esta disciplina han ganado el León de Oro como Anne Imhof, Regina José Galindo o Santiago Sierra.

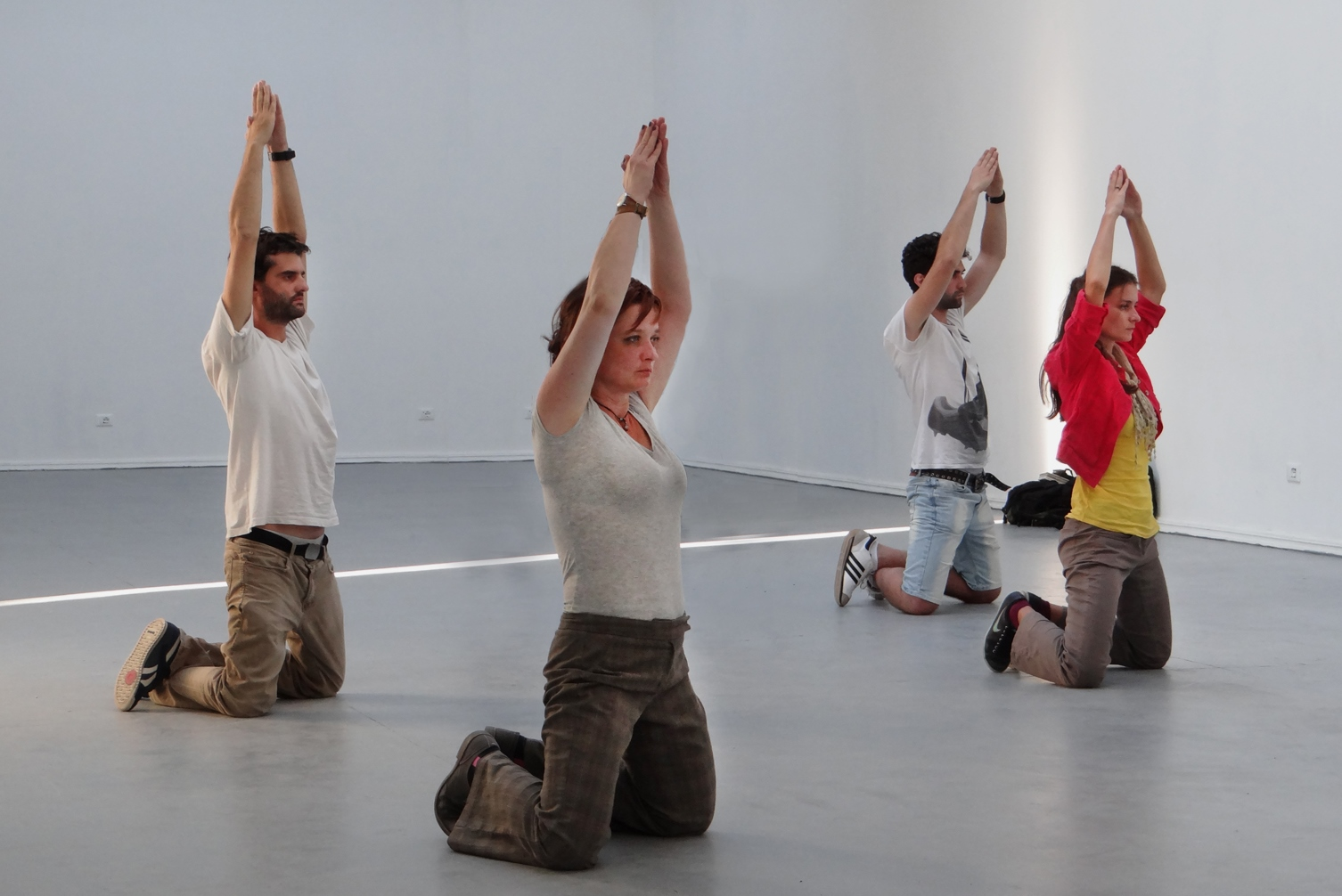
Performance en el Pabellón de Rumania en la Bienal de Venecia

#### Performance desde el contexto político
Mientras el bloque soviético se disolvía, algunas performances prohibidas empezaron a expandirse. Jóvenes artistas de todo el antiguo bloque del Este, incluida Rusia, se volcaron en la performance. Las artes escénicas aparecieron más o menos al mismo tiempo y se reforzaron en Cuba, el Caribe y China. «En estos contextos, la performance se convirtió en una nueva voz crítica con una fuerza social similar a la de Europa Occidental, Estados Unidos y Sudamérica en los años sesenta y principios de los setenta. Debe enfatizarse que la erupción del arte performance en la década de 1990 en Europa del Este, China, Sudáfrica, Cuba y otros lugares nunca debe ser considerada secundaria o imitativa de Occidente».

#### Profesionalización de la performance
En el mundo occidental, en la década de 1990, la performance se incorpora en parte de la corriente cultural dominante. Así diferentes obras de performance, en vivo, en fotografía o mediante documentación empiezan a ser parte galerías y museos entendiendo la performance como forma artística, siendo admitida en los museos de arte y convirtiéndose en un tema museístico. No obstante hasta la siguiente década se produce una mayor institucionalización, incorporando piezas performativas a todas las colecciones museísticas e incluso dedicando grandes exposiciones y retrospectivas en los museos más importante como la Tate Modern en Londres, el MoMA en Nueva York o el Centro Pompidou en París. A partir de 1990 se incrementó notablemente la invitación de artistas relacionados con la performance en importantes bienales de arte como la Bienal de Venecia, la Bienal de Sao Paulo y la Bienal de Lyon.

#### Performance en China
A finales de 1990 se reconoció la importancia del arte contemporáneo y de la performance china a nivel internacional, al ser incluidos 19 artistas chinos en la Bienal de Venecia. El arte performance en China y su historia ha crecido desde 1970 debido al interés entre arte, proceso y tradición de la cultura china, pero siendo conocido y con gran auge a partir de los 90. En China es parte de la educación en bellas artes y cada vez es más popular. A principios de la década de 1990, el arte performance chino ya era aclamado en la escena artística internacional.

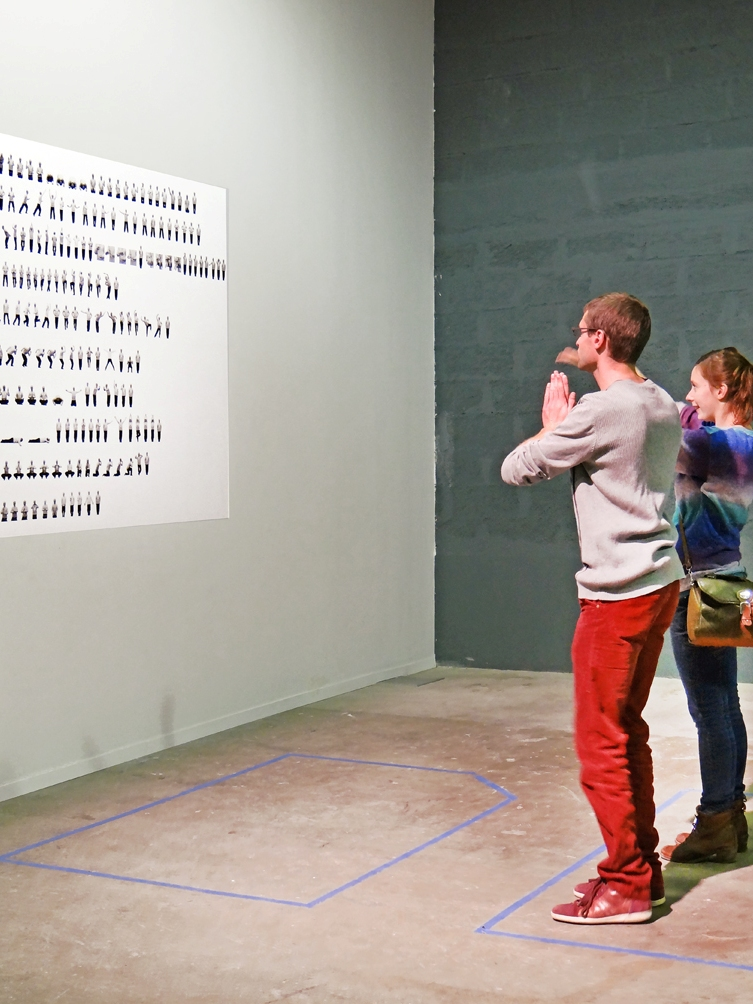
Performance en la Bienal de Lyon
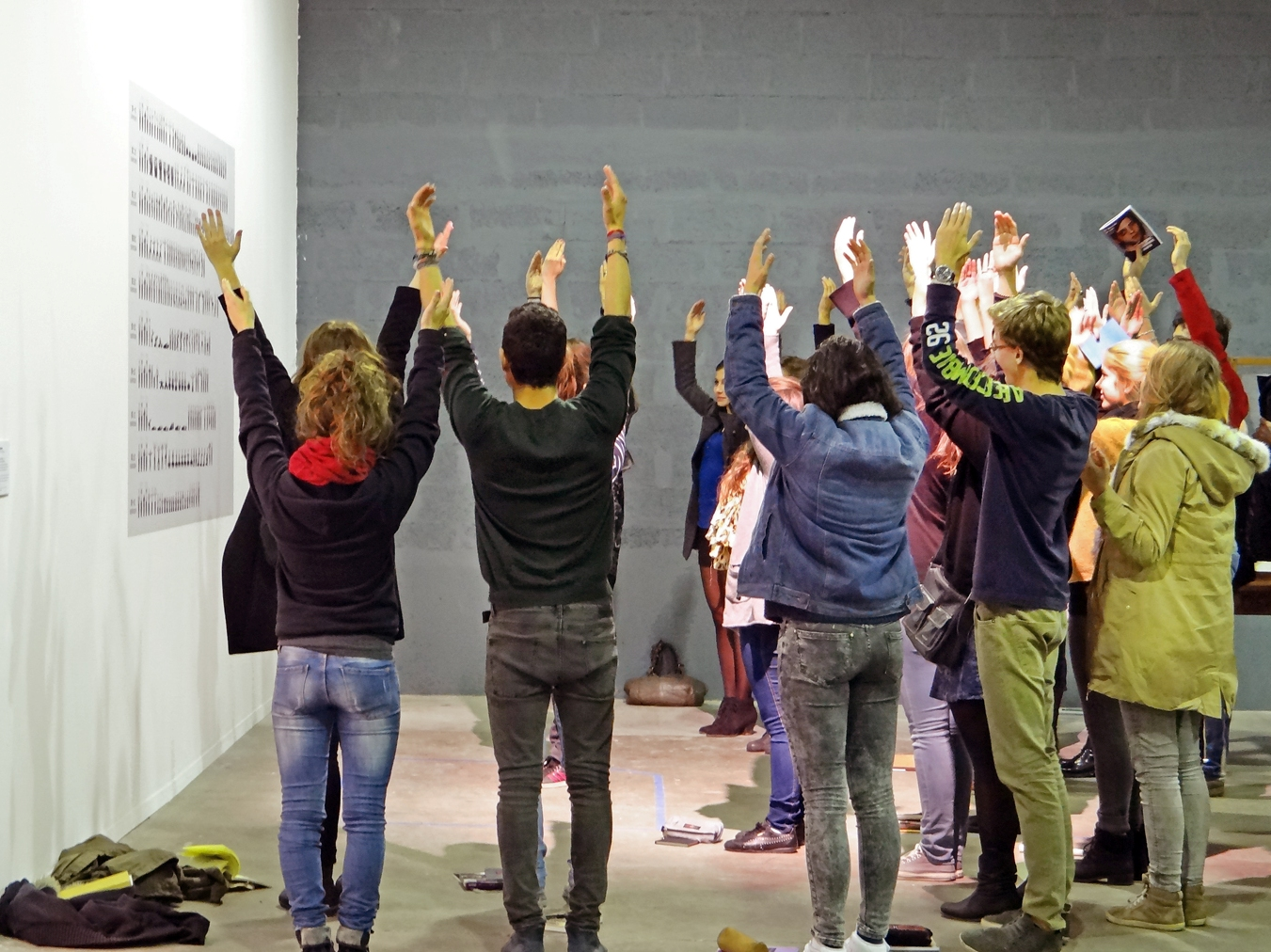
Performance en la Bienal de Lyon
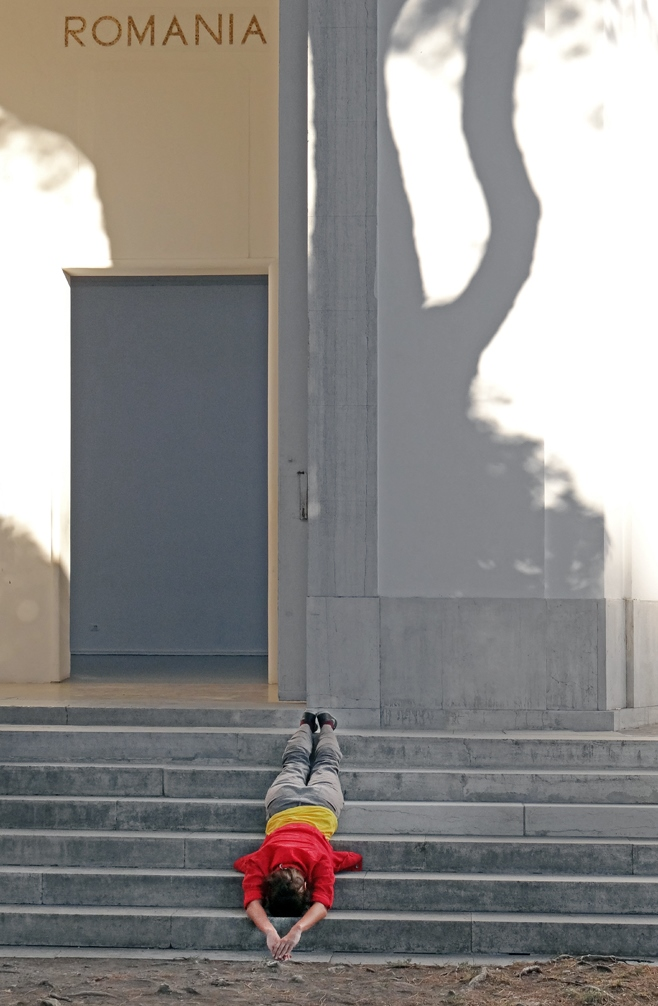
Performance en la entrada del Pabellón de Rumania en la Bienal de Venecia
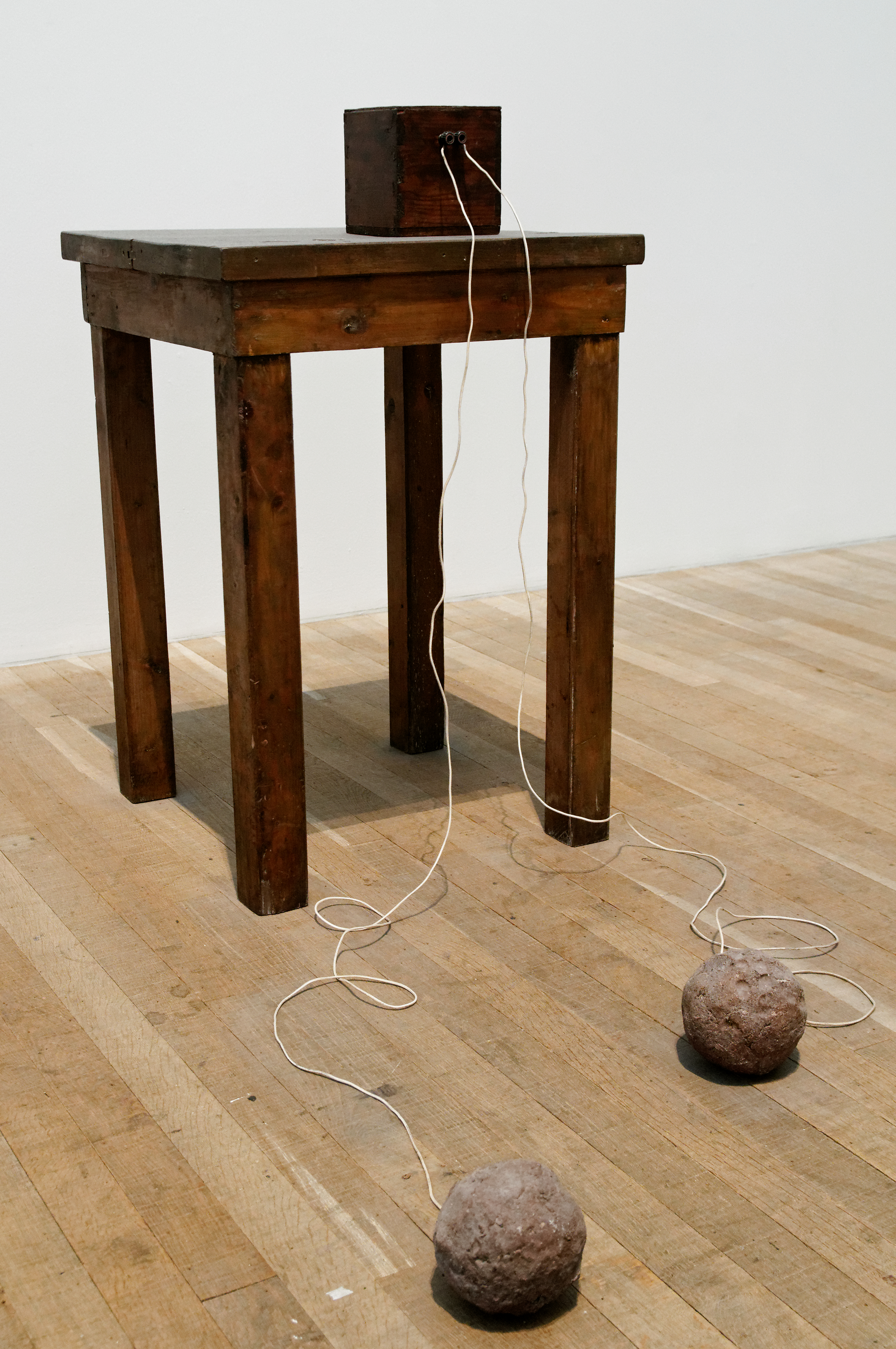
Instalación performativa de Joseph Beuys en la Tate Modern de Londres
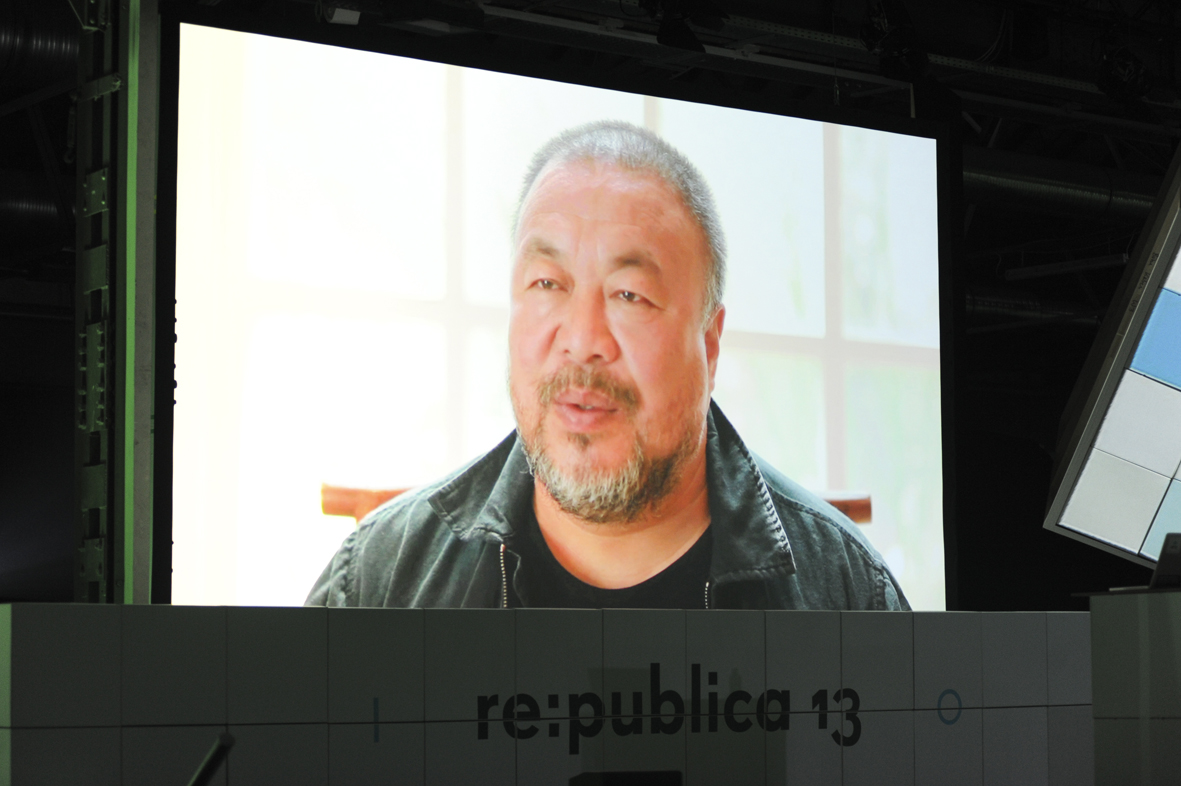
Videoinstalación con el artista chino Ai Weiwei
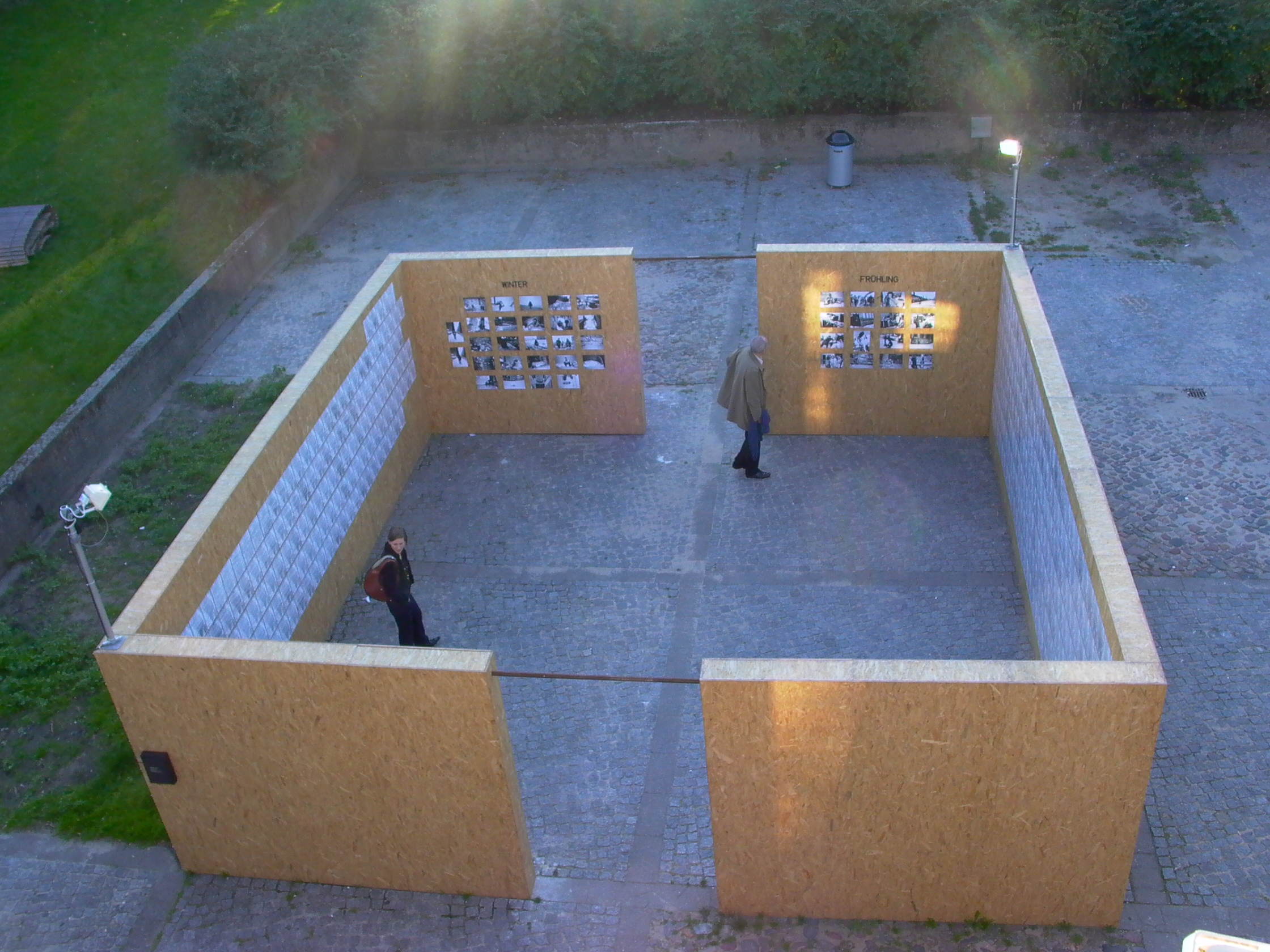
Exposición de Tehching Hsieh en el centro de Nueva York
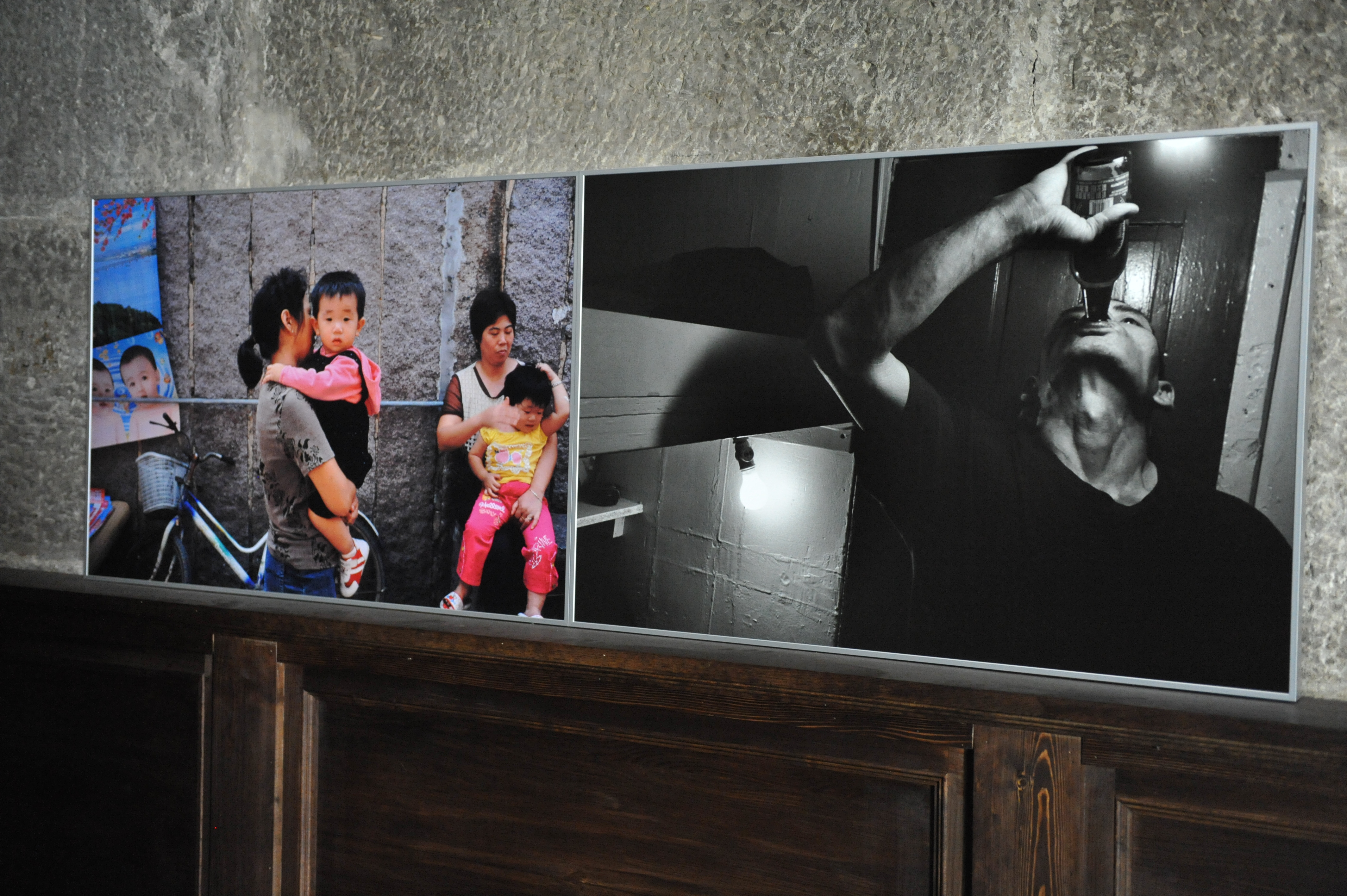
Pabellón de China en la Bienal de Venecia
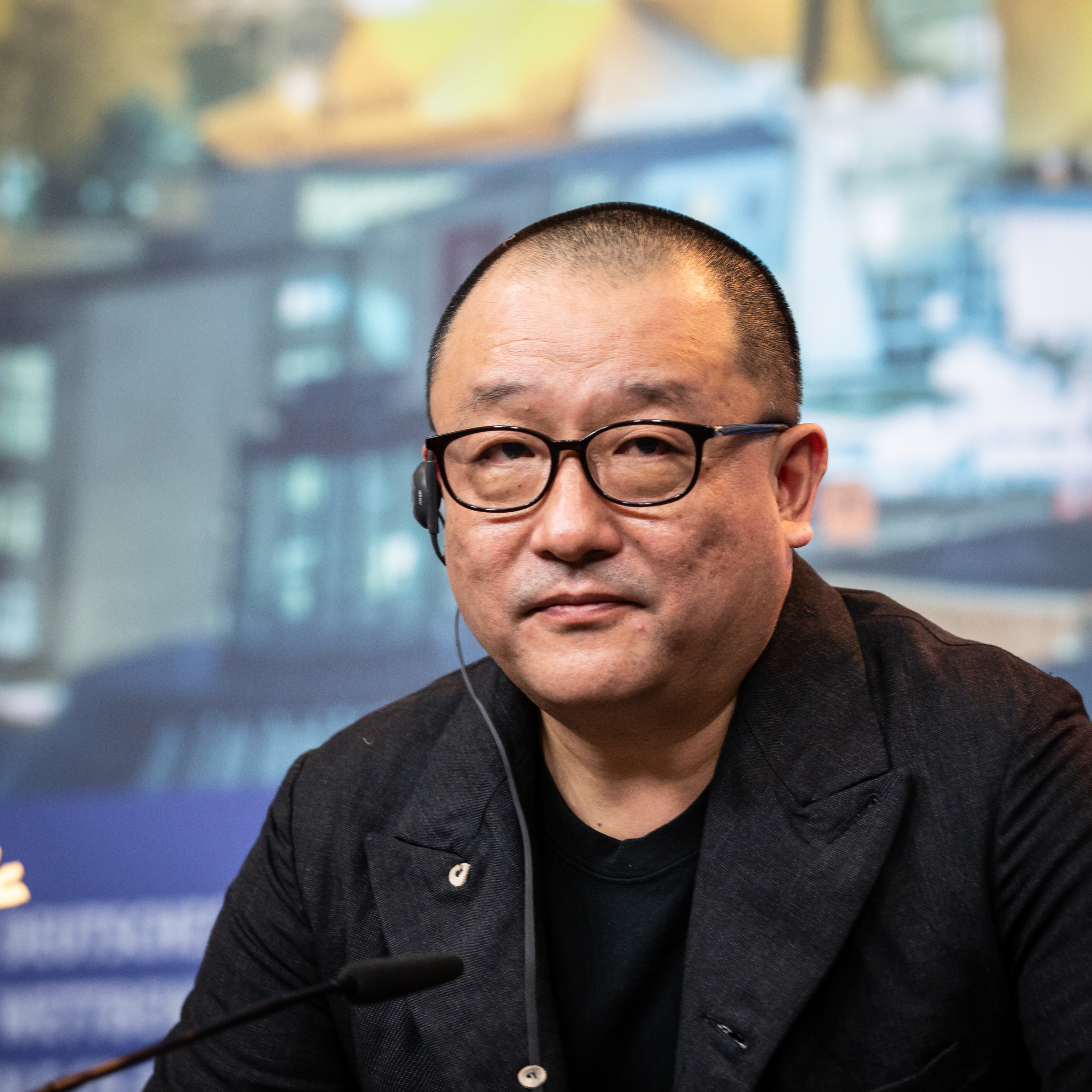
Retrato de Wang Xiao-shuai
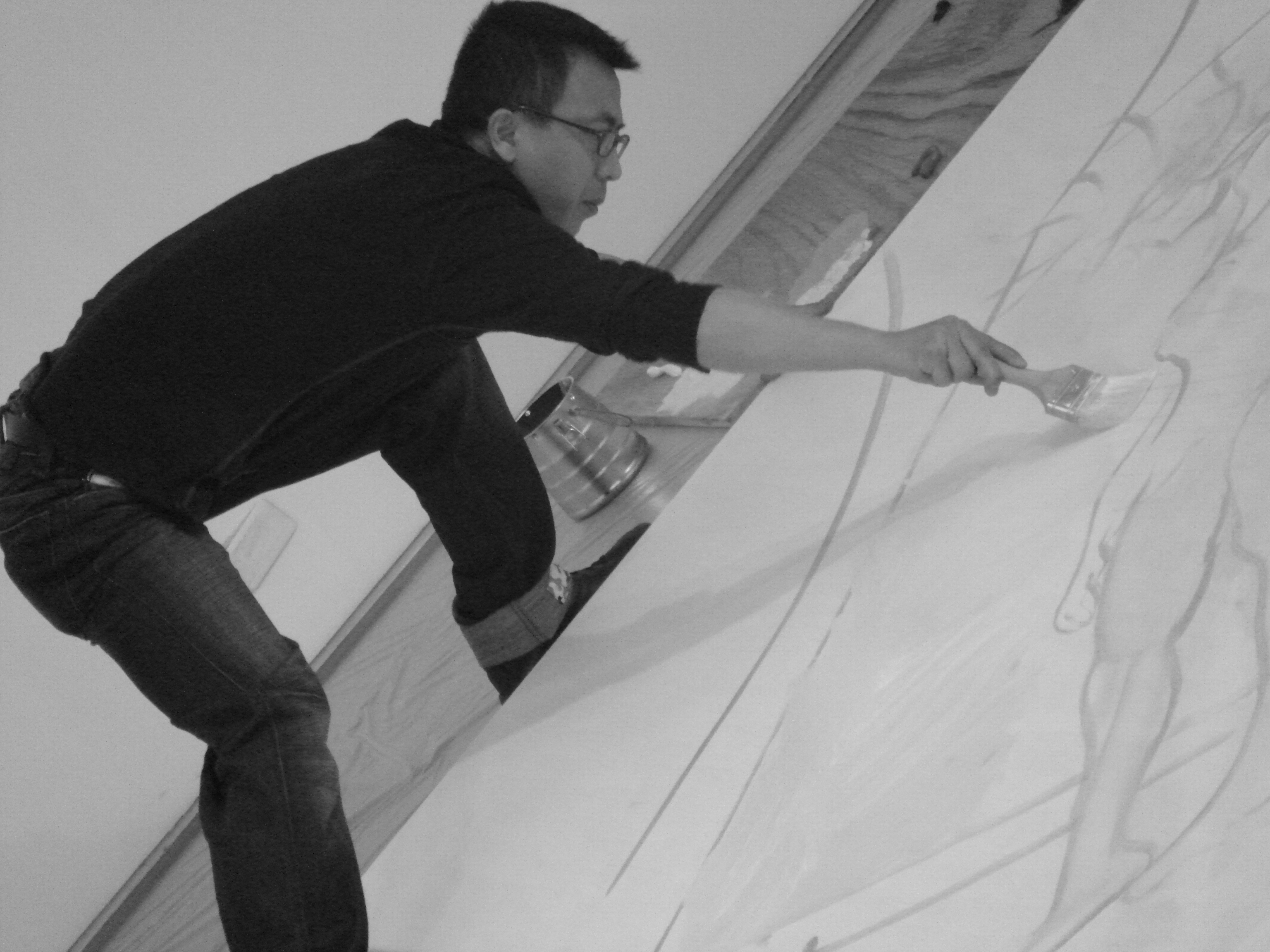
Liu Xiaodong durante una performance

### Desde los años 2000

#### Performance New Media

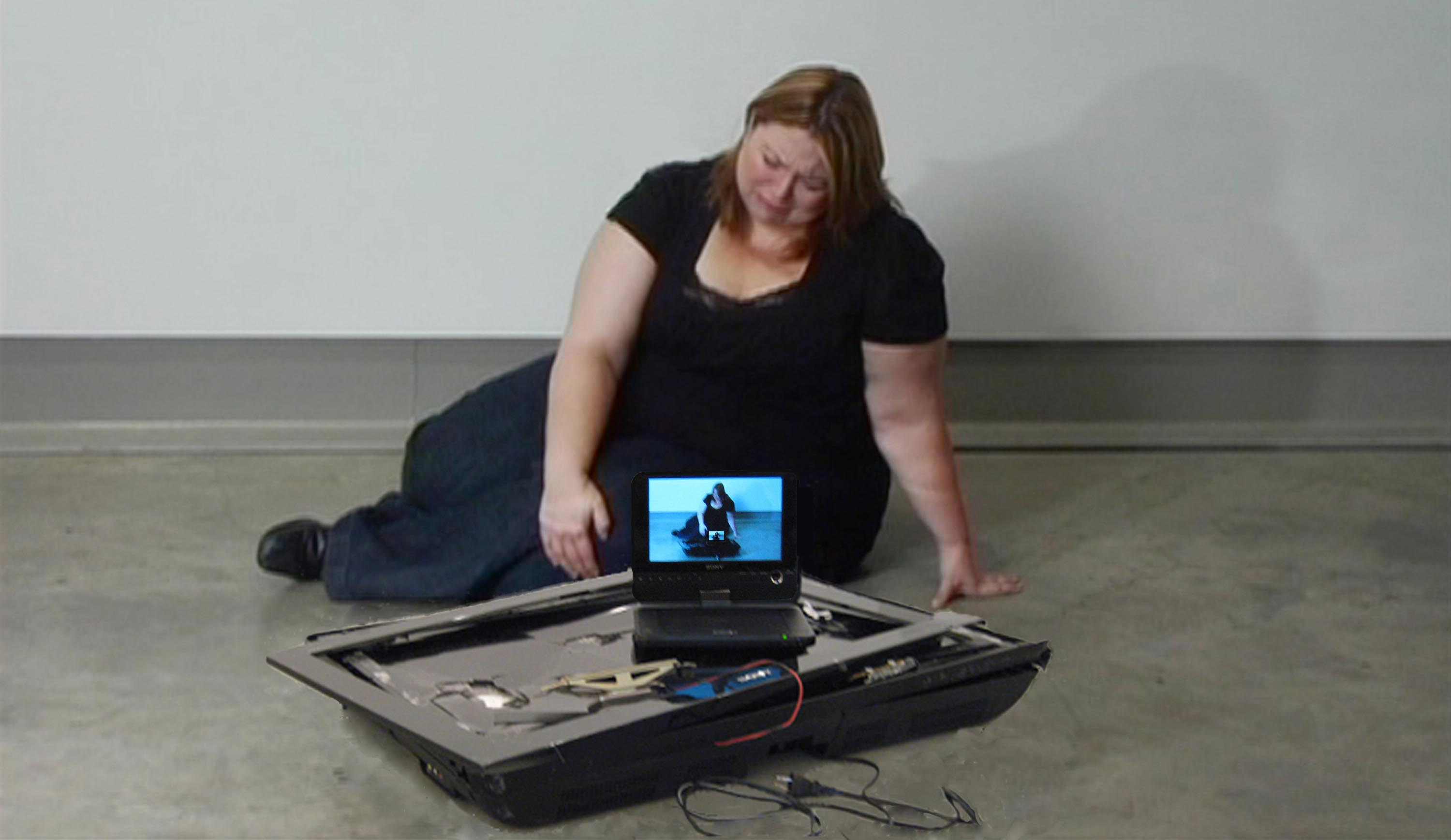
Performance relacionada con new media desarrollada en 2009

A finales de la década de 1990 y hasta la década de 2000, varios artistas incorporaron tecnologías como el vídeo digital, la red, cámaras web, redes sociales y otros medios de transmisión digital en sus obras de arte performance. Artistas como Coco Fusco, Shu Lea Cheang y Prema Murthy, produjeron performances que llamaron la atención sobre el papel del género, la raza, el colonialismo y el cuerpo en relación con internet. Otros artistas, como Critical Art Ensemble, Electronic Disturbance Theater y Yes Men, utilizaron tecnologías digitales asociadas con el hacktivismo y el intervencionismo para plantear cuestiones políticas relativas a las nuevas formas de capitalismo y consumismo.
En la segunda mitad de la década comenzaron a desarrollarse obras de performance asistida por ordenador. Muchas de estas obras condujeron al desarrollo del arte algorítmico, el arte generativo y el arte robótico, en el que el propio ordenador, o un robot controlado por ordenador, se convierte en el intérprete.
Coco Fusco es una artista interdisciplinaria, escritora y curadora cubano-americana que vive y trabaja en Estados Unidos. Comenzó su carrera artística en 1988. Dentro de su obra, explora temas que se relacionan con la identidad, raza, género y poder a través del peformance. También realiza videos, instalaciones interactivas y escritura crítica.

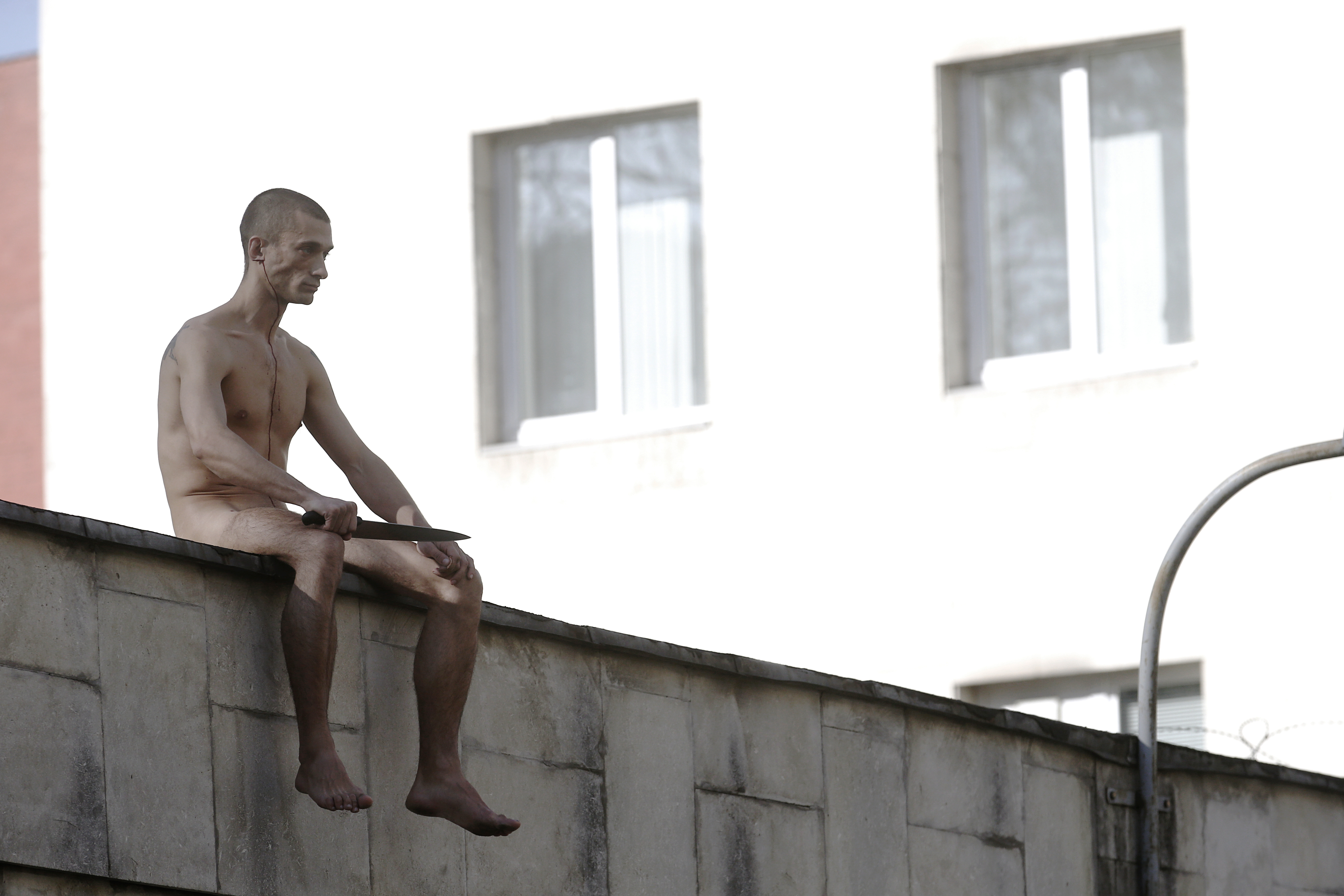
Piotr Pavlenski cortándose una oreja en una acción política en la Plaza Roja de Moscú

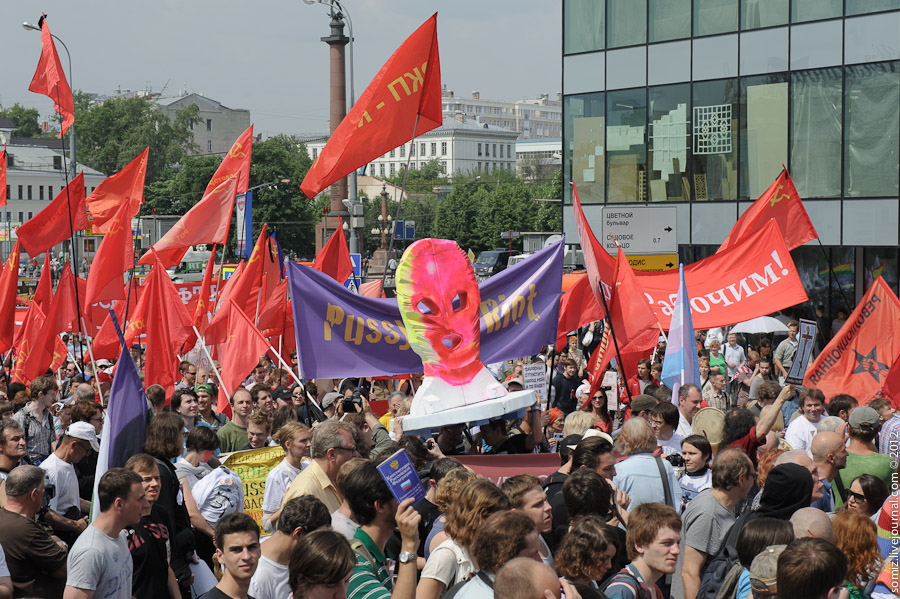
Protesta para la liberación de las Pussy Riot

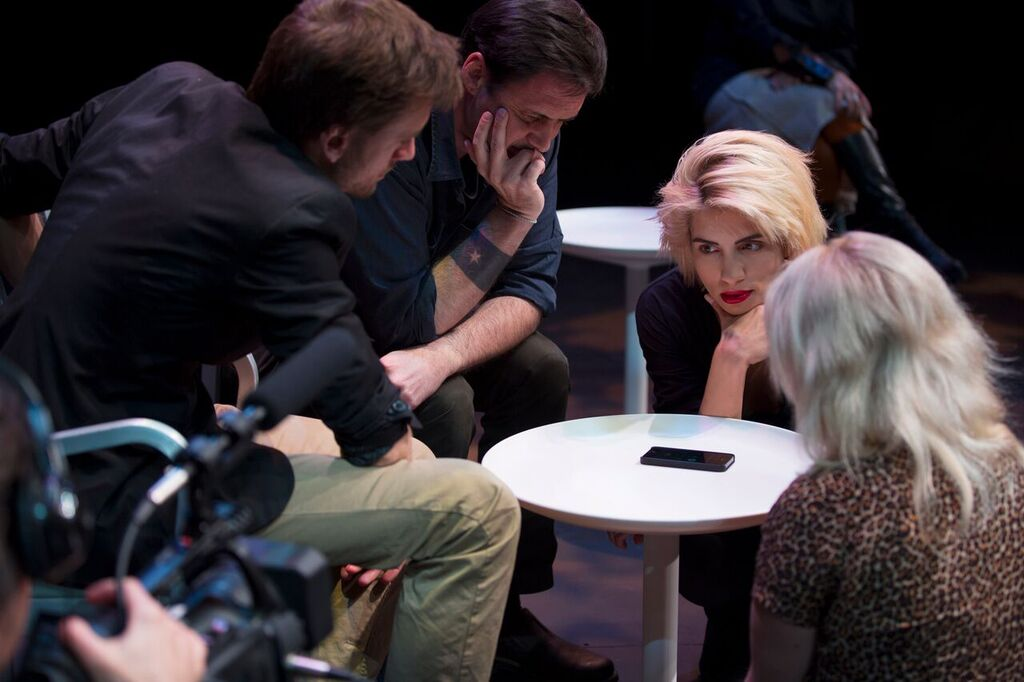
Pussy Riot dialogando durante una performance con Tania Bruguera

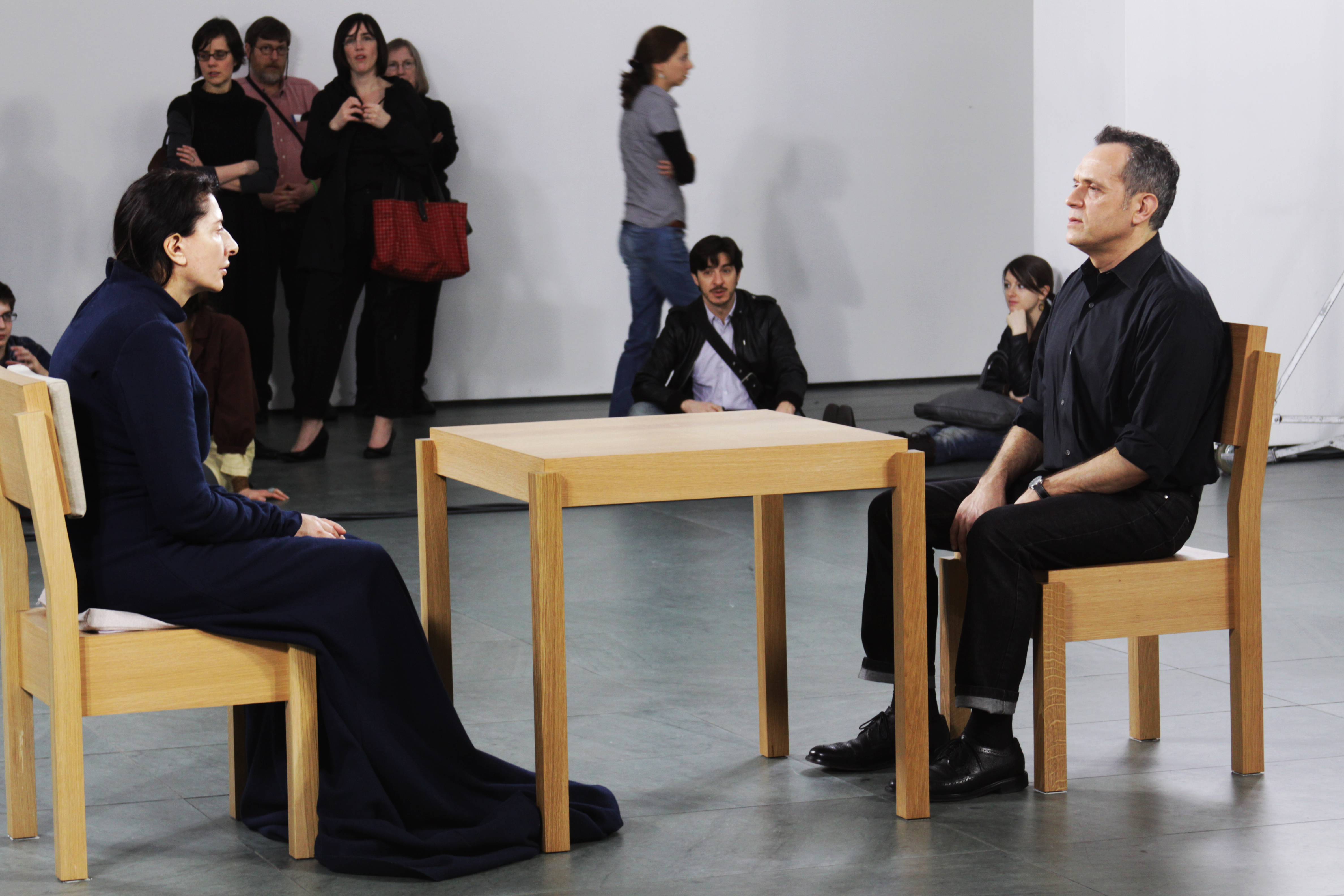
Marina Abramović interpretando The Artist Is Present, Museo de Arte Moderno, Nueva York, 2010

#### Performance radical
Durante la primera y segunda década de los años 2000, varios artistas son perseguidos, judicializados, detenidos o apresados por sus obras de contenido político. Artistas como Pussy Riot, Tania Bruguera o Piotr Pavlenski son juzgados por diferentes acciones artísticas creadas desde la intencionalidad de denuncia y visibilización.
El 21 de febrero de 2012, como parte de su protesta contra la reelección de Vladímir Putin, varias mujeres del colectivo artístico Pussy Riot entraron en la Catedral de Cristo Salvador de Moscú de la Iglesia ortodoxa rusa. Realizaron la señal de la cruz, reverencia ante el altar, y empezaron a interpretar una performance compuesta por una canción y una danza bajo el lema Madre de Dios, ¡Fuera Putin!. El 3 de marzo del mismo año fueron detenidas. El 3 de marzo de 2012, María Aliójina y Nadezhda Tolokónnikova, dos miembros de Pussy Riot, fueron arrestadas por las autoridades rusas y acusadas de vandalismo. Al principio, ambas negaron ser miembros del grupo e iniciaron una huelga de hambre en protesta por ser encarceladas y apartadas de sus hijos hasta el inicio del juicio en abril. El 16 de marzo otra mujer, Yekaterina Samutsévitch, que había sido antes interrogada como testigo del caso, fue igualmente arrestada y acusada. El 4 de julio se presentaron contra el grupo cargos formales y un escrito de acusación de 2800 páginas. Ese mismo día se les notificó que tenían de plazo para preparar su defensa hasta el 9 de julio. En respuesta, anunciaron una huelga de hambre alegando que dos días laborables era un plazo de tiempo inapropiado para preparar su defensa. El 21 de julio el tribunal amplió su prisión preventiva durante seis meses más. Las tres miembros detenidas de Pussy Riot son reconocidas como presas políticas por la Union of Solidarity with Political Prisoners. Amnistía Internacional las considera presas de conciencia por «la severidad de la respuesta de las autoridades rusas».
En diciembre de 2014 Tania Bruguera fue detenida en La Habana para evitar que realizara nuevas obras reivindicativas. Sus performances le han valido duras críticas, incluso ha sido acusada de promover resistencia y desorden público. En diciembre de 2015 y enero del 2016, Bruguera estuvo detenida por haber organizado un performance público en la Plaza de la Revolución de La Habana. Fue detenida con otros artistas, activistas y periodistas cubanos que participaron en la campaña Yo También Exijo, la cual se creó luego de las declaraciones de Raúl Castro y Barack Obama a favor de restaurar relaciones diplomáticas. Durante el performance El Susurro de Tatlin #6 puso un micrófono y parlantes en la Plaza de la Revolución para que los cubanos pudieran expresar sus sentimientos con respecto a este nuevo clima político. El evento tuvo alta repercusión el los medios a nivel internacional, incluyendo una presentación del Susurro de Tatlin #6 en Times Square, y una acción donde varios artistas e intelectuales se expresaron a favor de la liberación de Bruguera enviando una carta abierta a Raúl Castro firmada por miles de personas alrededor del mundo pidiendo que la devolución de su pasaporte y reclamando la injusticia penal, ya que ella simplemente le dio un micrófono a la gente para que diera su opinión.
En noviembre de 2015 y octubre de 2017 Piotr Pavlenski fue detenido por realizar una performance radical consistente en incendiar, en primer lugar la entrada del Edificio Lubianka, sede del Servicio Federal de Seguridad de Rusia, y en segundo lugar una sucursal del Banco Nacional de Francia. En ambas ocasiones roció la puerta principal con gasolina, en la segunda performance también el interior, y le prendió fuego con un mechero. Las puertas del edificio se quemaron parcialmente. En ambas acciones Pavlenski fue detenido después sin resistencia, y acusado de libertinaje. Unas cuantas horas después de las acciones, aparecieron videos en internet con una reivindicación artística y política.

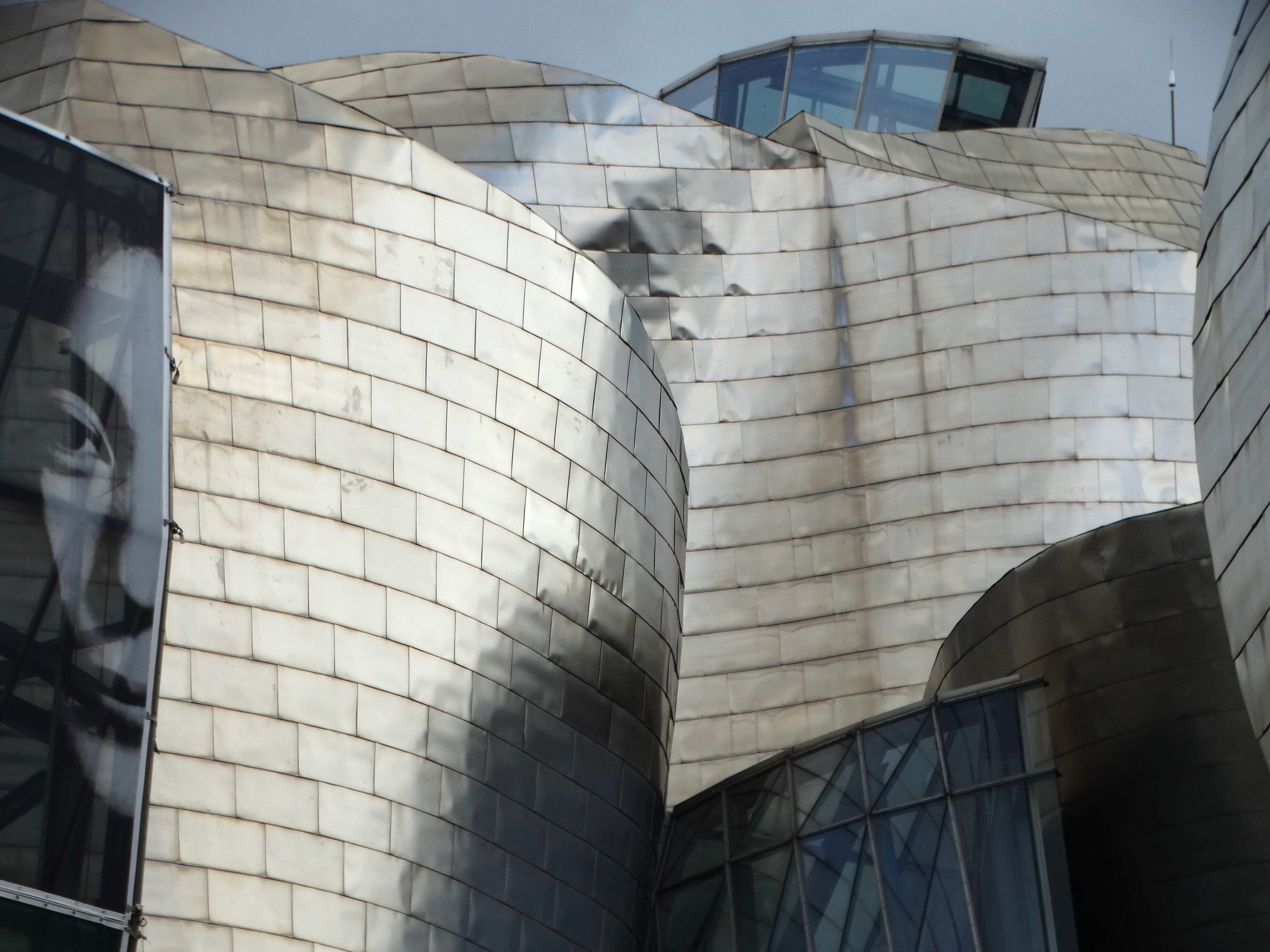
Fachada del Museo Guggenheim Bilbao con la imagen de la exposición retrospectiva dedicada a Yoko Ono

#### Institucionalización del arte performance
Desde los años 2000, grandes museos, instituciones y colecciones apuestan por el arte performance. Desde enero de 2003, la Tate Modern de Londres tiene un programa de arte y performance. Con exposiciones de artistas como Tania Bruguera o Anne Imhof. En 2012 se inauguraron The Tanks at Tate Modern: los primeros espacios dedicados a la performance, el cine y la instalación en un importante museo de arte moderno y contemporáneo.
El Museo de Arte Moderno de Nueva York realizó una importante muestra retrospectiva de la obra de la artista serbia Marina Abramović, la mayor exposición de arte performance de la historia del MoMA, del 14 de marzo al 31 de mayo de 2010. La exposición estaba conformada por más de veinte piezas de la artista, desarrolladas en su mayor parte entre 1960 y 1980. Muchas de las obras fueron reactivadas por otros artistas jóvenes de múltiples nacionalidades seleccionados para la muestra. De forma paralela a la exposición, Abramović interpretó la obra La artista está presente (The Artist is Present en inglés), una pieza estática y silenciosa de 736 horas y 30 minutos, en la que su cuerpo permanecía sentado e inmóvil en el atrio del museo, invitando a los espectadores a sentarse frente a ella. La obra es una reproducción actualizada de una de las piezas de 1970, mostradas en la exposición, donde Abramović permanecía sentada durante jornadas completas junto al que era, por entonces su compañero sentimental, Ulay. La performance atrajo a rostros conocidos como Björk, Orlando Bloom y James Franco que participaron en la misma y obtuvo gran repercusión en los medios.
El Museo de Arte Moderno de Bogotá también dedicó muestras expositivas con la artista colombiana María José Arjona, o a la artista mexicana Teresa Margolles.

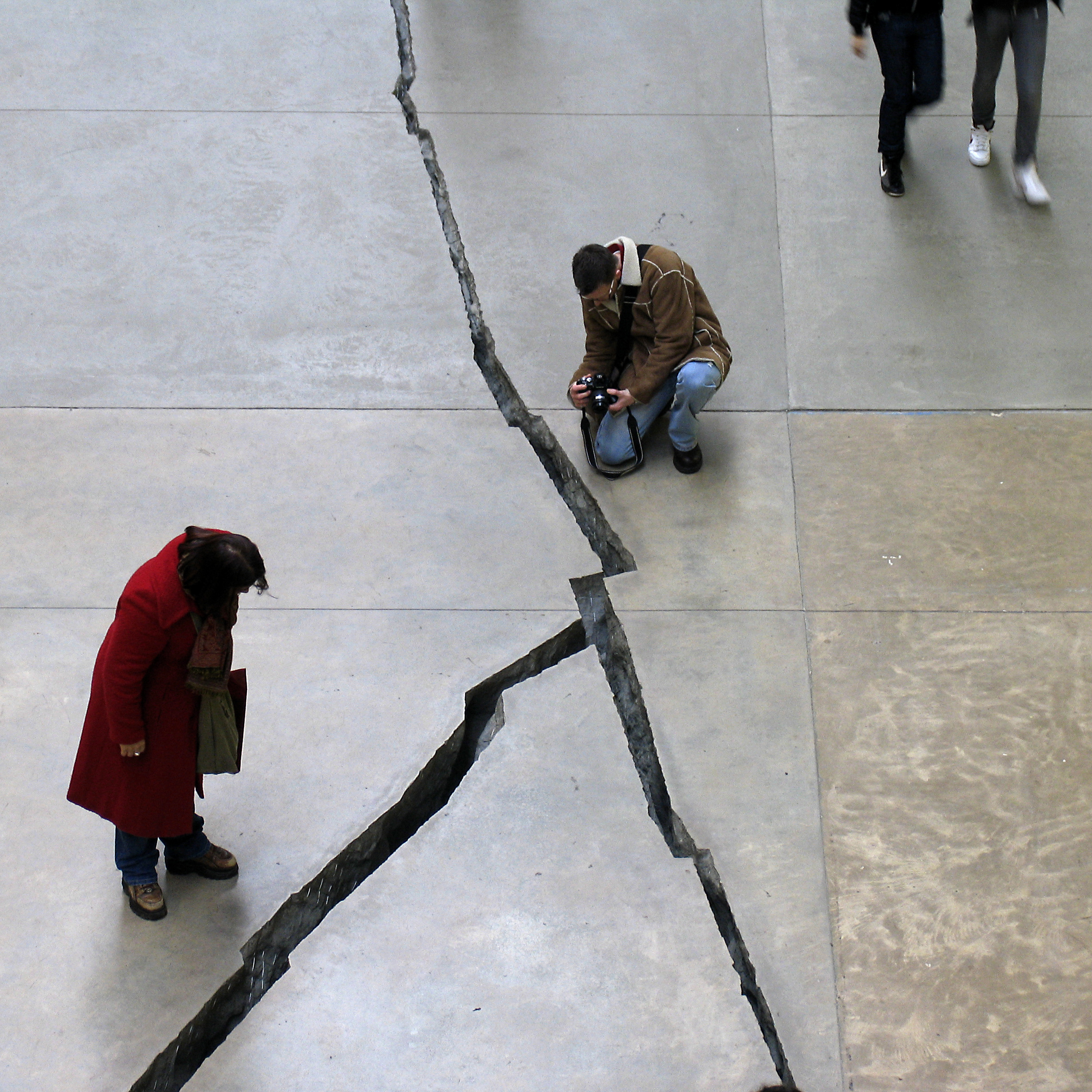
Obra de Doris Salcedo en la Tate Modern de Londres
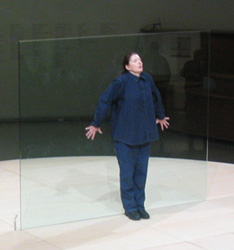
Marina Abramović durante sus siete performance en Seven Easy Pieces (2005), en el Museo Solomon R. Guggenheim
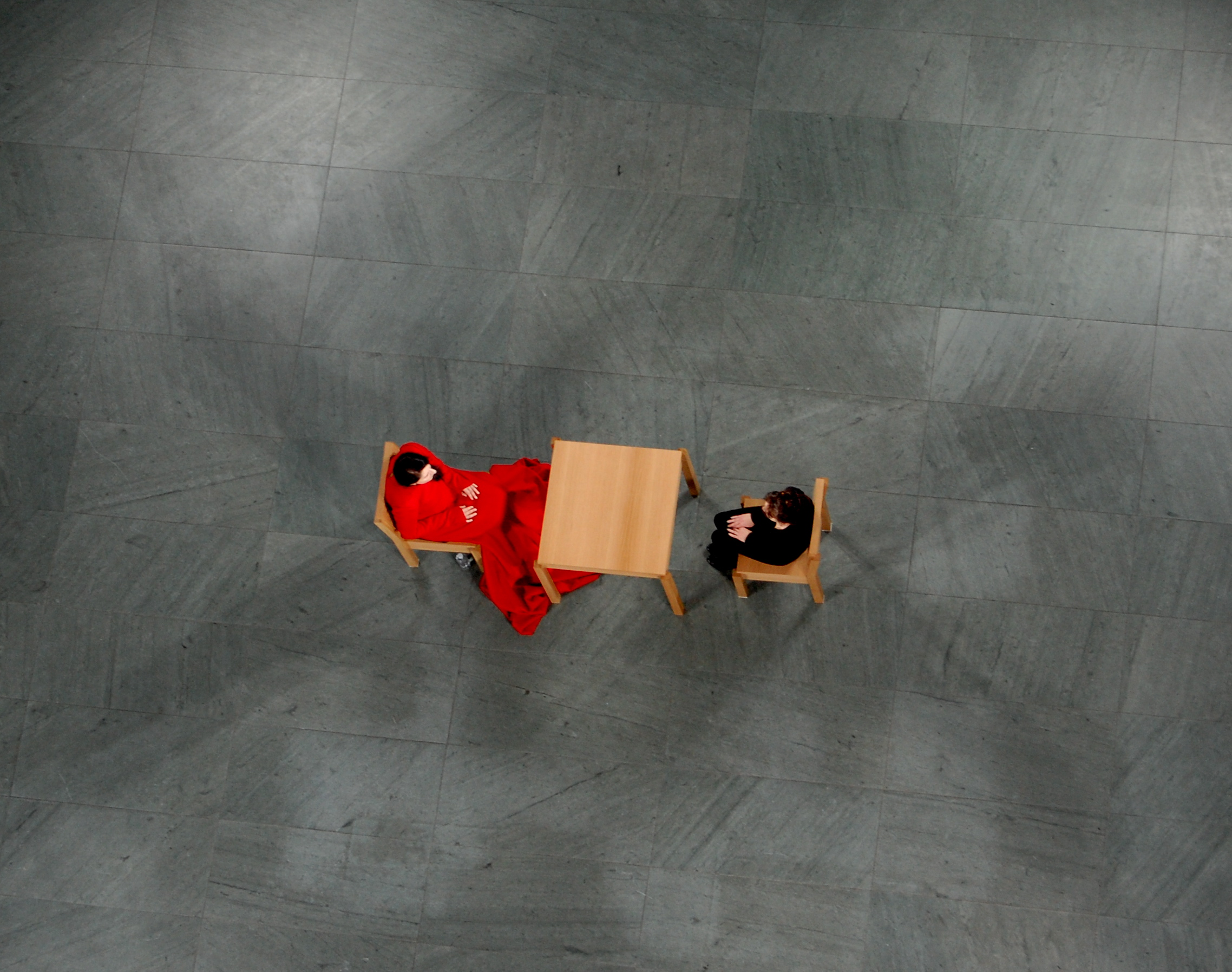
Plano cenital de la performance La artista está presente en el Museo de Arte Moderno de Nueva York
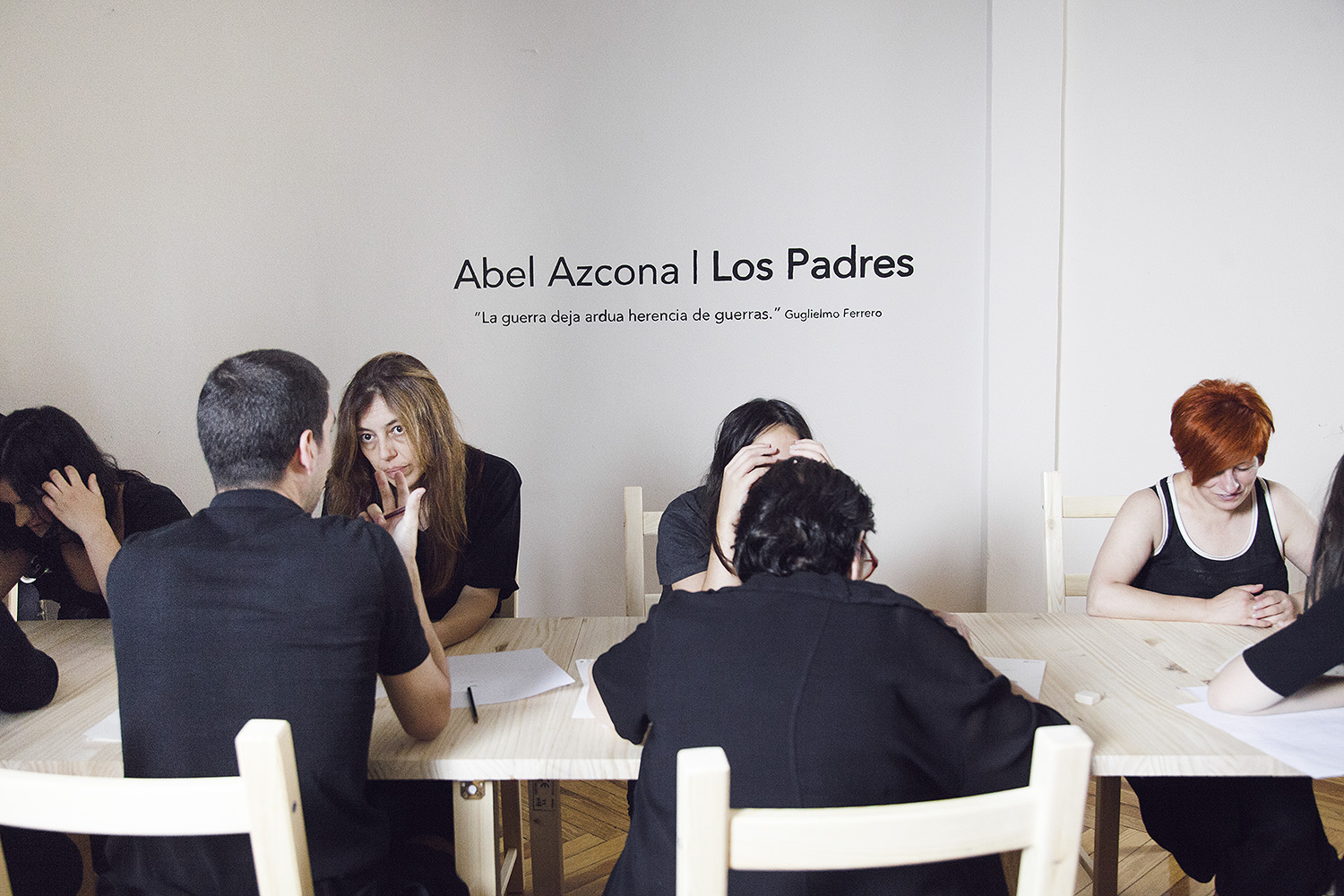
Obra Los padres en la exposición retrospectiva dedicada al artista en el Museo de Arte Contemporáneo de Bogotá
Obra de Marina Abramović reproducida para retrospectiva en Bologna, Italia
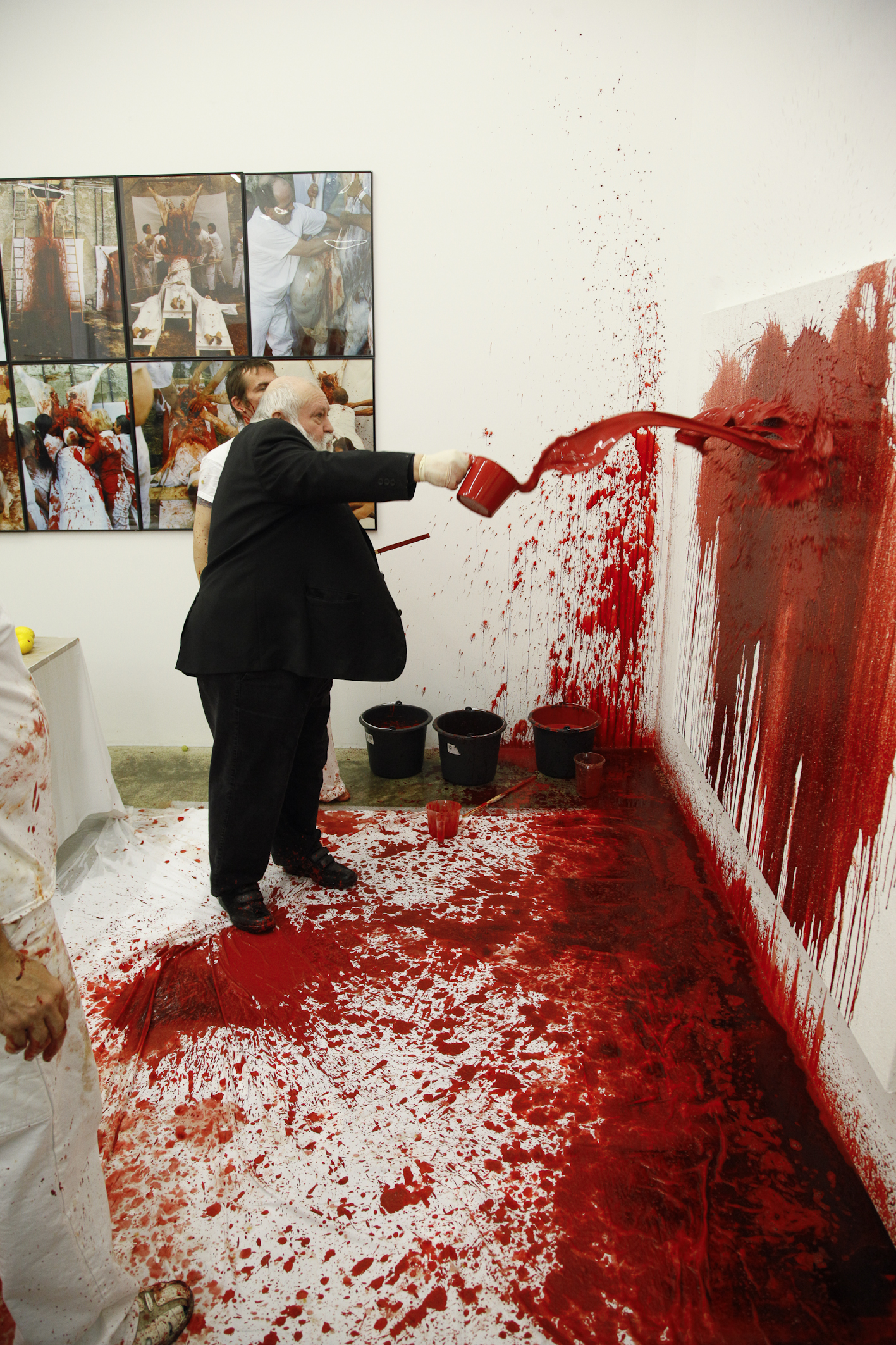
Hermann Nitsch realizando una performance en su museo homónino (2009)
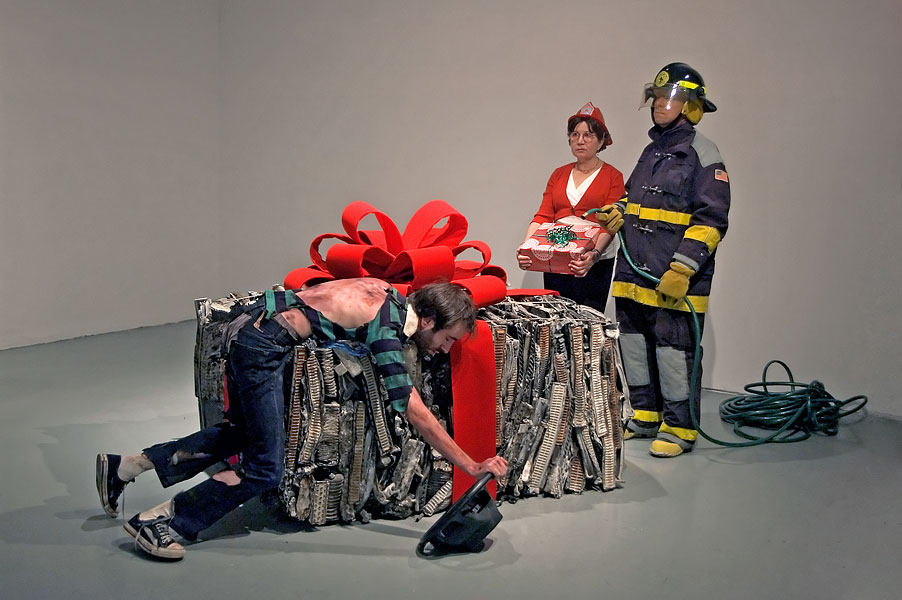
Performance de Bryan Zanisnik, de nombre When I Was a Child I Caught a Fleeting Glimpse, 2009
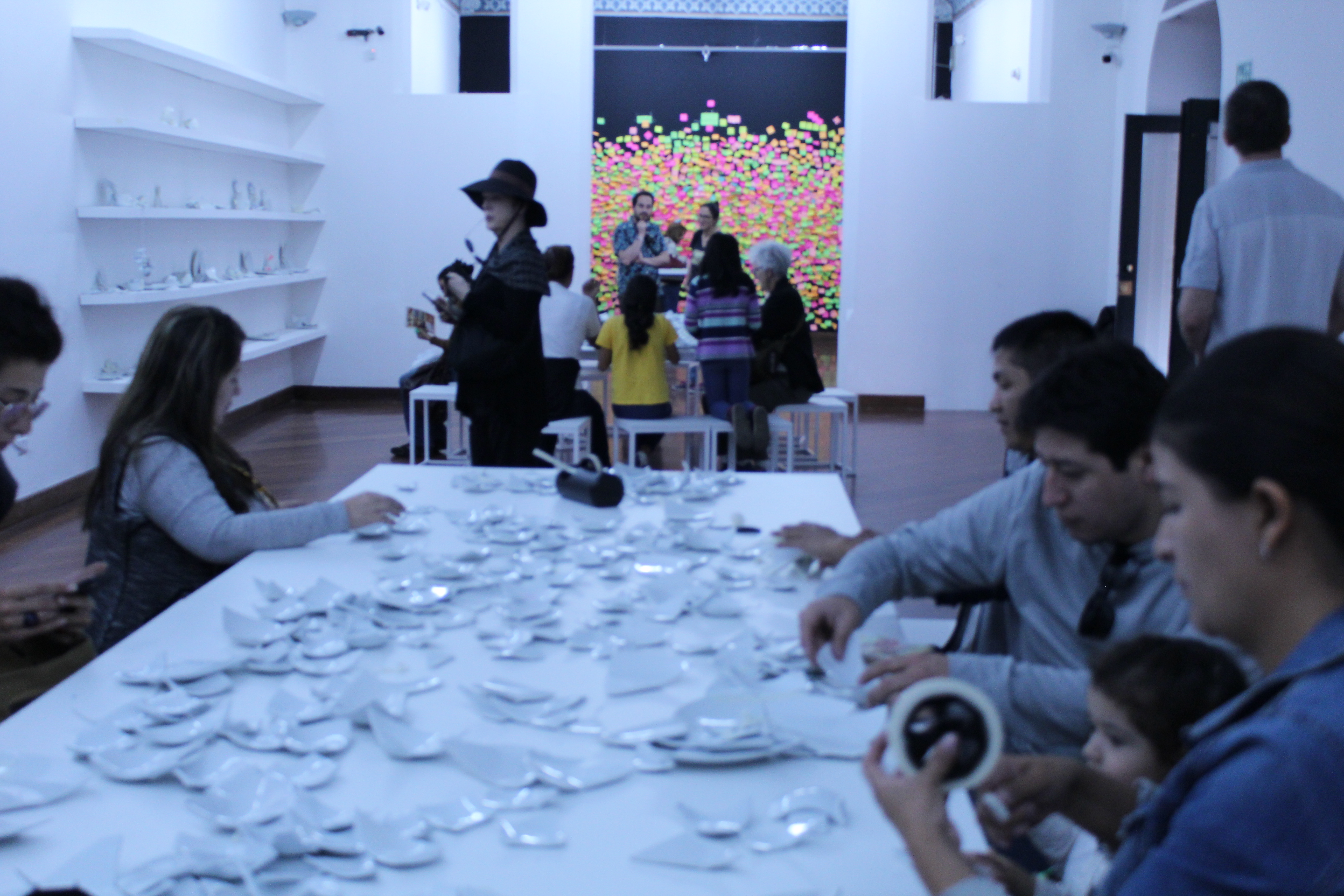
Exposición dedicada a Yoko Ono en el Centro Cultural Metropolitano de Quito (2018)

#### Performance de reivindicación colectiva

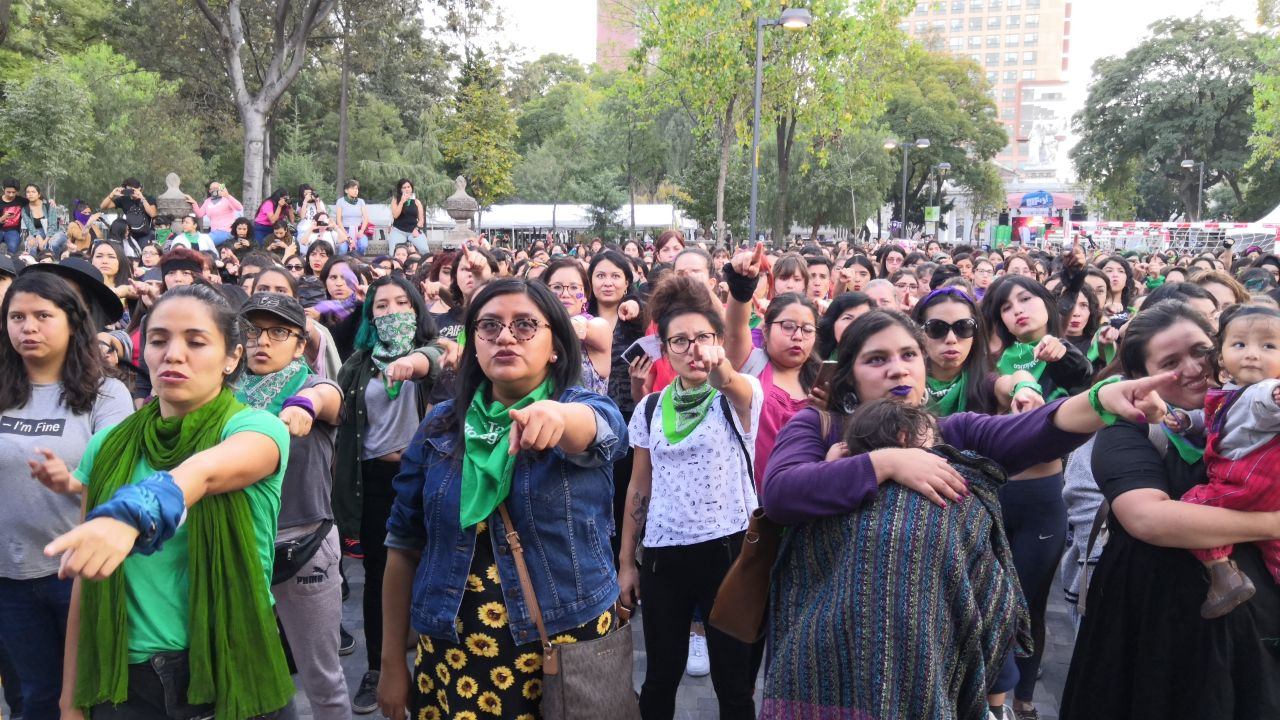
Un violador en tu camino en la Alameda Central de la Ciudad de México

En 2014 nace la performance Carry That Weight, también conocida como "la performance del colchón". Es una obra creada por la artista Emma Sulkowicz durante su tesis final en el grado de artes visuales en la Columbia University en la ciudad de Nueva York. En septiembre de 2014, comenzó la pieza con Sulkowicz portando su propio colchón por todo el campus de la Universidad de Columbia. La obra es creada por la artista con el fin de denunciar su propia violación en ese mismo colchón años antes, en su propio dormitorio. Situación que fue denunciada pero no fue escuchada ni por la justicia ni por la universidad. Por lo que Sulkowicz llevó consigo misma el colchón durante todo el semestre, sin separarse en ninguna ocasión, hasta la ceremonia de graduación en mayo de 2015. La obra creó gran controversia, pero fue apoyada por multitud de compañeros y activistas que acompañaron a Sulkowicz llevando el colchón en multitud de ocasiones, convirtiendo la obra en una reivindicación internacional. El crítico de arte Jerry Saltz consideró la obra una de las más importantes del año 2014.

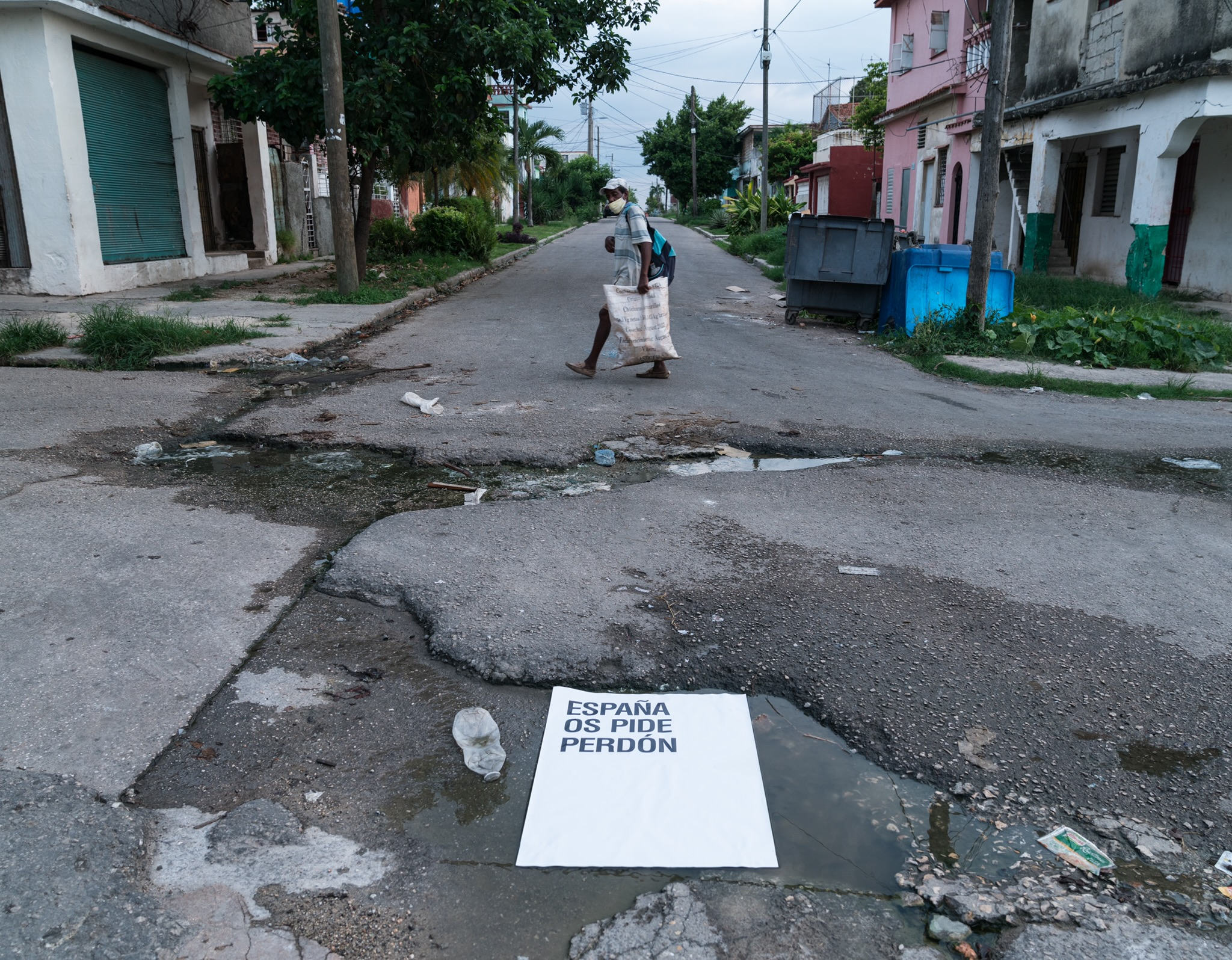
España os pide perdón de Abel Azcona en La Habana

En mayo de 2020 el Museo de Arte Contemporáneo de Bogotá pintó su fachada con la instalación del mismo lema España os pide perdón durante dos meses en el centro de la ciudad de Bogotá. Otras ciudades como La Habana, Cuba; Lima, Perú; Caracas, Venezuela; Ciudad de Panamá, Panamá; Tegucigalpa, Honduras o Quito, Ecuador han sido protagonistas de la pieza, mediante instalaciones de pintura, lonas, carteles o manifestaciones y actos colectivos continuando la obra como protesta colectiva.
En 2019 nació Un violador en tu camino, performance colectiva de protesta creada por un colectivo feminista de Valparaíso (Chile), denominado Lastesis, con el objetivo de manifestarse en contra las violaciones a los derechos de las mujeres en el contexto de las protestas que se realizan en ese país durante 2019. Fue interpretado por primera vez frente a la Segunda Comisaría de Carabineros de Chile en Valparaíso el 18 de noviembre de 2019. Una segunda interpretación hecha por 2000 mujeres chilenas el 25 de noviembre de 2019 como parte del Día Internacional de la Eliminación de la Violencia contra la Mujer fue grabada en video y viralizada en redes sociales. Su alcance se hizo mundial luego de que movimientos feministas en decenas de países adoptaron y tradujeron la performance para acompañar sus protestas y reivindicar demandas locales por el cese y castigo de feminicidios y violencia sexual, entre otras.

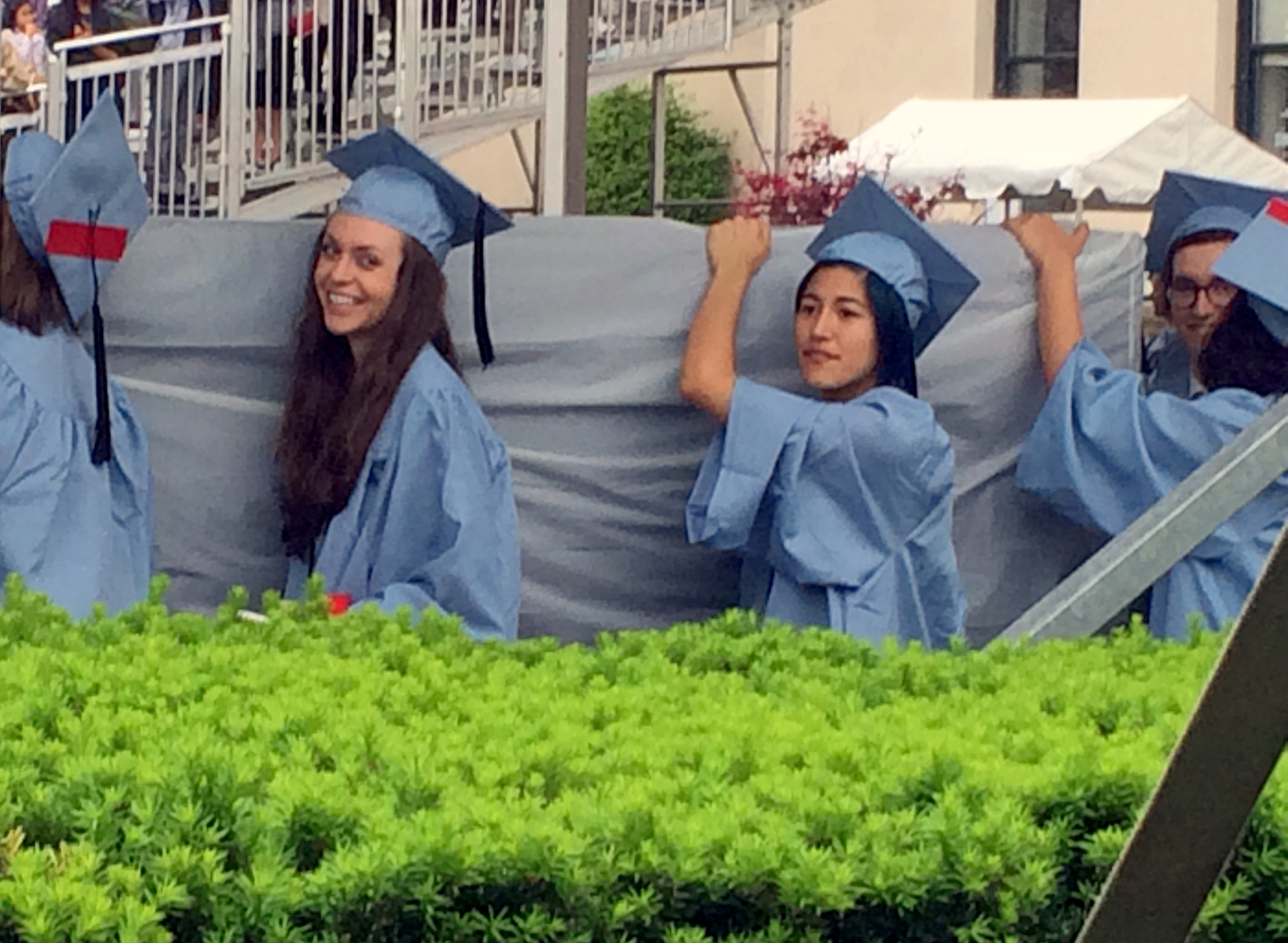
Compañeras de Sulkowicz y la propia artista portando el colchón hasta la graduación como forma de denuncia
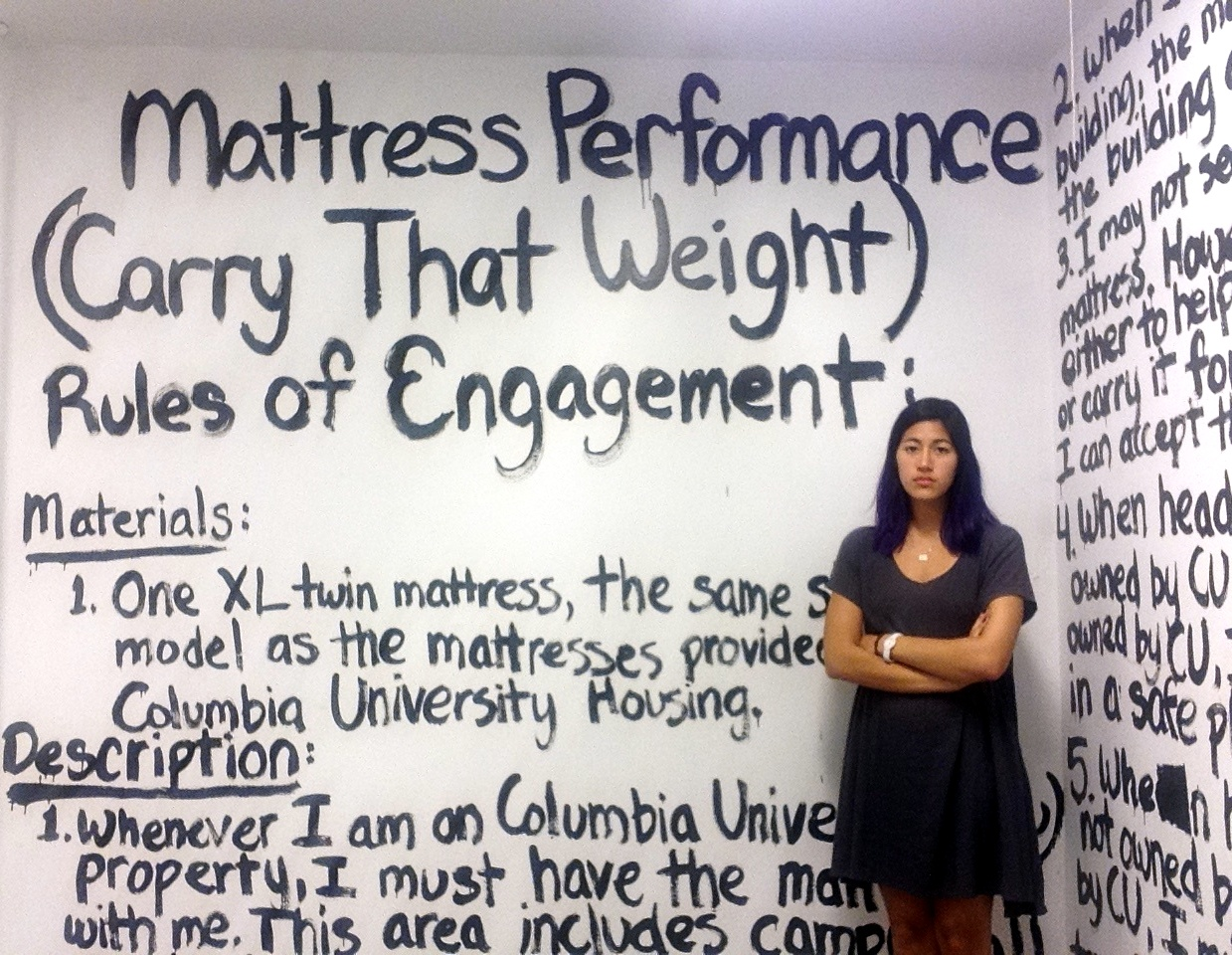
Emma Sulkowicz con las instrucciones de su performance en la Universidad de Columbia
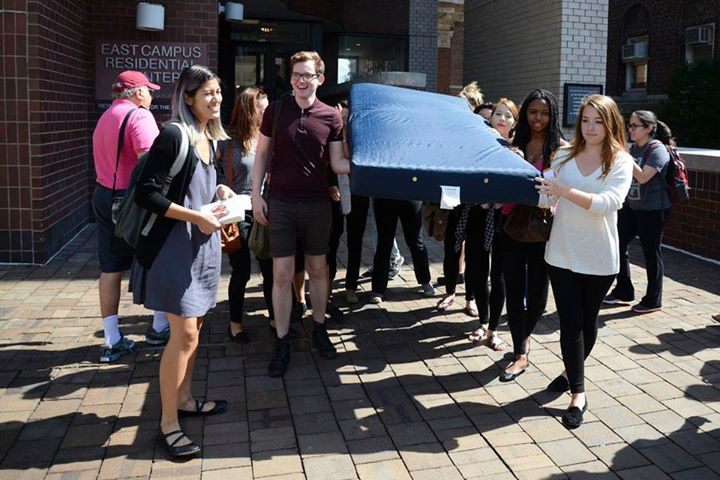
Parte de la performance de Sulkowicz, una de las acciones llamada "Llevemos el peso entre todas"
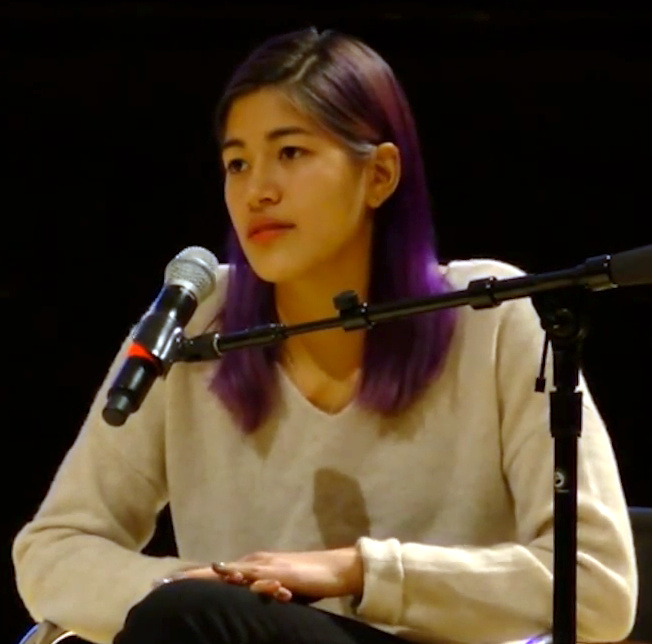
Retrato de Sulkowicz en una de las presentaciones de la obra
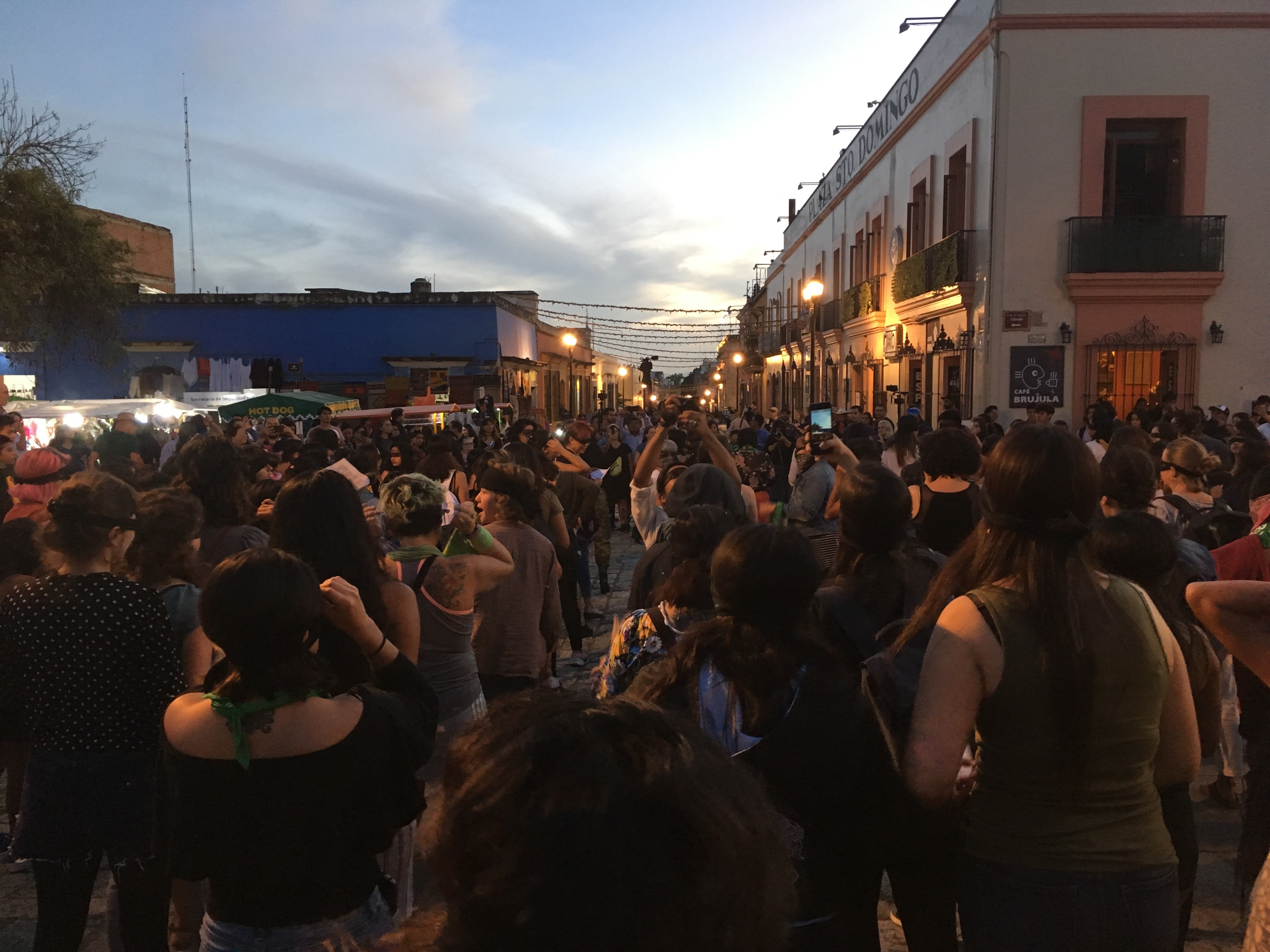
Interpretación mexicana de «Un violador en tu camino» en Oaxaca, el 27 de noviembre de 2019
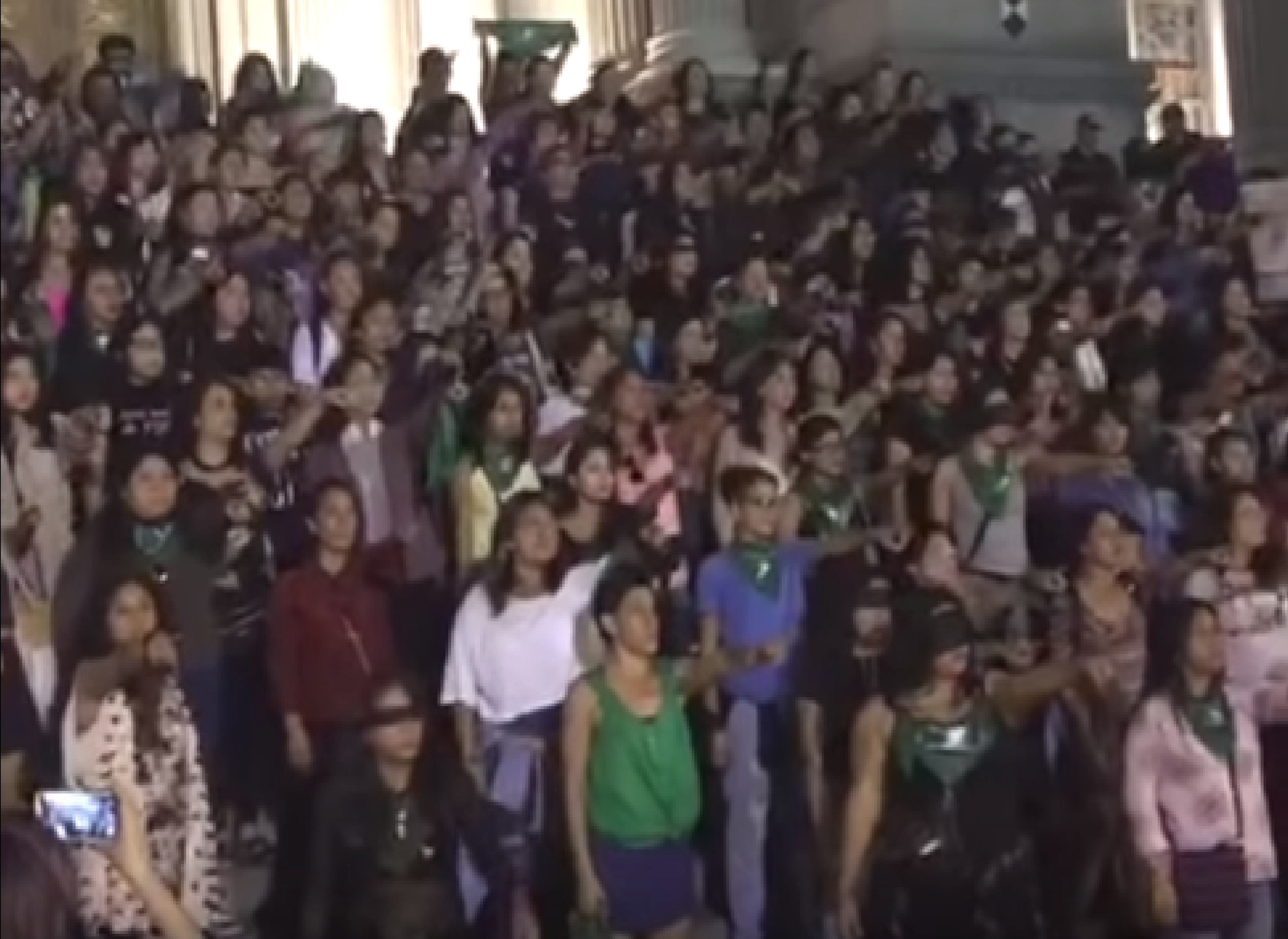
Interpretación peruana de Un violador en tu camino en Lima, el 2 de diciembre de 2019
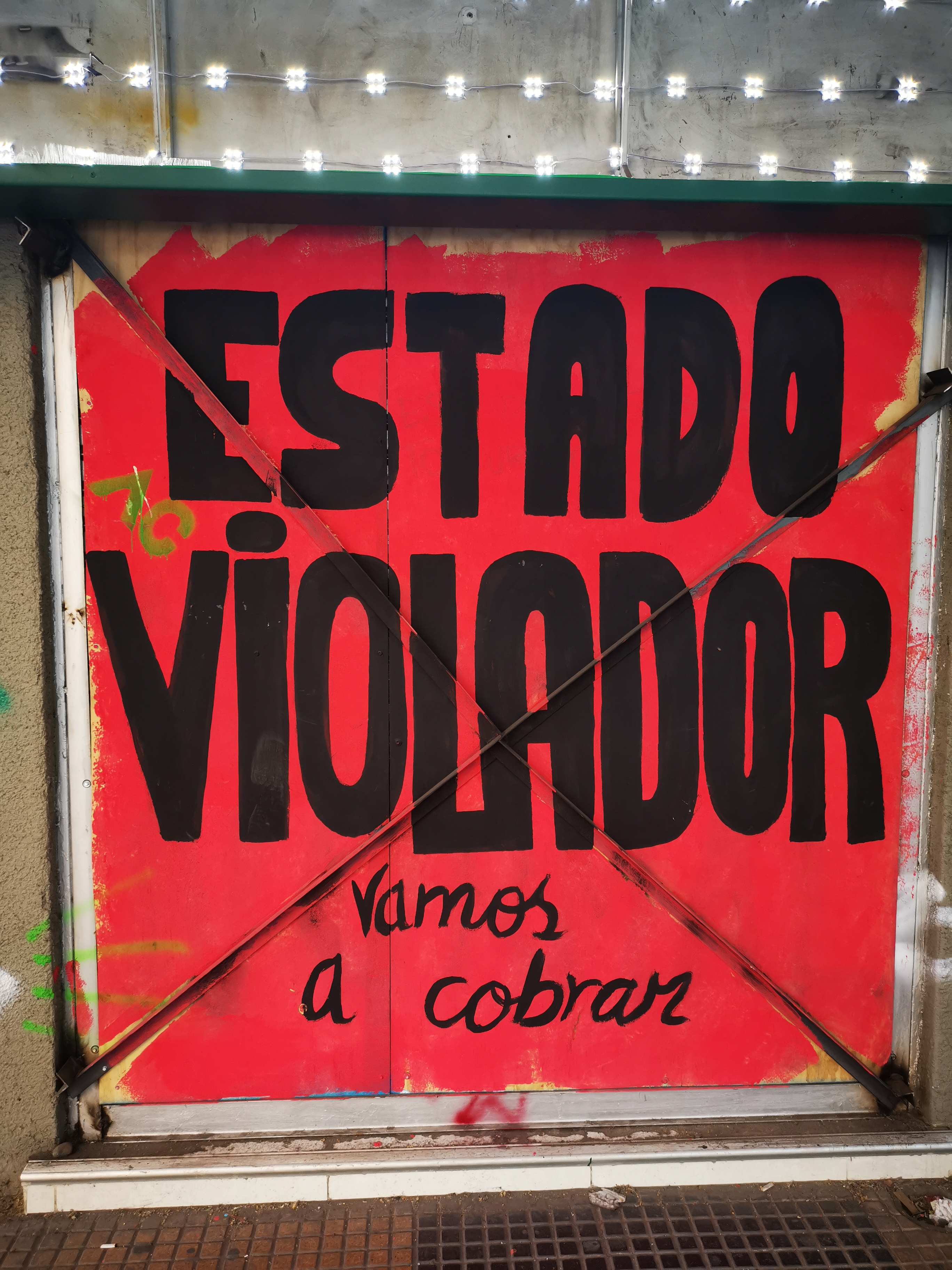
«Un violador en tu camino» se presentó en el contexto de las protestas en Chile de 2019
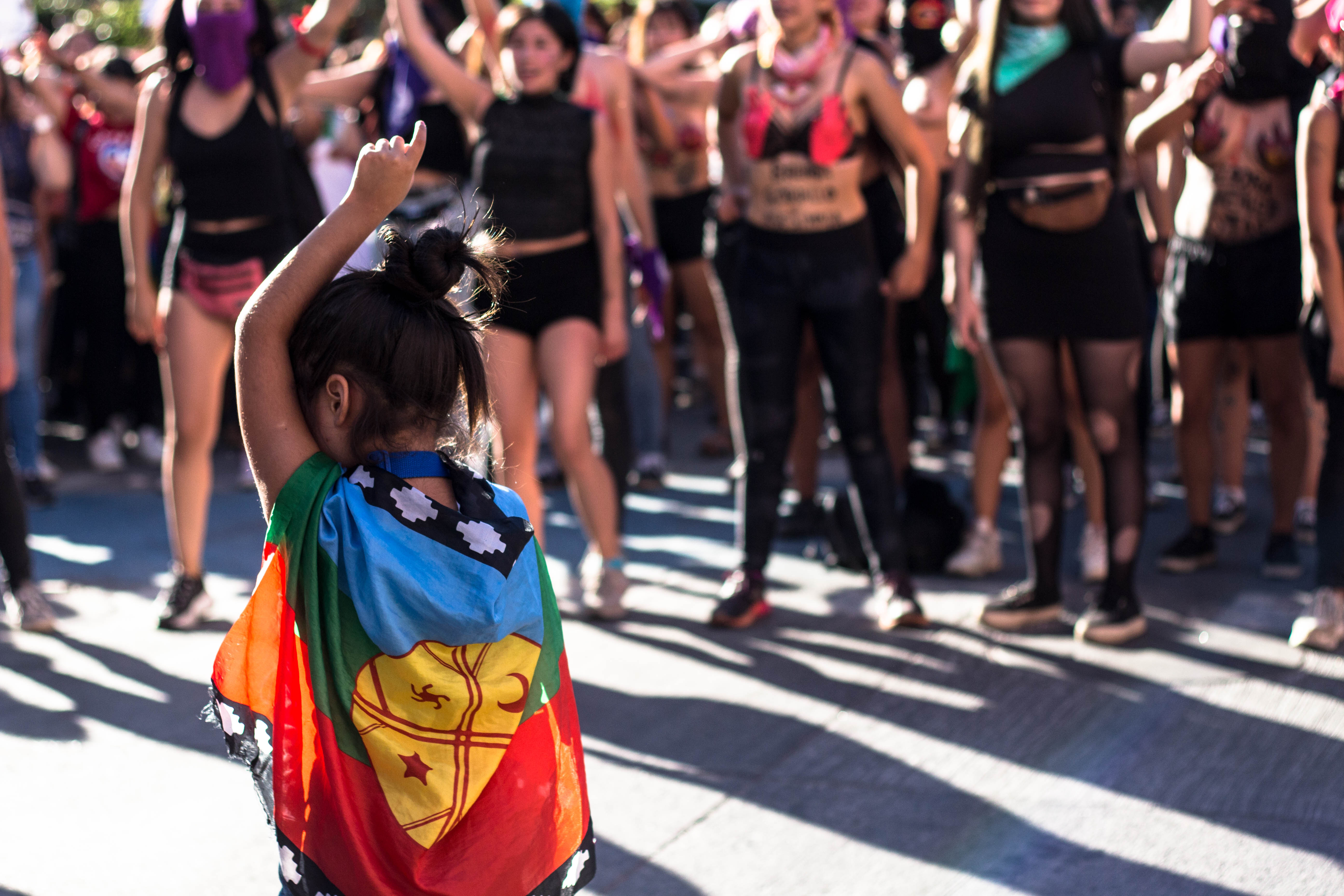
Una niña interviene durante la performance Un violador en tu camino